# Deutsch-Sowjetischer Krieg
1941: Białystok-Minsk – Dubno-Luzk-Riwne – Smolensk – Uman – Kiew – Odessa – Leningrader Blockade – Wjasma-Brjansk – Charkow – Rostow – Moskau – Tula

1942: Rschew – Charkow – Ljuban/Wolchow – Kertsch/Sewastopol – Fall Blau – Kaukasus – Stalingrad – Operation Mars

1943: Woronesch-Charkow – Operation Iskra – Nordkaukasus – Charkow – Kursk – Orjol – Donez-Mius – Donbass – Belgorod-Charkow – Smolensk – Dnepr – Kiew

1944: Dnepr-Karpaten – Leningrad-Nowgorod – Krim – Wyborg–Petrosawodsk – Operation Bagration – Lwiw-Sandomierz – Jassy–Kischinew – Belgrad – Petsamo-Kirkenes – Baltikum – Karpaten – Ungarn

1945: Kurland  – Weichsel-Oder – Ostpreußen – Westkarpaten – Niederschlesien – Ostpommern – Plattensee – Oberschlesien – Wien – Oder – Berlin – Prag
Der Deutsch-Sowjetische Krieg war Teil des Zweiten Weltkrieges und begann am 22. Juni 1941 mit dem deutschen Überfall auf die Sowjetunion. Er endete am 8. Mai 1945 zugleich mit der bedingungslosen Kapitulation der Wehrmacht in Berlin. Im Deutschen Reich wurde er als Russland- oder Ostfeldzug bezeichnet, in der früheren Sowjetunion, dem heutigen Russland und einigen anderen Nachfolgestaaten der Sowjetunion als Großer Vaterländischer Krieg (russisch Великая Отечественная война Welikaja Otetschestwennaja woina). Die Ostfront war bis Juni 1944 (Invasion in der Normandie) die wichtigste Landfront der Alliierten im Kampf gegen das nationalsozialistische Deutschland und seine Verbündeten.
Adolf Hitler gab seinen Entschluss zu diesem Angriffskrieg dem Oberkommando der Wehrmacht (OKW) am 31. Juli 1940 bekannt und befahl am 18. Dezember 1940 mit der Weisung Nr. 21, ihn bis Mai 1941 unter dem Decknamen „Unternehmen Barbarossa“ militärisch vorzubereiten. Dies war ein bewusster Bruch des am 24. August 1939 geschlossenen deutsch-sowjetischen Nichtangriffspaktes. Um für die „arische Herrenrasse“ „Lebensraum im Osten“ zu erobern und den „jüdischen Bolschewismus“ zu vernichten, sollten große Teile der sowjetischen Bevölkerung vertrieben, versklavt und getötet werden. Das NS-Regime nahm den millionenfachen Hungertod sowjetischer Kriegsgefangener und Zivilisten bewusst in Kauf, ließ sowjetische Offiziere und Kommissare auf der Basis völkerrechtswidriger Befehle ermorden und nutzte diesen Krieg zur damals so bezeichneten „Endlösung der Judenfrage“.
Nach anfänglichen deutschen Erfolgen leiteten sowjetische Siege in der Schlacht um Moskau Ende 1941 und vor allem in der Schlacht von Stalingrad 1942/43 Deutschlands vollständige Niederlage ein. Nachdem im Sommer 1943 das deutsche „Unternehmen Zitadelle“ gescheitert war, ging die Initiative endgültig auf die Rote Armee über. Nach dem Zusammenbruch der Heeresgruppe Mitte im Sommer 1944, der auf die Eröffnung der lange erwarteten „Zweiten Front“ in Westeuropa (Operation Overlord) durch die westlichen Alliierten der Anti-Hitler-Koalition folgte, war die Wehrmacht militärisch geschlagen und konnte nur noch hinhaltenden Widerstand leisten. Dennoch waren auch die letzten Kriegsmonate noch von äußerst verlustreichen Kämpfen geprägt.
Vor allem wegen der von Deutschen geplanten und ausgeführten Massenverbrechen an der Zivilbevölkerung starben im Kriegsverlauf zwischen 24 und 40 Millionen Bewohner der Sowjetunion. Dieser Krieg gilt wegen seiner verbrecherischen Ziele, Kriegsführung und Ergebnisse allgemein als der „ungeheuerlichste Eroberungs-, Versklavungs- und Vernichtungskrieg, den die moderne Geschichte kennt“.
Das Kriegsende am 8./9. Mai 1945 wird in vielen Ländern als Tag der Befreiung, in Russland als Tag des Sieges begangen. In der sowjetischen und russischen Erinnerungskultur markiert der deutsche Überfall auf die Sowjetunion oftmals den Beginn des Zweiten Weltkriegs, weil sie für gewöhnlich den Zweiten Weltkrieg mit dem „Großen Vaterländischen Krieg“ gleichsetzt und frühere Kriegsereignisse, wie den Deutsch-sowjetischen Nichtangriffspakt, den sowjetischen Einmarsch in Polen, die Besetzung von Lettland, Litauen, Estland und von Bessarabien weitgehend ausblendet oder umdeutet.

## Vorgeschichte

### Nationalsozialistische Ziele

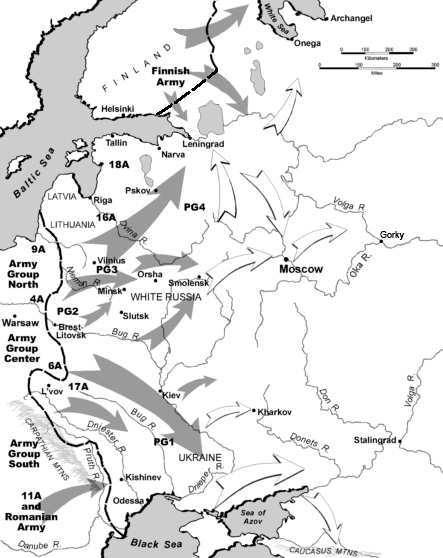
Geplante Vorstoßrichtungen im Unternehmen Barbarossa (1941)

Der Deutsch-Sowjetische Krieg geht wesentlich auf die ideologisch-politischen Ziele des Nationalsozialismus zurück, der sich als radikalen weltanschaulichen Gegenentwurf zum Bolschewismus sah. Diesen betrachtete Hitler in seiner Programmschrift Mein Kampf (1925) als eine auf Welteroberung ausgerichtete Tyrannei eines angeblichen „Weltjudentums“. Dessen Vernichtung und die Unterwerfung der angeblich von ihm abhängigen, „rassisch minderwertigen“ Slawen seien unausweichlich, um den deutschen „Ariern“ den ihnen zustehenden „Lebensraum im Osten“ zu verschaffen. Diesen zu erobern, war ein Hauptziel der NS-Außenpolitik.
Die beabsichtigte Eroberung großer Teile Osteuropas knüpfte zwar an ältere Ziele der traditionell antikommunistischen Militäreliten des Kaiserreichs und der Weimarer Republik an; auch die dazu notwendige Aufrüstung, der Bruch des Versailler Vertrages und der Austritt aus dem Völkerbund waren schon um 1930 weitgehend Konsens in der Reichswehr. Den deutschen Militärs ging es aber im Wesentlichen um eine Revision der Ergebnisse des Ersten Weltkriegs. Die auf reinem Rassismus beruhende Lebensraum-Politik der NS-Führung und deren Absicht, die Sowjetunion als Staat und zugleich ihre tatsächlichen oder vermuteten Eliten zu vernichten, gingen jedoch weit über diese früheren Ziele hinaus.
Hitlers Außenpolitik ab 1933 stellte sein langfristiges Eroberungsziel zunächst zurück. Schon seine Rede vor höchsten Reichswehrvertretern am 3. Februar 1933 deutete es aber an (siehe Liebmann-Aufzeichnung). Er betonte es später immer wieder gegenüber der Wehrmachtführung, etwa während der Sudetenkrise. Die auf Massenvernichtung und Germanisierung ausgerichteten Ziele des NS-Regimes zeigten sich beim Überfall auf Polen, in dem eigens aufgestellte Einsatzgruppen zum Teil mit der Wehrmachtführung abgesprochene Massaker an Angehörigen der Führungseliten und an Juden verübten. Diese spezifisch nationalsozialistischen Vernichtungsziele sollten für Planung und Führung des Krieges gegen die Sowjetunion eine bestimmende, „nie gesehene Dimension“ erreichen, die ihn von allen vorherigen Kriegen auch des NS-Regimes unterschied.
Nach Hans-Erich Volkmann ging es Hitler auch um die Erringung der Weltherrschaft, für die er die sowjetischen Rohstoffe für ein autarkes und unangreifbares Europa als Fundament brauchte. Am 17./18. September 1941 äußerte Hitler darüber bei einem Gespräch im Führerhauptquartier:

„Der Kampf um die Hegemonie in der Welt wird für Europa durch den Besitz des russischen Raumes entschieden; er macht Europa zum blockadefestesten Ort der Welt.“

### Deutsch-sowjetische Beziehungen ab 1939
Im „Großen Terror“ der Jahre 1936 bis 1938 ließ der sowjetische Diktator Josef Stalin tausende kriegserfahrene sowjetische Generäle und Offiziere ermorden und schwächte so die Rote Armee stark. Seit dem Münchner Abkommen vom Oktober 1938 war er überzeugt, dass die Westmächte dem nationalsozialistischen Deutschland keinen nennenswerten Widerstand entgegensetzen würden und die Sowjetunion zu einem Krieg zu drängen versuchten, den sie selbst nicht führen wollten. Daraufhin vollzog er eine Wende der sowjetischen Außenpolitik und strebte einen Interessenausgleich mit dem Deutschen Reich an.
Das NS-Regime war bereit, sowjetische Expansionsinteressen in Osteuropa anzuerkennen, um Großbritannien „vom Kontinent abzudrängen“, den Überfall auf Polen als „Einfrontenkrieg führen zu können“ und „Rückenfreiheit für die spätere Wendung nach Westen“ zu erhalten, „die ihrerseits als Vorschaltereignis des Lebensraumkrieges ins Auge gefasst wurde.“

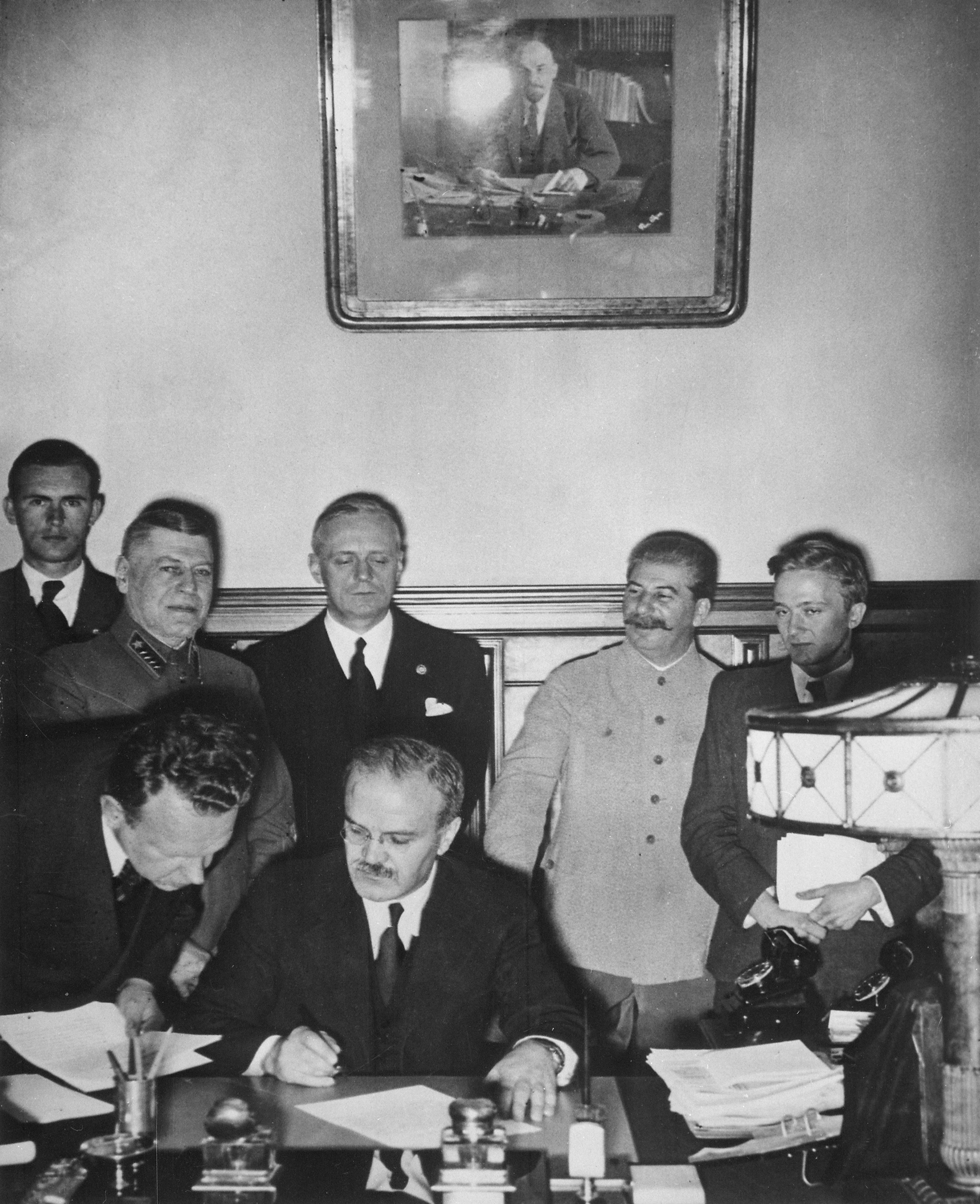
Molotow unterzeichnet am 28. September 1939 im Moskauer Kreml den Deutsch-Sowjetischen Grenz- und Freundschaftsvertrag

Mit einem Kreditabkommen vom 20. August 1939 vereinbarten beide Staaten sowjetische Lebensmittel- und Rohstofflieferungen an Deutschland für deutsche Industrie- und Rüstungsgüter an die Sowjetunion. Dem folgte am 23. August 1939 der deutsch-sowjetische Nichtangriffspakt („Hitler-Stalin-Pakt“) mit einem geheimen Zusatzprotokoll, in dem die Vertragspartner ihre gegenseitigen Interessensphären in Osteuropa abgrenzten. Der zentrale Punkt des Protokolls sah die vierte Teilung Polens vor und sprach Estland, Lettland, Finnland, Ostpolen und das rumänische Bessarabien der sowjetischen Interessensphäre zu.
Am 1. September 1939 löste der deutsche Überfall auf Polen den Zweiten Weltkrieg aus. Die Sowjetunion besetzte ihrerseits ab dem 17. September 1939 gemäß dem geheimen Zusatzprotokoll Ostpolen und später Litauen, für das sie Teile Polens an die deutschen Besatzer austauschte. Zudem schloss sie Ende September 1939 noch einen Grenz- und Freundschaftsvertrag mit Deutschland, der ihren endgültigen Grenzverlauf regeln sollte.
In den folgenden Monaten verfolgte die Sowjetunion mit Duldung und Unterstützung des Deutschen Reichs eine Expansionspolitik innerhalb der Einflusszone, die ihr der Hitler-Stalin-Pakt eingeräumt hatte. Sie übte Druck auf mehrere Nachbarstaaten aus mit dem Ziel, Gebiete zurückzugewinnen, die bis 1917/18 zum zaristischen Russland gehört hatten. Finnland widersetzte sich dieser Politik im Winterkrieg (1939/40), in dessen Verlauf die Schwäche der Roten Armee sichtbar wurde. Obwohl die Sowjetunion weite Teile Kareliens annektieren konnte, musste sie Finnlands staatliche Unabhängigkeit weiter anerkennen. Dagegen besetzte die Rote Armee Estland, Lettland und Litauen Mitte Juni 1940 kampflos. Unter dem Vorwand, die im Vorjahr geschlossenen Beistandspakte seien gefährdet, erklärte die Sowjetunion diese Länder zu Unionsrepubliken. Mit der Besetzung Bessarabiens und der Nordbukowina durch sowjetische Truppen am 28. Juni 1940 endete ihre Expansion vorläufig.
Stalin und seine Generäle hatten ursprünglich angenommen, dass Deutschland in einen langwierigen Krieg mit den Westmächten verwickelt werde und ihnen genug Zeit bleibe, die Rote Armee auf einen möglichen Konflikt vorzubereiten. Der rasche Sieg der Wehrmacht im Westfeldzug über Frankreich (1940) hatte diese Hoffnungen jedoch zerstört. Stalin reagierte auf die neue Lage mit zwei Grundsatzentscheidungen: Zum einen wollte er das Bündnis mit Deutschland unter allen Umständen aufrechterhalten und Hitler nicht zum Krieg provozieren. Zum anderen versuchte er durch weiteren Druck auf Nachbarstaaten, die strategische Position der Sowjetunion zu verbessern. So besetzte die Rote Armee über die im Hitler-Stalin-Pakt zugestandenen Gebiete Bessarabiens hinaus die Nordbukowina und das Herza-Gebiet. Zudem schlug Stalin Bulgarien einen Beistandspakt nach baltischem Muster vor (siehe Geschichte Bulgariens#Neutralitätspolitik des Zaren). Dadurch entstanden Spannungen mit Deutschland.
Hitler war damals aber längst zum Krieg gegen die Sowjetunion entschlossen. Schon am 4. September 1936 erläuterte Hermann Göring Hitlers Denkschrift zum Vierjahresplan vom August dem Kabinett. Sie diene der politischen Zielsetzung, bei der unvermeidbaren Auseinandersetzung mit der Sowjetunion diese mit einem Angriffskrieg zu zerschlagen. Ein Sieg im Osten sollte Deutschland auf dem Kontinent wirtschaftlich autark und eine britische Seeblockade, wie es sie im Ersten Weltkrieg gegeben hatte, wirkungslos machen. Ab dem 2. Juni 1940 hatte Hitler Vertrauten im Oberkommando des Heeres (OKH) seine Überlegungen für einen Angriff auf die Sowjetunion mitgeteilt. Am 29. Juli 1940 informierte der Chef des Wehrmachtführungsstabes Alfred Jodl seine Mitarbeiter über Hitlers Entscheidung, „[…] zum frühestmöglichen Zeitpunkt durch einen überraschenden Überfall auf Sowjetrussland die Gefahr des Bolschewismus ein für allemal aus der Welt zu schaffen.“ Am 31. Juli 1940 teilte Hitler dem Oberkommando der Wehrmacht (OKW) seinen Angriffsentschluss mit und befahl die operative Kriegsvorbereitung. Er rechtfertigte den Zweifrontenkrieg ungeachtet der sowjetischen Vertragstreue nun mit der angeblichen Gefahr, dass das unbesiegte Großbritannien sich mit der Sowjetunion verbünden und diese somit als „Festlandsdegen“ gegen Deutschland verwenden könne. Er ließ die norwegisch-finnische Grenze befestigen, schloss mit Finnland ein Transitabkommen und entsandte sogenannte Lehrtruppen nach Rumänien. Außerdem garantierten Deutschland und Italien die rumänischen Grenzen. Stalin ließ im Gegenzug eine rumänische Inselgruppe in der Donaumündung und die vorgelagerte strategisch wichtige Schlangeninsel besetzen.
Am 12. November 1940 besuchte der sowjetische Außenminister Molotow auf Einladung der deutschen Regierung Berlin, um den eventuellen Beitritt der Sowjetunion zum Dreimächtepakt zu besprechen. Hitler befahl dem OKW am selben Tag, die Angriffsvorbereitungen unabhängig vom Ausgang der angesetzten Gespräche mit Molotow planmäßig fortzusetzen. Molotow machte den Beitritt von Zugeständnissen abhängig, etwa von einem verstärkten Einfluss der Sowjetunion in Ungarn, Jugoslawien, Griechenland und der Türkei sowie von weiteren Konzessionen in Finnland und Rumänien. Zudem forderte die Sowjetunion in einer Note vom 25. November 1940, Japan solle die Bergwerkskonzessionen auf Nordsachalin an sie abtreten. Trotz mehrerer Nachfragen beantwortete Hitler diese Note nicht. Weder wollte er das finnische Nickelgebiet und das rumänische Erdölgebiet in Reichweite der Sowjetunion sehen, noch die Japaner zur Aufgabe ihrer Naphtha- und Kohlengruben bewegen. Die Geschichtswissenschaft geht heute jedoch davon aus, dass für Hitlers Politik „das sowjetische Verhalten bestenfalls Anlässe und Vorwände für die Kehrtwende gab, sie aber nicht verursachte“.
Hitler wies insbesondere Molotows weisungsgemäße Forderung nach weiteren Zugeständnissen in Bezug auf eine Neutralität Finnlands zurück. Dies deutete die Führung der Roten Armee, die damals eine weitere Besetzung Finnlands plante, als Kriegsvorhaben Hitlers. Stalin änderte seine Politik gegenüber Deutschland jedoch nicht: Im Januar 1941 schloss die Sowjetunion mit Deutschland ein Abkommen über die weitere Lieferung von Rohstoffen für Rüstungsgüter. Eine Umstellung auf Kriegswirtschaft unterblieb. Aufgrund der wirtschaftlichen und strategischen Vorteile für beide Seiten aus diesem Abkommen ging Stalin davon aus, dass auch Hitler vorerst den Status quo aufrechterhalten wollte. Seine expansive Balkanpolitik und der am 13. April 1941 geschlossene Japanisch-Sowjetische Neutralitätspakt sollten der Sowjetunion genug Zeit für verstärkte Aufrüstung geben.

### Deutsche Kriegsplanung
Der Chef des Oberkommando des Heeres Halder hatte nach der Niederlage Frankreichs, die von Hitler angeordnete Teildemobilisierung unterlaufen, um „Schlagkraft im Osten“ aufzubauen und eine eigenständige Offensivplanung auf Generalstabs- und Armee-Ebene angeordnet. Deshalb konnte Brauchitsch in der Besprechung mit Hitler am 21. Juli 1940 detailliert über eine Operation gegen die Sowjetunion vortragen.

#### Weisung Nr. 21
Nach Hitlers Bekanntgabe seines Kriegsentschlusses am 31. Juli 1940 begannen OKW, OKH und OKM mit der strategischen Kriegsplanung und ließen jeweils unabhängige Angriffsstudien erstellen, die ab 3. September zusammengeführt und Hitler am 5. Dezember vorgelegt wurden. Vom OKH wurde am 5. August der Operationsentwurf Ost vorgelegt. Vom OKW kam die Loßberg-Studie. Am 9. August wurde mit dem Otto-Programm der eisenbahntechnische Ausbau des Aufmarschraumes für das Ostheer angeordnet. Am 28. August wurde mit dem Rüstungsprogramm B eine Umstellung der Rüstungswirtschaft auf die Schaffung eines Heeres von 180 statt 120 Divisionen befohlen. Am 18. Dezember 1940 erließ Hitler als „Führer und Oberster Befehlshaber der Wehrmacht“ die Weisung Nr. 21 an den Wehrmachtführungsstab im Oberkommando der Wehrmacht (OKW): Damit befahl er den Oberkommandos der drei Wehrmachtteile, den Angriff auf die Sowjetunion bis zum Mai 1941 gezielt vorzubereiten, um „auch vor Beendigung des Krieges gegen England Sowjetrussland in einem schnellen Feldzug niederzuwerfen (Fall Barbarossa)“. Es gelte, „die im westlichen Russland stehende Masse des russischen Heeres zu vernichten“ und eine Linie zu erreichen, von der aus die Luftstreitkräfte der Sowjetunion deutsches Gebiet nicht mehr angreifen könnten. Endziel der Operation sei die „Abschirmung gegen das asiatische Russland auf der allgemeinen Linie Wolga–Archangelsk“ (vgl. AA-Linie), also die Besetzung des Großteils der europäischen Sowjetunion.

#### Eroberungsstrategie
Anders als beim Westfeldzug stimmten Hitler und Wehrmachtführung über die Strategie und Ziele dieses Krieges weitgehend überein. Die bis dahin erstellten operativen Angriffspläne der drei Wehrmachtteile sahen eine Kette von Umfassungsbewegungen und Kesselschlachten mit dem Ziel vor, die Rote Armee zu vernichten. Während Walther von Brauchitsch und Franz Halder hauptsächlich direkt auf Moskau vorstoßen wollten, befahl Hitler jedoch in seiner Weisung Nr. 21, dass die „Mitte der Gesamtfront nur Voraussetzungen für das Eindrehen schneller Truppen nach Leningrad und dem Donezbecken schaffen“ solle.
Hitler wollte die angestrebte Linie in einem Blitzkrieg von bis zu 22 Wochen erreichen; General Erich Marcks kalkulierte nur bis zu 17 Wochen. Schnelle Verbände sollten keilförmige Breschen in die Abwehrkräfte der Roten Armee schlagen, diese von rückwärtigen Verbindungen abschneiden und ihre Verbände am Ausweichen hindern; marschierende Verbände sollten sie einkesseln. Danach sollten die motorisierten Kräfte weiter nach Osten vorstoßen.
Das deutsche Ostheer gliederte sich in drei Heeresgruppen:
- Heeresgruppe Nord (Leeb) mit der 16. Armee (Busch), Panzergruppe 4 (Hoepner) und der 18. Armee (Küchler)
- Heeresgruppe Mitte (Bock) mit der 4. Armee (Kluge), Panzergruppe 2 (Guderian), Panzergruppe 3 (Hoth), 9. Armee (Strauß) und 2. Armee (Weichs)
- Heeresgruppe Süd (Rundstedt) mit der 17. Armee (Stülpnagel), Panzergruppe 1 (Kleist), 6. Armee (Reichenau) und der 11. Armee (Schobert)
- aus dem damals bereits besetzten Nordnorwegen und aus Nordfinnland zwei Korps des Armeeoberkommandos Norwegen (Falkenhorst).

Die Luftwaffe trat mit vier Luftflotten an, die jeweils im Bereich einer Heeresgruppe agierten, aber selbstständig waren:
- Luftflotte 1 (Keller; Bereich der Heeresgruppe Nord)
- Luftflotte 2 (Kesselring; Bereich der Heeresgruppe Mitte)
- Luftflotte 4 (Löhr; Bereich der Heeresgruppe Süd)
- Luftflotte 5 (Stumpff; nur in Nordfinnland und Nordnorwegen stationierte Verbände).

Auch von Norwegen aus sollten Angriffe gegen die Sowjetunion unternommen werden. Sie zielten insbesondere auf Murmansk und die dortige Eisenbahnverbindung, die Murmanbahn, über die später britische und US-amerikanische Hilfslieferungen in die Sowjetunion gelangten. Mehrere Unternehmen in Richtung Murmansk („Unternehmen Silberfuchs“, „Platinfuchs“) und auf die Murmanbahn („Unternehmen Polarfuchs“) blieben erfolglos. Dies lag zum einen an den extremen klimatischen Verhältnissen, der langen Polarnacht sowie dem weglosen Tundren-Gelände, zum anderen an den hier nur schwachen deutschen Kräften.
Der sechswöchige, im April 1941 begonnene Balkanfeldzug verzögerte den vorgesehenen Angriffstermin um einen Monat, obwohl er nach Meinung der Militärs auch die Ausgangschancen für den deutschen Überfall auf die Sowjetunion verbessern sollte. Trotz der Verzögerung plante die Wehrmachtführung, noch vor Einbruch der Rasputiza, der sogenannten „Schlammzeit“, entscheidende Siege zu erzielen und den Feldzug bis zum Wintereinbruch zu beenden. Etwa 50 bis 60 Besatzungsdivisionen sollten im Land verbleiben; nur für diese wurde eine besondere dem russischen Winter angepasste Kleidung eingeplant.

#### (Fehl-)Annahmen
Nicht nur hinsichtlich Strategie und Zielsetzung stimmten Hitler und die oberste Generalität bei ihren Planungen zum Unternehmen Barbarossa weitgehend überein, sondern auch in der Unterschätzung des Gegners und dessen Möglichkeiten. Man ging davon aus, dass dieser Krieg eher ein „Kinderspiel“ sei und in einigen Wochen oder wenigen Monaten gewonnen sein würde. Der nach dem erfolgreichen Blitzkrieg gegen Frankreich in Richtung See- und Luftkrieg umgestellte Rüstungsschwerpunkt wurde erst in den letzten Monaten vor dem deutschen Überfall zögerlich korrigiert, indem z. B. die eingeleitete Demobilisierung von ca. 30 Heeresdivisionen gestoppt wurde. Hitler und der überwiegende Teil der Generalität waren überzeugt, mit den vorhandenen Kräften die Sowjetunion besiegen zu können. Die quantitative Überlegenheit der Roten Armee sah man als Papiertiger. Tatsächlich sei Stalins Militär nach den ganzen Säuberungen, der Ausschaltung und Ermordung zehntausender Offiziere regelrecht enthauptet und ohne Qualität. Die gravierenden Mängel in Ausbildung, Ausrüstung und Führungsqualitäten der Roten Armee hätten sich 1940 im Winterkrieg gegen das kleine Finnland gezeigt und würden fortdauern. Zu den Ausnahmen unter den Militärs, die Hitlers Auffassung, die Rote Armee sei in qualitativer Hinsicht ein „Witz“, nicht teilten, gehörten der deutsche Militärattaché in Moskau, General Ernst-August Köstring, sowie teilweise die Abteilung Fremde Heere Ost im Oberkommando des Heeres. So warnte Köstring davor, die soldatische Qualität der Rotarmisten zu unterschätzen.
In Erwartung eines schnellen Sieges wurde nur für eine Besatzungsarmee und nicht für ein großes kämpfendes Ostheer Kleidung und Ausrüstung für den Winter vorgesehen. Das Versorgungsproblem einer 2000 km langen Front unter geographischen, klimatischen und infrastrukturellen Bedingungen des Ostens wurde in Erwartung eines schnellen Sieges gering eingeschätzt. Einen für die weiträumige Kriegsführung östlich der Linie Dnepr-Düna unverzichtbaren leistungsfähigen Eisenbahnnachschub hoffte man mit erbeutetem sowjetischen Material und nur geringfügig beschädigter Infrastruktur kurzfristig herstellen zu können.

#### Vernichtungspläne und Mordbefehle
Nach der strategischen Kriegsplanung der Wehrmacht trat diese im Frühjahr 1941 in ihre konkrete operative Phase. Nun wurden ihre Aufgaben mit denen der ab 1941 in Teilbereichen zu einer Parallelarmee ausgebauten SS und verschiedenen Polizeikräften für die zu erobernden Gebiete aufeinander abgestimmt.
Am 13. März 1941 erließ Hitler die Richtlinien auf Sondergebieten zur Weisung Barbarossa: Damit übertrug er Heinrich Himmler, seit 1934 der „Reichsführer SS“, besondere Vollmachten für „Sonderaufgaben im Auftrag des Führers, die sich aus dem endgültig auszutragenden Kampf zweier entgegengesetzter politischer Systeme ergeben“. Dazu ließ das Reichssicherheitshauptamt vier sogenannte Einsatzgruppen aufstellen. Sie sollten laut Hitlers Richtlinien alle „verdächtigen“ und „sonstigen radikalen Elemente“ sowie „Juden in Partei- und Staatsstellungen“ ermorden. Reinhard Heydrich präzisierte diesen Mordbefehl Hitlers mit Geheimbefehlen an die Leiter der Einsatzgruppen, Pogrome der örtlichen Bevölkerung gegen Juden anzuheizen.
Am 30. März 1941 proklamierte Hitler vor 250 Wehrmachtsgenerälen den kommenden Krieg als „Kampf zweier Weltanschauungen gegeneinander“ und als „Vernichtungskampf“. Er forderte die „Vernichtung der bolschewistischen Kommissare und der kommunistischen Intelligenz“. Diese Absicht und Forderung floss in einige Anordnungen des OKW und OKH für den bevorstehenden Krieg ein.
Nach dem Erlaß über die Ausübung der Kriegsgerichtbarkeit im Gebiet Barbarossa vom 13. Mai 1941 mussten Straftaten von Wehrmachtangehörigen gegen Zivilisten nicht mehr strafrechtlich verfolgt werden. Der Erlass befreite die Wehrmachtsoldaten von Bindungen an Völkerrechtsnormen und leistete Willkür- und Gewaltakten gegenüber der sowjetischen Bevölkerung Vorschub. Die Richtlinien für das Verhalten der Truppe in Rußland vom 19. Mai 1941 forderten von der Truppe „rücksichtsloses und energisches Durchgreifen gegen bolschewistische Hetzer, Freischärler, Saboteure, Juden“. Die Richtlinien für die Behandlung der politischen Kommissare vom 6. Juni 1941 befahlen der Wehrmacht, die „politischen Kommissare grundsätzlich sofort mit der Waffe zu erledigen.“ Die Bestimmungen über das Kriegsgefangenenwesen von 16. Juni 1941 forderten „rücksichtsloses und energisches Durchgreifen bei den geringsten Anzeichen von Widersetzlichkeit, insbesondere gegenüber bolschewistischen Hetzern“. Demgemäß wurden die Zehn Gebote für die Kriegführung des deutschen Soldaten, die in die Umschläge jedes Soldbuchs eingeklebt waren und unangebrachte Grausamkeiten oder völkerrechtswidriges Verhalten untersagten, außer Kraft gesetzt. Die Mordbefehle wurden nach Kriegsbeginn zum Teil weiter verschärft oder ihre Anwendungsbereiche ausgedehnt. So befahl Reinhard Heydrich den „Höheren SS- und Polizeiführern“ am 2. Juli 1941, den Kommissarbefehl vom 6. Juni wie folgt umzusetzen: „Zu exekutieren sind alle Funktionäre der Komintern (wie überhaupt die kommunistischen Berufspolitiker schlechthin), die höheren, mittleren und radikalen unteren Funktionäre der Partei, der Zentralkomitees, der Gau- und Gebietskomitees, Volkskommissare, Juden in Partei- und Staatsstellungen.“
Mit diesen verbrecherischen Befehlen bereitete das NS-Regime den Deutsch-Sowjetischen Krieg als Vernichtungskrieg vor. OKW und OKH gaben die Befehle an untere Offiziersränge weiter; Widerspruch der Empfänger dagegen blieb aus. Damit ließ sich die Wehrmacht in Hitlers Lebensraum-Programm einbinden. Dies erklären Fachhistoriker mit der antisemitischen, rassistischen, antibolschewistischen und antislawischen Prägung des deutschen Offizierskorps, das die Novemberrevolution 1918 Juden und Kommunisten anlastete, wobei sie diese gleichsetzte, dem langjährigen Führerkult, imperialistischen Zielen und Selbstüberschätzung nach dem Westfeldzug. Hitlers Kriegsziele und die der Wehrmachtführung deckten sich weitgehend: So fassten einige führende Generäle das Ziel, die Sowjetunion zu zerschlagen und ihr Gebiet für wirtschaftliche „Autarkie“ Deutschlands auszubeuten, schon vor Hitlers Kriegsentschluss am 31. Juli 1940 ins Auge. Sie befürworteten im März 1941 daher auch die als notwendig erachtete Aufgabe, erwarteten sowjetischen Widerstand durch Terror zu brechen, um „Ruhe im Rücken der Front zu schaffen“, und betrachteten dafür aufgestellte Einsatzgruppen als Entlastung.
Logistiker der Wehrmacht errechneten, dass die deutschen Einheiten nur bis zu einer Linie entlang Pskow, Kiew und der Krim versorgt werden konnten. Da Hitler die Eroberung Moskaus im Rahmen eines einzigen ununterbrochenen Feldzuges verlangte, sollte die Wehrmacht durch die rücksichtslose Requirierung von Nahrungsmitteln und kriegswichtigem Material aus den zu erobernden Gebieten versorgt werden. Weil ein Bedarf von jährlich fünf Millionen Tonnen Getreide aus der UdSSR berechnet wurde, um die Nahrungsmittelversorgung des Deutschen Reiches zu sichern, während die UdSSR 1940 auf handelspolitischer Basis nur 1,5 Millionen Tonnen hatte liefern können, plante Görings Vierjahresplanbehörde vor dem Überfall, durch gezielte Unterversorgung der sowjetischen Bevölkerung möglichst große Mengen an Getreide, Fleisch und Kartoffeln auszubeuten. Die ganze Wehrmacht sollte ernährt werden, indem „das für uns Notwendige aus dem Lande herausgeholt wird“; dabei kalkulierte man ein, dass „zweifellos zig Millionen Menschen verhungern“. Das NS-Regime verband bei dieser Hungerpolitik kriegswirtschaftliche Nützlichkeitserwägungen mit rassistischen Motiven. Christian Gerlach sieht darin einen Hungerplan; andere Historiker bestreiten einen dezidierten Plan und sprechen von einem „Hungerkalkül“. Die meisten Historiker sehen aufgrund der einschlägigen Dokumente darin keinen Gegensatz. Der Osteuropa-Historiker Hans-Heinrich Nolte schätzt sieben Millionen Hungertote unter insgesamt 26 bis 27 Millionen sowjetischen Kriegstoten; er berücksichtigt dabei russische Forschungen. Der Yale-Historiker Timothy Snyder nennt 4,2 Millionen sowjetische Hungertote in den von der Wehrmacht besetzten Gebieten.
Zudem hatte Himmler ab September 1939 umfassende Pläne zur millionenfachen Deportation („Umsiedlung“) von „Slawen“ und die folgende „Eindeutschung“ eroberter Gebiete angestoßen und in Polen umzusetzen begonnen, wobei bereits zehntausende der Deportierten starben. Diese Pläne wurden ab 1941 enorm ausgeweitet und in einen „Generalplan Ost“ integriert. Dieser sah vor, die deutsche „Volkstumgrenze“ fast 1000 km nach Osten zu verschieben, den Großteil der dort lebenden zunächst auf 30, 1942 auf bis zu 65 Millionen geschätzten Sowjetbürger hinter den Ural bzw. nach Sibirien zu vertreiben und einige Hunderttausend „slawische Untermenschen“ als Arbeitssklaven zum Bau von „Wehrsiedlungen“ für „Germanen“ bzw. „Volksdeutsche“ zu benutzen.

#### Rolle und Ziele verbündeter Staaten

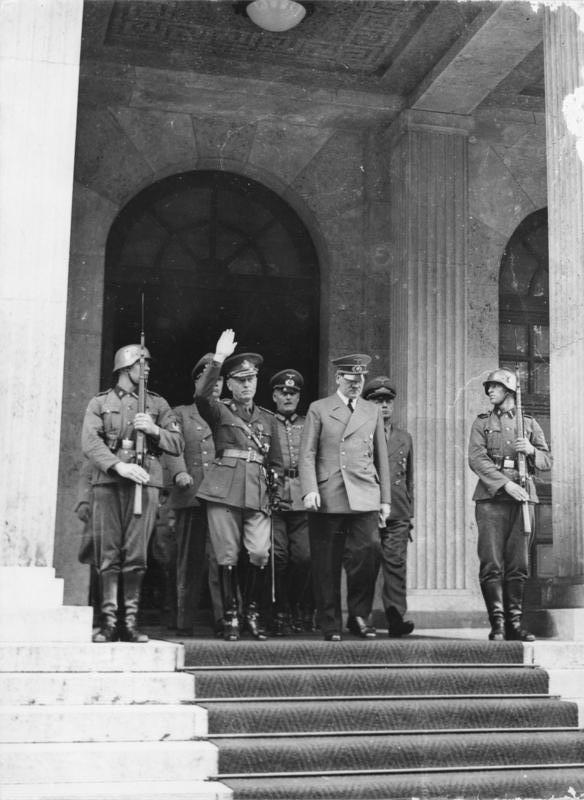
Staatsbesuch Marschall Antonescus in München am 11./12. Juni 1941

Das NS-Regime betrachtete Finnland und Rumänien wegen deren kurz zurückliegender Konflikte mit der Sowjetunion als „natürliche Verbündete“ und schloss mit diesen Staaten keine formellen Abkommen für eine Kriegskoalition. Man informierte sie vorher über den geplanten Angriff, so dass sie ihren Truppenaufmarsch vorbereiten konnten.
Finnland unter Carl Gustaf Emil Mannerheim wollte die im Winterkrieg verlorenen Gebiete zurückerobern. Es schloss mit einer Armee beidseitig des Ladogasees zur Grenze auf und gewährte deutschen Truppen Stationierungsrechte in Nordfinnland, von wo diese Murmansk angreifen konnten.
Rumänien unter Marschall Ion Antonescu war zu Beginn des Feldzugs Deutschlands zahlenmäßig bedeutendster und zugleich vermutlich am stärksten für ein Zusammengehen motivierter Verbündeter. Es beteiligte sich am 22. Juni mit 325.685 Mann und 207 Flugzeugen am Ostfeldzug. Klares Ziel der rumänischen Führung war die Rückgewinnung der 1940 von der Sowjetunion annektierten Gebiete, wobei darüber hinausgehende rumänische Okkupationswünsche ebenfalls eine Rolle spielten. Als einziger ausländischer Regierungschef wurde Antonescu bei einem Treffen mit Hitler in München am 11./12. Juni 1941 persönlich von dem bevorstehenden Angriff informiert. Die 3. und 4. rumänische Armee wurden an die Ostgrenze des Landes verlegt, um zusammen mit der deutschen 11. Armee die südliche Sowjetunion anzugreifen und das sowjetisch besetzte Bessarabien zurückzuerobern. Vom rumänischen Hoheitsgebiet aus begann die deutsche „Einsatzgruppe D“ mit der Judenvernichtung. Das Unternehmen München der verbündeten deutschen und rumänischen Armeen startete letztlich am 2. Juli 1941.
Italien erklärte der Sowjetunion am 23. Juni den Krieg, obwohl es in den Monaten zuvor noch diplomatische Annäherungsversuche zwischen den beiden Ländern gegeben hatte. Die Verhandlungen waren jedoch durch deutsche Interventionen wiederholt gestört worden, und der deutsche Angriff auf die Sowjetunion besiegelte ihr Ende. Benito Mussolini entsandte das Corpo di spedizione italiano in Russia mit 62.000 Mann, 220 Geschützen und 83 Flugzeugen. Dieses traf gegen Ende Juli an der Front ein und wurde im Bereich der Heeresgruppe Süd eingesetzt.
Ungarn entsandte – nach dem Bombenangriff auf Kassa am 26. Juni 1941 und anderen Zwischenfällen – auf Initiative seines Reichsverwesers Miklós Horthy zwei Korps mit 45.000 Mann, darunter ein motorisiertes mit 160 Panzern.
Die selbständig gewordene Slowakische Republik schickte ihre „schnelle Division“ und später zwei Sicherungsdivisionen. Kroatien entsandte nacheinander mehrere „Legionen“.
Spanien unter Francisco Franco schickte rund 15.000 Freiwillige an die Ostfront, die zur Wehrmachtsuniform ein blaues Tuch trugen und als Blaue Division im nördlichen Teil der Front unter Wehrmachtkommando kämpften.
Aus acht Ländern und Regionen kamen 1941 insgesamt rund 43.000 „ausländische Freiwillige“, um den „europäischen Kreuzzug gegen den Bolschewismus“ und die „neue rassische Ordnung“ zu unterstützen. In Frankreich, Holland und Belgien sammelten sich größere, aus skandinavischen Ländern kleinere Freiwilligenverbände. Sie wurden entweder in die Wehrmacht integriert oder trugen die Uniformen der Waffen-SS (siehe Ausländische Freiwillige der Waffen-SS).

### Sowjetische Verteidigungsvorbereitung
Die kommunistische Führung sah die Sowjetunion von einer prinzipiell feindlich gesinnten kapitalistischen Welt umgeben und hielt einen Krieg mit ihr für unvermeidlich. Ab dem Ende des Polnisch-Sowjetischen Krieges nahmen politische und militärische Führung der Sowjetunion an, ein möglicher Krieg gegen die Sowjetunion würde vor allem in Ostmitteleuropa mit Polen als Hauptfeind ausgetragen. Die ersten operativen Planungen gingen von einer zahlenmäßigen Überlegenheit des Gegners aus und sahen defensive Handlungen in der ersten Kriegsphase vor. Offensivere Überlegungen, die mittels eines Überraschungsangriffs auf das Territorium des Gegners dessen Aufmarsch und Kräftekonzentration zerschlagen sollten, kamen erst gegen Ende der 1920er-Jahre auf. Dabei ging es um aktive Verteidigungshandlungen an der Westgrenze der Sowjetunion, für die ein Mobilisierungsplan von 1931 den Einsatz von 110 der insgesamt 122 Schützendivisionen, des größten Teils der Luftwaffe, der strategischen Kavallerie und fast aller Panzer.
Im Februar 1931 äußerte Stalin auf der Allunionskonferenz für Industriefunktionäre: „Wir sind hinter den fortgeschrittenen Ländern 50 bis 100 Jahre zurückgeblieben. Wir müssen die Distanz in zehn Jahren durchlaufen. Entweder bringen wir das zuwege, oder wir werden zermalmt.“ Daher wurden mit den Fünfjahresplänen ungewöhnlich hohe Rüstungsanstrengungen unternommen. Diese wurden auf Kosten des Lebensstandards erreicht. 1935 verfügte die Rote Armee bereits über 10.180 Panzer und 6.672 Flugzeuge. Die Planungen sahen einen Bestand von 90.000 Panzern und 15.000 Flugzeugen vor. Die nationalsozialistische Machtergreifung ging über das Maß an Spannung, an dem die sowjetische Außenpolitik allgemein interessiert war, weit hinaus, da man wirkliche Konfliktsmöglichkeiten sah. Das Hauptorgan der Komintern, die Rundschau über Politik, Wirtschaft und Arbeiterbewegung, kommentierte den Zwischenfall auf der Westerplatte vom 6. März 1933 als eine „Verschärfung der Kriegsgefahr zwischen Deutschland und Polen“ und meinte, dass Danzig einmal „das Signal zur Entfachung eines imperialistischen Krieges“ werden könne. Am 22. März 1933 stellte die Prawda in einem Artikel „Wohin geht Deutschland?“ fest: „Die Nationalsozialisten haben ein außenpolitisches Programm gegen die Existenz der UdSSR entwickelt“, und forderte von der deutschen Regierung, klar zu sagen, wohin sie steuert. Auf dem XVII. Parteitag der KPdSU im Jahr 1934 verlas Nikolai Bucharin die Passage aus Mein Kampf, bei der Hitler von der Eroberung der Sowjetunion sprach, und äußerte dazu:

„Das ist der Gegner, Genossen, mit dem wir es zu tun haben! Er wird uns in all den gewaltigen Schlachten entgegentreten, die die Geschichte uns auferlegt“

Im Frühjahr 1934 formulierte der Stab der Roten Armee eine Überarbeitung der bisherigen Kriegspläne. Diese blieb weiter auf Vorwärtsverteidigung ausgerichtet, konzentrierte sich angesichts der nationalsozialistischen Herrschaft aber stärker als zuvor auf Deutschland als Hauptgegner. Neben dem westlichen Kriegsschauplatz wurden aber auch der Ferne Osten mit Japan als wahrscheinlichstem Kriegsgegner, der Nahe Osten und Mittelasien als Kriegsschauplätze berücksichtigt. In Europa wurden Polen, Ungarn, Finnland, die Türkei, Rumänien, Bulgarien sowie die baltischen Staaten als mögliche Verbündete Deutschlands angesehen. Im Kriegsfall wurde ein Angriff Deutschlands, Polens, Estlands und Finnlands mit 137 Divisionen und 13 Brigaden erwartet. Die Rote Armee sollte noch in der Anfangsphase des Krieges mit 82 Divisionen einen Präventivschlag gegen die aufmarschierenden gegnerischen Truppen führen.
In den folgenden Jahren rechneten militärische Überlegungen und Denkschriften mit einer immer größeren gegnerischen Streitmacht, setzten der Roten Armee aber auch immer ambitioniertere Ziele. So rechnete der sowjetische Generalstab unter Boris Michailowitsch Schaposchnikow im September 1940 durchaus realistisch in etwa mit dem Verlauf der späteren zwei deutschen Angriffslinien, Umfassungsversuchen, anschließenden deutschen Vorstößen auf Moskau und Leningrad und einer mehrjährigen Kriegsdauer, die eine anhaltende und breite Mobilisierung erfordern würde.
Nach dem deutschen Überfall auf Polen begann die Sowjetunion, entlang der neuen Grenze zum Deutschen Reich die Molotow-Linie zu errichten, die die etwa 300 Kilometer weiter östlich liegende Stalin-Linie als westliche Verteidigungslinie ablöste. Der auf Offensivverteidigung zugeschnittene Mobilmachungsplan, der eine Stärke von 7,85 Mio. Soldaten in den europäischen und kaukasischen Militärbezirken der UdSSR vorsah, musste nach der Besetzung Ostpolens, dem Winterkrieg gegen Finnland und dem deutschen Sieg über Frankreich revidiert werden.
Ein Neuentwurf des Volkskommissars für Verteidigung Semjon Konstantinowitsch Timoschenko und des Generalstabschefs Kirill Afanassjewitsch Merezkow vom September 1940 ging von 233 Divisionen der Deutschen und ihrer Verbündeter im Westen sowie 49 der Japaner im Angriff auf die Sowjetunion aus. Stalin setzte den Plan im Oktober 1940 in Kraft, befahl jedoch eine Truppenkonzentration an der Südwestfront, um durch einen Vorstoß auf Lublin, Krakau und Breslau die Rohstoffeinfuhr Deutschlands aus dem Balkan abzuschneiden. Die sowjetischen Verbände der Nordwest- und Westfront sollten den Gegner in Ostpreußen binden, um schließlich dessen Vernichtung in Raum östlich von Warschau zu ermöglichen. Das Papier sah im Westen eine eigene Stärke von 143 Schützendivisionen, sieben motorisierte Divisionen, 16 Panzerdivisionen, zehn Kavalleriedivisionen und 159 Fliegerregimentern vor.
Von Februar bis Mai 1941 wurden Truppenaufstellung, Verteilung, Führungsstrukturen und Nachschublinien der westlichen Militärbezirke noch mehrfach geändert. Der neue Generalstabschef Georgi Schukow wollte sicherstellen, dass man die Balkanländer würde aus dem Krieg „drängen“ können, und forderte eine Konzentration der Hauptkräfte südlich des Prypjat, bei der Südwestfront zu konzentrieren, um in Richtung Lublin – Radom vorstoßen zu können und anschließend Warschau und Krakau zu besetzen. Dementsprechend standen der Südwestfront acht Armeen zur Verfügung, der Nordwestfront zwei und der Westfront vier. Zu beachten bleibt jedoch, dass diese Pläne zu einem gewissen Teil auf Verbände setzte, die nur auf dem Papier existierten, für die aber im Frühjahr 1941 noch gar nicht genügend Ausrüstung, Munition, Verpflegung und Treibstoff zur Verfügung stand. Im April 1941 fehlte es an Artilleriemunition. Am Tag des deutschen Angriffs besaß nur etwas mehr als die Hälfte der sowjetischen Schützendivisionen Kriegsstärke, während den Panzer- und mechanisierten Divisionen mehr als die Hälfte der vorgesehenen Panzer fehlten. 106 von 348 Fliegerregimentern befanden sich noch in Aufstellung.
Die bisherige Strategie einer sofortigen breiten Gegenoffensive wurde im März 1941 aufgegeben; diese sollte nun allenfalls in einigen Frontabschnitten und erst nach einer vollen Mobilmachung und erfolgreichen Abwehr feindlicher Vorstöße stattfinden. Ab Mai 1941 zog die Rote Armee zusätzliche Divisionen aus anderen Landesteilen in den westlichen Militärbezirken zusammen und verteilte sie entlang der gesamten Westgrenze. Sie folgte dabei Stalins Direktiven vom Oktober 1940 und reagierte auf den ihr bekannten deutschen Truppenaufmarsch.
Die immer wieder vorgebrachte Präventivkriegsthese, Hitler sei mit seinem Angriff nur einer sowjetischen Offensive zuvorgekommen, ist daher wissenschaftlich widerlegt. Der Aufmarsch der Roten Armee reagierte vielmehr auf die deutschen Kriegsvorbereitungen im Sinne der Doktrin der Vorwärtsverteidigung. Dies war der Wehrmachtführung durchaus bekannt. Die deutsche „Abteilung Fremde Heere Ost“ im OKH, die derweil die vertraglich verbotenen deutschen Aufklärungsflüge über sowjetischem Gebiet wieder aufnahm, beurteilte die sowjetische Truppenverstärkung übereinstimmend und kontinuierlich von April bis Juni 1941 als rein defensiv. NS-Propagandaminister Joseph Goebbels zufolge sahen das OKH und das NS-Regime die grenznahe sowjetische Truppenkonzentration sogar als das Beste an, „was […] überhaupt passieren kann“, weil sie den geplanten „Durchstoß“ erleichtere und „eine leichte Gefangenenbeute“ ermögliche.
Stalin und seine Generäle gingen davon aus, dass die Rote Armee nicht vor 1942 gegen die Wehrmacht abwehrbereit sein würde, vor allem weil die durch die „Säuberungen“ 1936 bis 1938 getöteten Generäle und Offiziere nicht schnell genug durch kompetente Männer ersetzt werden konnten. In der Stalinrede vom 5. Mai 1941 im Kreml vor den Absolventen der sowjetischen Militärakademien erklärte er: „Wir müssen von der Verteidigung zur Militärpolitik des offensiven Handelns übergehen. Wir müssen unsere Erziehung, unsere Propaganda, Agitation, unsere Presse im offensiven Geist umbauen.“ Er wollte den Offiziersnachwuchs der Roten Armee damit auf die Umsetzung der ab Oktober 1940 gültigen Offensivstrategie einschwören, auch weil er mit dem Kriegseintritt der Sowjetunion ab 1942 rechnete.
Der sowjetische Militärgeheimdienst GRU hatte Stalin erstmals am 20. Januar 1940, dann am 8. April und 28. Juni sowie am 4., 27. und 29. September 1940 über mögliche deutsche Kriegsabsichten gegen die Sowjetunion, am 29. Dezember 1940 auch über Hitlers „Weisung Nr. 21“ informiert. Das NKWD berichtete zudem zwischen 9. Juli und 6. November 1940 sechsmal über deutsche Truppenverschiebungen an die Ostgrenze des Reiches. 1941 häuften sich derartige Berichte. Stalin ließ sie sich alle unmittelbar und unkommentiert zustellen, hielt jedoch keine Rücksprache darüber und behielt sich so ihre Auswahl und Deutung im Sinne seiner Politik vor. Anfang Mai 1941 berichtete der in Japan tätige Agent Richard Sorge an die Sowjetunion, der deutsche Angriff solle mit 150 Divisionen am 20. Juni beginnen. Doch Stalin, der nicht an einen deutschen Überraschungsangriff glaubte, wollte Hitlers offenkundige Angriffsabsicht bis zum Kriegsbeginn nicht zur Kenntnis nehmen. Er wertete alle substanziellen Warnungen aus Kreisen des deutschen Widerstands sowie der britischen und sowjetischen Geheimdienste als bewusste Desinformationen, mit denen Großbritannien ihn in den Krieg gegen Deutschland hineinzuziehen versuche. Dazu trug auch der Flug von Hitlers Stellvertreter Rudolf Heß am 10. Mai 1941 nach Großbritannien bei, der auf eigene Faust einen Frieden zwischen beiden Staaten zu vermitteln versuchte. Die Briten streuten ihrerseits Gerüchte, Heß könnte damit Erfolg haben, um die Sowjetunion zum Beenden ihres Bündnisses mit Deutschland oder sogar zu einem Präventivschlag zu provozieren. Stalin hielt es jedoch für ausgeschlossen, dass Hitler einen Zweifrontenkrieg beginnen würde, solange er mit Großbritannien nicht Frieden geschlossen habe. Bis dahin wollte er abwarten und sich nicht provozieren lassen. Diese Fehleinschätzung trug wesentlich zu den späteren Anfangserfolgen der Wehrmacht bei.
Am 15. Mai 1941 überreichten der Volkskommissar für Verteidigung, Marschall der Sowjetunion Timoschenko, und der Chef des Generalstabes der Roten Armee, Armeegeneral Schukow, Stalin den Plan eines Präventivschlags gegen den deutschen Aufmarsch. Dieser lehnte den Vorschlag nach ihren übereinstimmenden Nachkriegsaussagen aber strikt ab und verbot ihnen entsprechende Maßnahmen. Gleichwohl verstärkte die Rote Armee ihre offensive Aufstellung; ob sie eine verdeckte Teilmobilmachung einleitete, beurteilen Militärhistoriker verschieden. Ein Befehl Stalins dazu ist nicht dokumentiert.

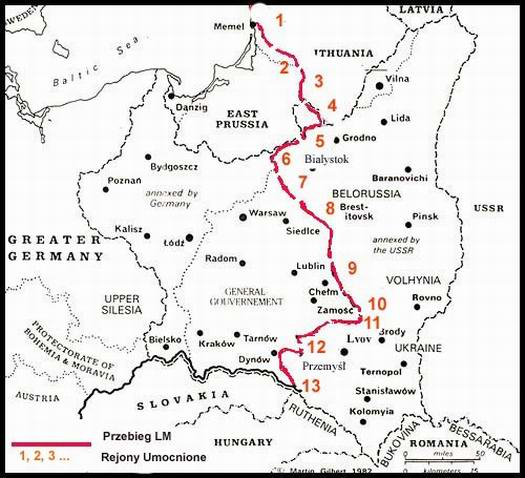
Molotow-Linie

Am 13. Juni 1941 beschloss die sowjetische Führung schließlich doch, 237 von 303 sowjetischen Divisionen mit sechs Millionen Soldaten in vier grenznahen Frontabschnitten gegen einen Angriff von Westen bereitzuhalten. Dazu sollten etwa ein Drittel des Personals und der Kraftfahrzeuge aus dem Landesinnern herangeführt werden. Zudem sollte die angenommene Unterlegenheit der Luftstreitkräfte bis Ende 1941 mit 100 neuen Fliegerregimentern ausgeglichen werden. Aufgrund des ständig reformierten Plans wurde die ursprünglich bis Ende Mai 1941 geplante volle Mobilmachung verfehlt; nach Kriegsbeginn ließ sie sich nicht mehr wie vorgesehen umsetzen. Die Molotow-Linie war noch nicht fertiggestellt; in 60 Prozent der fertigen Bunkeranlagen fehlte es an Bewaffnung und Kommunikationsmitteln. Nur 13 Prozent der vorgesehenen schweren, 7 Prozent der mittleren Panzer, 67 Prozent der Kampfflugzeuge, 65 Prozent der Flugabwehrgeschütze, 50 bis 75 Prozent der Nachrichtenmittel waren bei Kriegsbeginn einsatzbereit. Die Verteidigungsstaffeln konnten ihre Aufstellungsräume nicht schnell genug erreichen, so dass sie leicht voneinander und vom Nachschub abgeschnitten wurden. Der Generalstab der Roten Armee hatte keinen deutschen Überraschungsangriff vor Erreichen der Sollstärke ihrer Truppen eingeplant, da er von einer Früherkennung feindlicher Absichten und rechtzeitigen Aufmarschbefehlen Stalins ausging. Der Leiter des Militärrats des Militärbezirks Leningrad, Andrei Alexandrowitsch Schdanow, trat am 21. Juni aus gesundheitlichen Gründen einen Erholungsurlaub an. Trotz vieler Warnungen durch Überläufer und Diplomaten wurde am 21. Juni zunächst nur die Moskauer Luftverteidigung auf 75-prozentige Kampfbereitschaft gebracht. In der Nacht vom 21. auf den 22. Juni ließ Stalin nach mehrstündiger Beratung mit seinen Generälen die Truppen in den Grenzbezirken in Alarmbereitschaft versetzen. An vielen Stellen wurden die sowjetischen Einheiten vom unmittelbar darauf erfolgenden deutschen Angriff dennoch überrascht. Auch Stalin reagierte schockiert.
Infolge des deutschen Überfalls ließ Stalin den „Großen Vaterländischen Krieg“ (russisch Вели́кая Оте́чественная война́, Welikaja otetschestwennaja wojna) ausrufen. Der Leitartikel der Prawda von Jemeljan Michailowitsch Jaroslawski titelte am 23. Juni 1941: „Der Große Vaterländische Krieg des sowjetischen Volkes“. Stalin selbst nannte ihn in seiner ersten Rundfunkansprache nach Kriegsbeginn am 3. Juli 1941 und nochmals in einer Rede am 6. November 1941 „vaterländisch“. Schon den Russlandfeldzug 1812 hatte die russische Historiographie „Vaterländischer Krieg“ genannt. Die Bezeichnung war nach 1945 auch im Ostblock üblich und wird bis heute in Russland und anderen Nachfolgestaaten der Sowjetunion verwendet. Mit seinem 1946 in Moskau erschienenen Band Über den großen vaterländischen Krieg der Sowjetunion, der Reden und Befehle Stalins enthielt, verfolgte Stalin das Ziel, die Kampfhandlungen als „gerechten vaterländischen Volks- und Befreiungskrieg“ darzustellen.

## Militärisches Kräfteverhältnis

### Truppen- und Waffenzahlen bei Kriegsbeginn
Die Militärhistoriker David M. Glantz und Michail Iwanowitsch Meltjuchow haben verschiedene Zahlen zum Verhältnis beider Streitkräfte am 22. Juni 1941 angegeben:
| Streitkraft | Achsenmächte | Achsenmächte | Rote Armee | Rote Armee |
| Autor       | Glantz       | Meltjuchow   | Glantz     | Meltjuchow |
| ----------- | ------------ | ------------ | ---------- | ---------- |
| Soldaten    | 3.767.000    | 4.306.800    | 2.780.000  | 3.289.851  |
| Panzer      | 3.612        | 4.171        | 11.000     | 15.687     |
| Flugzeuge   | 2.937        | 4.846        | 9.917      | 10.743     |
| Geschütze   | 12.686       | 42.601       | 42.872     | 59.787     |

Die rund drei Millionen Soldaten des deutschen Ostheeres verteilten sich auf 150 Divisionen, darunter 20 Panzerdivisionen. Die Verbündeten stellten weitere 690.000 Soldaten. Diese Truppen waren in drei Heeresgruppen mit zusammen zehn Armee-Oberkommandos und vier Panzergruppen gegliedert. Neben den genannten Waffen verfügten sie über 600.000 Kraftfahrzeuge und 625.000 Pferde. In den westlichen Militärbezirken der Sowjetunion standen ihnen 2,9 Millionen Rotarmisten gegenüber, 145 Divisionen und 40 Brigaden, gegliedert in vier Heeresgruppen mit zehn Armee-Oberkommandos.
Nach einer Aufstellung in dem von Historikern des Militärgeschichtlichen Forschungsamtes erarbeiteten Werk Das Deutsche Reich und der Zweite Weltkrieg hatte das deutsche Heer bis zum Kriegsbeginn am 22. Juni 1941 3648 von 5694 Panzern und Sturmgeschützen seines damaligen Gesamtbestandes (≈ 64 %) an die Ostfront verlegt, darunter 3255 Panzerkampfwagen der Typen I–IV, 143 Panzerbefehlswagen sowie 250 von 377 Sturmgeschützen III. Infolge von
Umorganisationen seit dem Westfeldzug 1940 hatte die Wehrmacht die Zahl ihrer Panzerdivisionen, nicht aber ihrer Panzer fast verdoppelt. Demgemäß musste sie ältere oder erbeutete ausländische Modelle weiter nutzen und stattete ein Drittel der Panzerdivisionen mit 157 tschechoslowakischen Panzer 35(t) und 651 Panzer 38(t) aus. Der Panzerkampfwagen I hatte 1939 fast die Hälfte aller deutschen Panzer gestellt und war danach oft zum Panzerjäger I oder anderen Zwecken umgebaut worden. Vom Originalmodell setzten die östlichen Panzerdivisionen 1941 noch 281 Stück, vom Panzerkampfwagen II 743, vom Panzerkampfwagen III 651, vom Panzerkampfwagen IV 444 Stück sowie Schützenpanzerwagen Sd.Kfz. 251 ein. Der Panzerkampfwagen IV mit seiner kurzen 7,5-cm-Kanone (L/27) war für Durchbruchsoperationen wenig geeignet. Die 250 Exemplare vom (der Artillerie unterstellten) Sturmgeschütz III mit der ebenso kurzen Kanone sollten hauptsächlich die Infanterie unterstützen. Obwohl jede Panzerdivision über ein gepanzertes Infanterie-Bataillon verfügen sollte, waren die meisten wegen des Mangels an Fahrzeugen nur mit einer gepanzerten Schützenkompanie ausgestattet.
Bei den sowjetischen Panzern waren nach eigenen Angaben nur etwa 27 % der alten Panzertypen einsatzbereit. Am 15. Juni 1941 hatten 29 % aller Panzer eine Hauptinstandsetzung und 44 % eine mittlere Instandsetzung nötig.
Zur Organisation der Kräfte siehe Schematische Kriegsgliederung der Roten Armee am 22. Juni 1941 und Schematische Kriegsgliederung der Wehrmacht für das Unternehmen Barbarossa.

### Entwicklung der Waffentechnik

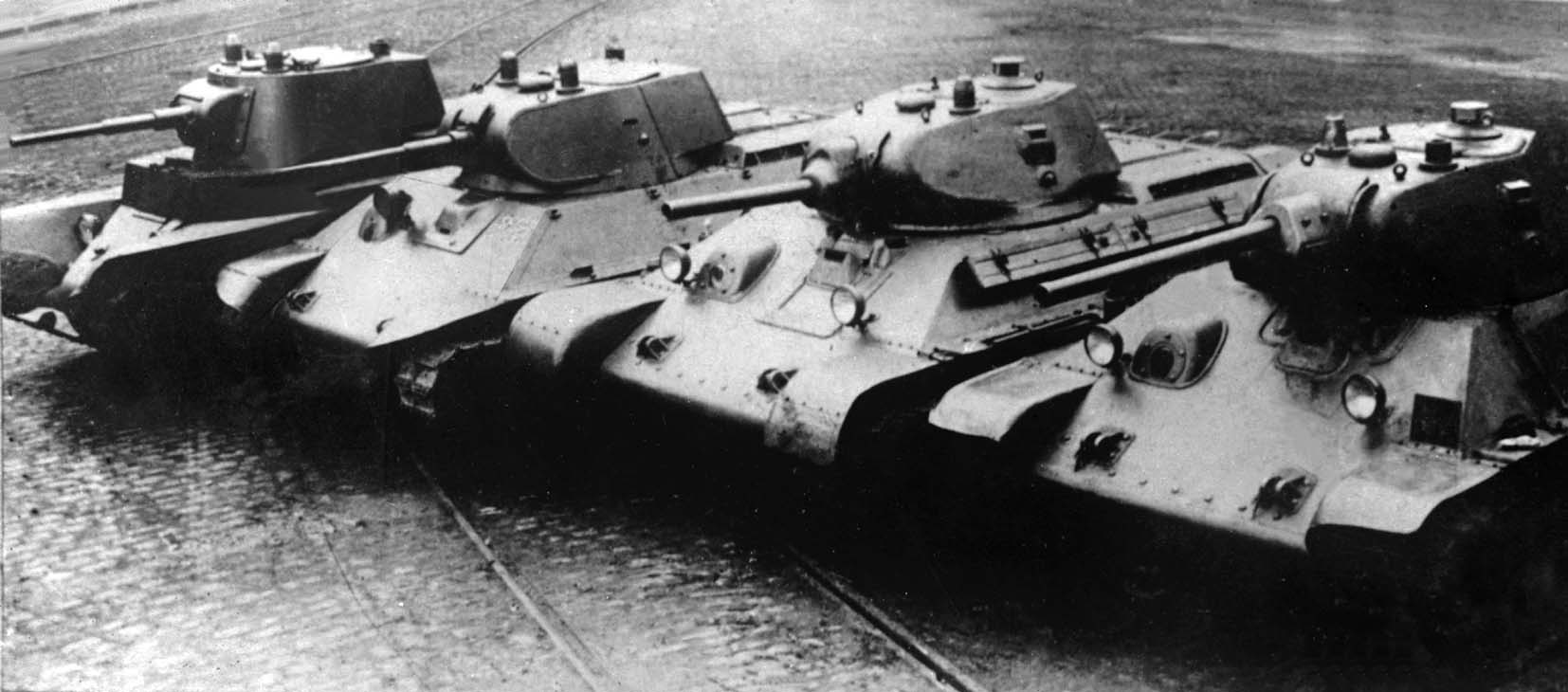
BT-7, A-20, T-34 Modell 1940 und T34 Modell 41 im Vergleich

Die geheime deutsch-sowjetische militärische Zusammenarbeit bis Anfang der 1930er-Jahre hatte zu einer Modernisierung der Strategie und Bewaffnung der Roten Armee unter Marschall Tuchatschewski beigetragen, die nach Meinung von Militärhistorikern die sowjetischen Gegenoffensiven 1941 bis 1944 wesentlich ermöglicht hat.

#### Bodentruppen

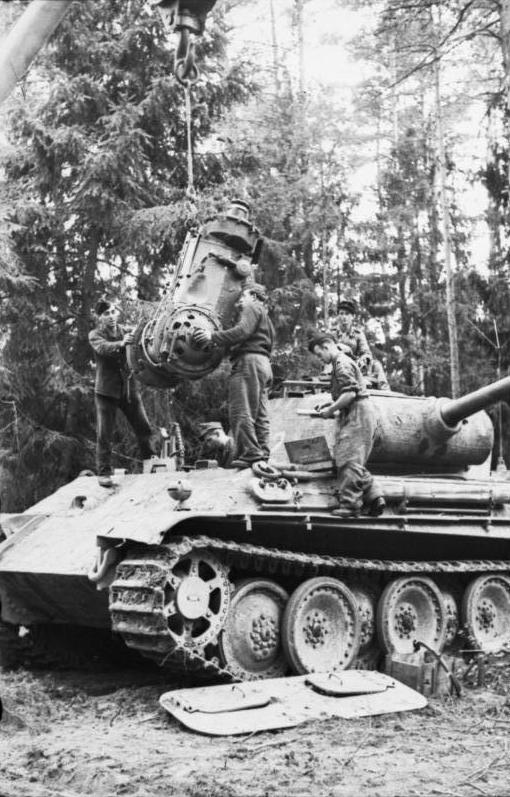
Reparatur an einem Panzerkampfwagen V Panther, 1944

Die Artilleriewaffen der Wehrmacht und der Roten Armee waren in etwa als gleichwertig anzusehen. Anders sah es bei der Panzerwaffe aus. Die deutschen Panzermodelle Panzer I, Panzer II, Panzer 35 (t), Panzer 38 (t) und auch der Panzer III hatten gegenüber den schweren sowjetischen Modellen eine zu geringe Panzerung und Feuerkraft. Die Wehrmacht musste daher vielfach Flak-Artillerie einsetzen, um die schwere Panzerung der KW-1 und KW-2 zu durchbrechen. Zumindest die Panzer III und IV erwiesen sich den im Jahr 1941 z. T. veralteten sowjetischen Panzermodellen T-26, T-28, T-35, BT-5 und BT-7 aber als überlegen.
Die sowjetischen schweren Panzermodelle KW-1 und KW-2 waren gegen die meisten deutschen Heeres-Panzerabwehrwaffen recht widerstandsfähig. Zu ihrer Bekämpfung wurde hauptsächlich die Luftwaffe herangezogen. Der moderne mittlere Panzer T-34 war sehr schnell, gut bewaffnet und ausreichend gepanzert, wurde aber zu Beginn des Krieges noch nicht in großen Stückzahlen von der Roten Armee eingesetzt. Die ersten Baumuster wiesen noch Mängel im Bereich des Antriebes und der Rundumsicht auf, zudem standen zunächst kaum Funkgeräte zur Verfügung. Der T-34 wurde aber im Verlauf des Krieges kontinuierlich weiterentwickelt, insgesamt wurden über 50.000 Stück hergestellt. Er gilt daher als „Standardpanzer“ der Roten Armee. Erst der mittlere deutsche Panzerkampfwagen V Panther und der schwere VI (Tiger) waren dem T-34 qualitativ gewachsen, sie hatten aber 1943 noch unter Entwicklungsmängeln zu leiden und konnten nicht mehr in ausreichend hoher Zahl produziert werden. Mit dem Erscheinen der schweren Panzer JS-1 und JS-2 hatte die Rote Armee dann schließlich die effektivsten Panzer des Krieges zur Verfügung. Um den quantitativen Anforderungen des Panzerkrieges nachzukommen, wurden von beiden Seiten so genannte Sturmgeschütze und teils improvisiert wirkende Selbstfahrlafetten und Panzerhaubitzen eingesetzt, indem unter anderem erbeutete Geschütze auf vorhandene Panzerfahrgestelle montiert wurden. Die Waffenmodelle der Roten Armee waren alle relativ einfach, zuverlässig und robust gebaut und so für die Massenproduktion viel besser geeignet als die anspruchsvoller konstruierten und oft handgefertigten deutschen Waffenmodelle.

#### Luftstreitkräfte

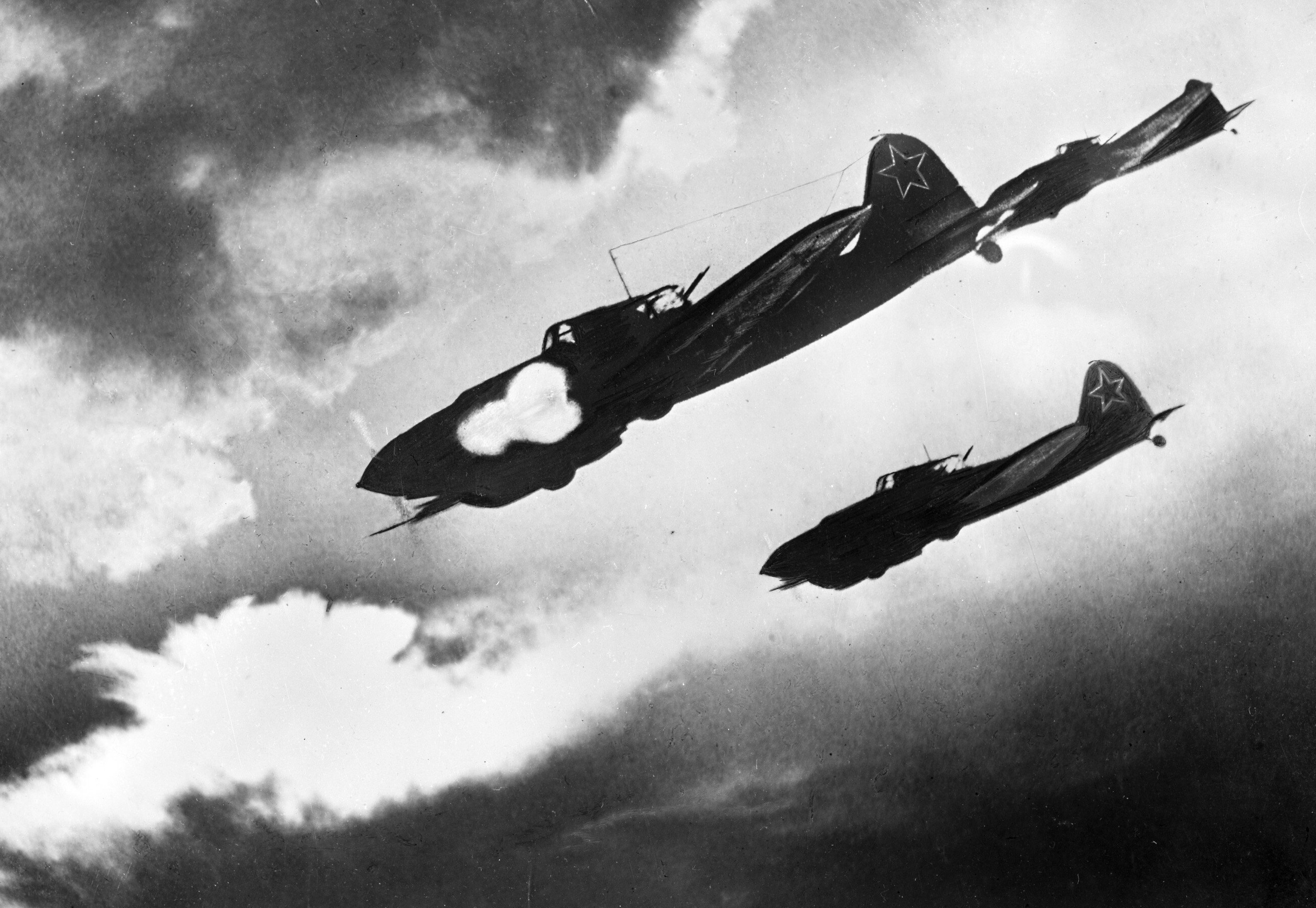
Sowjetische Iljuschin Il-2 während der Schlacht von Kursk, Sommer 1943

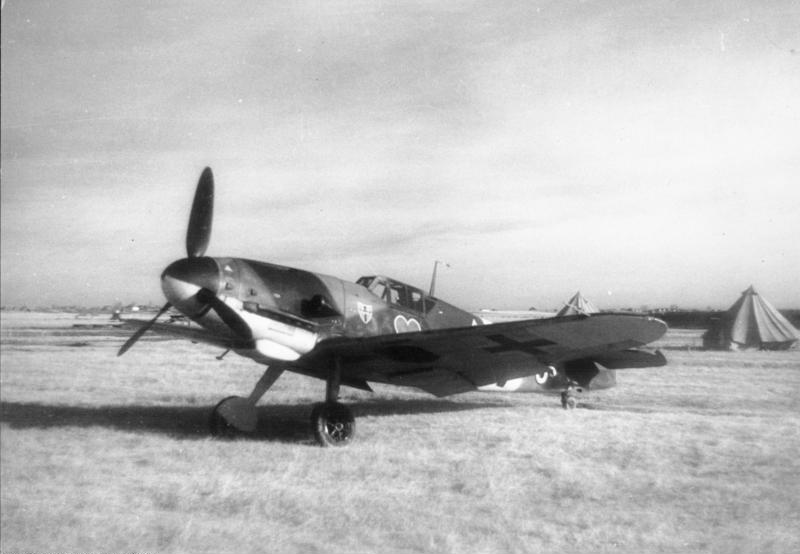
Deutsche Messerschmitt Bf 109 in Nordrussland, 1942

Die Luftstreitkräfte der Sowjetunion verfügten zwar bereits 1941 über kampferfahrene Piloten von den Kämpfen am Chalchin Gol gegen die Japaner und aus dem Winterkrieg gegen Finnland, diese waren aber durch starke politische Indoktrinierung oft an der Umsetzung ihrer Erfahrungen gehindert. Der Mangel an Funkgeräten machte eine effektive Führung praktisch unmöglich.
Im Bereich Ausrüstung, Struktur und Taktik vollzog sich in den sowjetischen Luftstreitkräften ab 1942 ein deutlich bemerkbarer Wandel. Das Stawka begann, aus den Luftregimentern, die bis dahin den „Fronten“ (Heeresgruppen) unterstellt waren, selbstständige Luftarmeen zu bilden, die diese Fronten unterstützen konnten, in ihrer Organisation aber unabhängig waren. Unter der Führung des 1942 zum Oberbefehlshaber der Luftstreitkräfte bestellten Generals Nowikow wurden 18 Luftarmeen gebildet, die in Größe und Struktur etwa jeweils einer Luftflotte der deutschen Luftwaffe entsprachen.
Im Bereich der Jagdflugzeuge setzte die Sowjetunion bis April 1942 noch einige Flugzeugmuster aus der Zeit des Spanischen Bürgerkriegs ein, gegen Jahresende waren die meisten Regimenter jedoch auf modernere Muster wie MiG-3, LaGG-3 und Jak-1 umgerüstet. Die Lieferungen von Jagdflugzeugen und Funkgeräten aus den USA und aus Großbritannien trugen in diesem Zeitraum wesentlich zur Modernisierung bei.
Technisch waren diese Muster den von der deutschen Luftwaffe eingesetzten Bf 109 F/G und FW-190 noch bis zu einem gewissen Grad unterlegen, teils wegen Mängel in der Bewaffnung und Ausrüstung, der Stabilität und der Flugleistung. Die ab 1942 produzierten Muster La-5, La-7, Jak-3, Jak-7 und Jak-9 konnten auch qualitativ in jeder Hinsicht mit den Flugzeugen der Luftwaffe gleichziehen. Bereits ab 1941 wurden im Zuge des Leih- und Pachtabkommens britische Hawker Hurricanes und Supermarine Spitfires in die Sowjetunion geliefert, dazu kamen aus den USA zahlreiche Bell P-39- und Curtiss P-40-Jagdflugzeuge.
Bereits seit dem Überfall auf Polen 1939 setzte die deutsche Wehrmacht wirkungsvoll taktische Luftwaffenverbände im Zusammenwirken mit Panzertruppen ein. Diese Taktik wurde von der Roten Armee in ihren Offensiven ab 1942 effektiv übernommen. Das Gegenstück zum 1941 schon veralteten und verwundbaren Sturzkampfflugzeug Ju 87 war auf sowjetischer Seite die schwer gepanzerte Iljuschin Il-2. Bis heute gilt die Il-2 mit über 36.000 fertiggestellten Exemplaren neben der Po-2 als eines der meistgebauten Flugzeuge der Welt. Sowohl die Ju 87 als auch die Il-2 wurden im Verlauf des Konfliktes noch weiterentwickelt und auf die Panzerbekämpfung ausgerichtet.
Als mittlere Bomber standen den deutschen Ju 88 und He 111 die sowjetischen Pe-2, IL-4 und ab 1943 Tu-2 gegenüber, die alle eine Vielzahl von Aufgaben übernehmen konnten und in qualitativer Hinsicht Vor- und Nachteile gegeneinander aufwogen. Während sich auf deutscher Seite geringfügige technische Vorteile zeigten, hatten die sowjetischen Bomber mehr Erfahrung und bessere Voraussetzungen für den Winterkrieg. Über 3.000 Douglas A-20 Bomber und eine relativ geringe Anzahl von rund 800 North American B-25 Bombern wurden im Zuge des Leih- und Pachtgesetzes an die Sowjetunion geliefert und bis in die 1950er-Jahre eingesetzt. Die schweren strategischen Bomber beider Konfliktgegner hatten bis auf die Ausnahme einiger Ferneinsätze von sowjetischen Pe-8-Bombern nur eine untergeordnete Bedeutung.
Eine spezielle Rolle fiel den Transportflugzeugen zu. Im Winter 1941/42 wurden eingeschlossene Verbände während der Kesselschlacht von Demjansk und der Schlacht um Cholm trotz empfindlicher Verluste aus der Luft versorgt, die Einsätze wurden größtenteils von Ju 52 geflogen, einem militärisch adaptierten Verkehrsflugzeug von 1932. Ungeachtet des Alters konnte dieses Muster wegen seiner Robustheit die Aufgabe lösen. Der Versuch, im Winter 1943 Stalingrad aus der Luft zu versorgen, scheiterte aber unter anderem an fehlender Kapazität, dem Wetter und der sowjetischen Luftabwehr. Bei dieser Luftbrücke wurden auch Ju 90, Heinkel He 177 und Fw 200 eingesetzt. Die Sowjetunion bekam die Genehmigung, die leistungsfähige US-amerikanische Douglas C-47 in Lizenz zu bauen; sie bezeichnete diese als Li-2 und stellte eigene bis dahin produzierte Muster ein. Die Li-2 konnte so wie die Ju 52 als Transportflugzeug oder als Hilfsbomber eingesetzt und mit Bordwaffen ausgerüstet werden. Auf beiden Seiten wurden neben den erwähnten Mustern viele weitere Flugzeugtypen eingesetzt.

### Kriegsproduktion
Die deutsche Wirtschaft wurde erst ab 1941 allmählich auf eine Kriegswirtschaft umgestellt. Die von Fritz Todt eingeleiteten Rationalisierungsmaßnahmen zur billigen und technisch einfachen Massenproduktion kamen erst 1944 unter seinem Nachfolger Albert Speer voll zur Geltung. Bis dahin überwog die von den militärischen Beschaffungsstellen bevorzugte aufwendige Handfertigung von Präzisionswaffen, so dass die Wehrmacht eine Vielzahl verschiedener und wartungsaufwendiger Waffensysteme einsetzte. Bis 1942 wurde in den Fabriken meist noch in nur einer Schicht gearbeitet.
Die industrielle Ausbeutung der Rohstoffreserven ergab relativ hohe Fördermengen. Die Rohstoffreserven der Achsenmächte waren aber insgesamt knapp und reichten kaum über einen sechs Monate dauernden Krieg hinaus.
Die Sowjetunion verfügte über viel mehr Rohstoffreserven, die sie aber wegen des zunächst ungünstigen Kriegsverlaufs mit der Ost-Verlagerung vieler Industriebetriebe erst gegen Kriegsende voll ausnutzen konnte. Durch fortschrittlichere Rationalisierung und Standardisierung konnte die sowjetische Rüstungsindustrie aus weniger Rohstoffen mehr Stückzahlen an Rüstungsgütern herstellen als das Deutsche Reich.
| Rüstung und Schwerindustrie (Auswahl) | 1941   | 1942   | 1943   | 1944   | 1945          |
| ------------------------------------- | ------ | ------ | ------ | ------ | ------------- |
| Flugzeuge                             | 15.735 | 25.436 | 34.900 | 40.300 | 20.900        |
|                                       | 11.776 | 15.409 | 28.807 | 39.807 | 7.540         |
| Panzer                                | 6.590  | 24.446 | 24.089 | 28.963 | 15.400        |
|                                       | 3.804  | 5.997  | 12.151 | 19.087 | 4.400         |
| Kohle (in Mio. Tonnen)                | 151,4  | 75,5   | 93,1   | 121,5  | 149,3         |
|                                       | 315,5  | 317,9  | 340,4  | 347,6  | keine Angaben |
| Stahl (in Mio. Tonnen)                | 17,9   | 8,1    | 8,5    | 10,9   | 12,3          |
|                                       | 28,2   | 28,7   | 30,6   | 25,8   | keine Angaben |
| Öl (in Mio. Tonnen)                   | 33,0   | 22,0   | 18,0   | 18,2   | 19,4          |
|                                       | 5,7    | 6,6    | 7,6    | 5,5    | 1,3           |

Die begrenzte Zahl motorisierter Verbände der Wehrmacht wurde in Vorbereitung auf das Unternehmen Barbarossa teilweise mit Beutefahrzeugen aus dem Westfeldzug aufgerüstet. Dabei erhielten neue Großverbände oft Beutefahrzeuge (Lkw und Pkw), während teilweise gleichzeitig, insbesondere bei der Luftwaffe, die wesentlich besser geeigneten Fahrzeuge aus deutscher Produktion im Westen verblieben. Insgesamt erlaubte diese verbesserte Rüstungslage der Wehrmacht weiträumige, der Blitzkriegskonzeption angemessene Angriffsoperationen. Hinzu kamen 1941 650.000, 1944 bis zu zwei Millionen Pferde. Die deutsche Kraftfahrzeugindustrie war weniger leistungsfähig als die anderer Industrienationen, außer bei Motorrädern. Schon vor dem Krieg war die motorisierte Ausstattung der Zivilbevölkerung mit Motorrädern hoch. Folglich wurden Kradschützen-Verbände aufgestellt, die die schnellste und beweglichste Waffengattung der Schnellen Truppen waren. Sie wurden jedoch bei den durch Staub, Schlamm, Schnee und Frost stark beeinträchtigten Verkehrsverhältnissen schnell verschlissen und daher bald aufgelöst.
Mit dem Göring-Programm vom 23. Juni 1941 sollte der Rüstungsschwerpunkt auf die Luftwaffe zum Kampf gegen die Westmächte verlagert werden, konnte aber nicht verwirklicht werden.
Trotz der Niederlagen von 1941/42 konnte die Sowjetunion den Nachschub an Waffen und Munition aus zwei Hauptgründen allmählich sicherstellen: Ein großer Teil ihrer westlich gelegenen Industriebetriebe für die dringend benötigten Rüstungsgüter wurde rechtzeitig demontiert und östlich des Urals außerhalb der Reichweite der deutschen Luftwaffe wieder aufgebaut. Großbritannien und ab dem 2. August 1941 auch die USA lieferten Ausrüstung, Kraftfahrzeuge, Nahrungsmittel, Rohstoffe wie z. B. Aluminium und Waffen (→ Leih- und Pachtgesetz). Dies glich zeitweise Produktionseinbrüche sowjetischer Rüstungsbetriebe aus. Die USA lieferten im Kriegsverlauf 57,8 Prozent des Flugbenzins, 53 Prozent aller Sprengstoffe, fast 50 Prozent an Kupfer, Aluminium und Gummireifen, 56,6 Prozent aller im Krieg verlegten Schienen, 1900 Lokomotiven und 11.075 Güterwaggons. Dem standen 92 Lokomotiven und 1087 Waggons aus sowjetischer Produktion gegenüber. Ende 1942 stammten nur fünf Prozent der sowjetischen Militärfahrzeuge aus ausländischer Produktion, am Kriegsende über 30 Prozent. Dem Gewicht nach waren fast 50 Prozent aller US-Lieferungen Lebensmittel.
Nach der Umsiedlung der Industrieanlagen wuchs die sowjetische Kriegsproduktion bis 1944 rasant und übertraf in vielen Bereichen die deutsche: So verbrauchten die technisch einfachen Waffensysteme weniger Rohstoffe. Aus einer viel geringeren Menge Eisenerz als in Deutschland wurde eine gleich große Menge von Geschützen, Panzern und Flugzeugen hergestellt. Dabei kam der Sowjetunion die Zentralisierung der Wirtschaft zugute.

## Verlauf 1941

### Deutsche Bekanntgaben des Angriffs

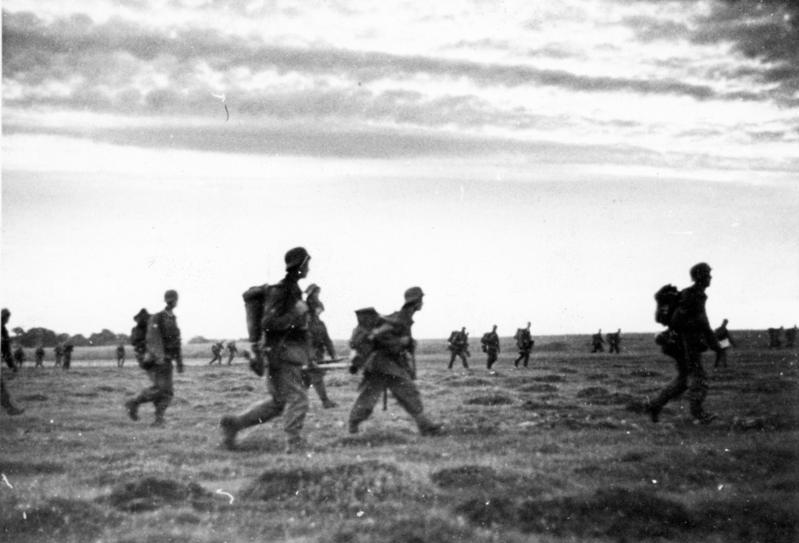
Deutsche Gebirgsjäger beim Vormarsch nahe der deutsch-sowjetischen Interessengrenze, 22. Juni 1941

Am 22. Juni 1941 frühmorgens um 4 Uhr MESZ überreichte der deutsche Botschafter Friedrich-Werner Graf von der Schulenburg dem sowjetischen Außenminister Wjatscheslaw Molotow in Moskau ein „Memorandum“: Die Sowjetunion habe den Nichtangriffspakt durch den Aufmarsch der Roten Armee an der Grenze, konspirative Tätigkeit der Komintern in Deutschland sowie die Annexion Ostpolens und der baltischen Staaten gebrochen und sei dem Krieg führenden Deutschland damit „in den Rücken gefallen“. Die Wehrmacht habe Befehl, „dieser Bedrohung mit allen zur Verfügung stehenden Machtmitteln entgegenzutreten“. Das Wort „Kriegserklärung“ musste auf Hitlers Befehl vermieden werden; auf Nachfrage Molotows bestätigte Schulenburg aber, dass es sich darum handelte. Deutsche Flugzeuge bombardierten bereits seit drei Stunden sowjetische Städte.
Kurz nach 4 Uhr früh übergab der deutsche Außenminister Joachim von Ribbentrop dem sowjetischen Botschafter Wladimir Georgijewitsch Dekanosow eine Note, die er gegen 6 Uhr der internationalen Presse bekanntgab. Der Text rechtfertigte den Angriff damit, dass die Sowjetunion „entgegen allen von ihr übernommenen Verpflichtungen und im krassen Gegensatz zu ihren feierlichen Erklärungen“ sich „gegen Deutschland gewandt“ habe und „mit ihren gesamten Streitkräften an der deutschen Grenze sprungbereit aufmarschiert“ sei.
Um 5:30 Uhr verlas Propagandaminister Goebbels über alle deutschen Sender eine „Proklamation des Führers an das deutsche Volk“. Die Kernaussage lautete: „Zur Abwehr der drohenden Gefahr aus dem Osten ist die deutsche Wehrmacht am 22. Juni 3 Uhr früh mitten in den gewaltigen Aufmarsch der feindlichen Kräfte hineingestoßen.“ Wenig später leitete die Russland-Fanfare die „Radio-Sondermeldungen“ des OKW ein.
Mit diesen öffentlichen Erklärungen begann die NS-Propaganda eine lange vorbereitete Kampagne zur Rechtfertigung des Überfalls, an der das Regime bis zum Kriegsende, viele Wehrmachtsgeneräle auch darüber hinaus festhielten. Die historische Forschung hat diese Präventivkriegsthese seit 1960 als haltlos zurückgewiesen und bis 2000 vollständig widerlegt.

### Anfängliche Erfolge der Wehrmacht

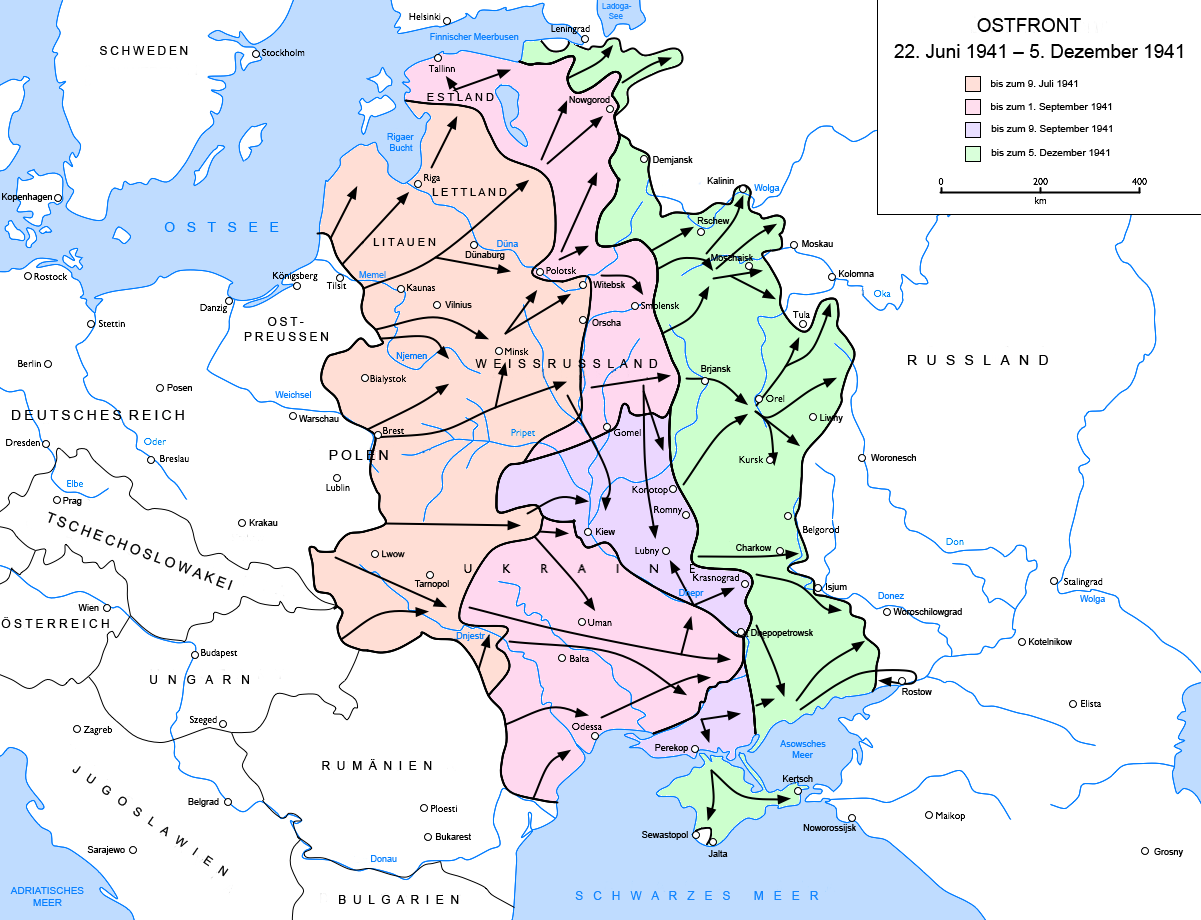
Deutscher Vormarsch bis Anfang Dezember 1941 und Frontverläufe

In den frühen Morgenstunden des 22. Juni 1941 begann der Vormarsch von 121 deutschen Divisionen auf einer 2130 km breiten Front zwischen Ostsee und Schwarzem Meer, aufgeteilt auf drei Heeresgruppen (Süd, Mitte und Nord). Die Invasionsstreitmacht bestand aus drei Millionen deutschen Soldaten sowie weiteren 600.000 Soldaten aus Italien, Ungarn, Finnland, Rumänien und der Slowakei, 600.000 Kraftwagen, 625.000 Pferden, 3350 Panzern, 7300 Geschützen und 3000 Flugzeugen. Die den Heeresgruppen zugeteilten Kampfflugzeuge flogen massive Luftschläge gegen sowjetische Flugplätze, die durch die Aufklärungsergebnisse des Kommandos Rowehl ermöglicht worden waren, und zerstörten allein am ersten Kriegstag etwa 1200 Flugzeuge am Boden.
Zwei Divisionen operierten von Finnland aus an einer 1180 km breiten Front, acht Divisionen waren in Norwegen stationiert, eine Division stand in Dänemark, 38 verblieben im Westen. Zwei Divisionen kämpften in Nordafrika (Afrikafeldzug) und sieben Divisionen standen seit April 1941 auf dem Balkan. Die für Folgeeinsätze eingeplante 7. Flieger-Division als 1. Fallschirmjägerdivision stand nach den katastrophalen Verlusten auf Kreta nicht zur Verfügung und wurde nach Deutschland zurückverlegt.

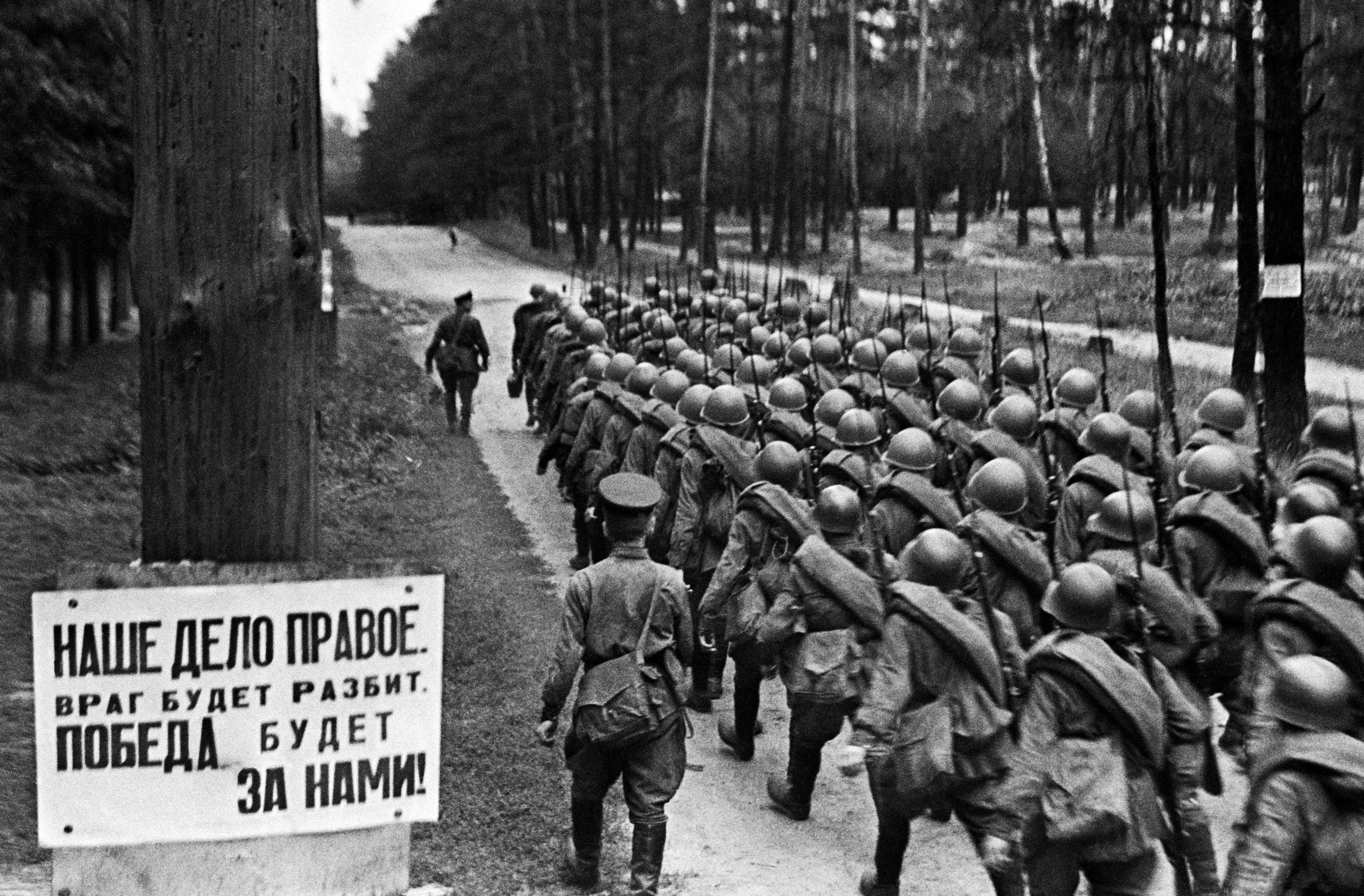
Sowjetische Rekruten in Moskau auf dem Weg an die Front, 23. Juni 1941

Dieser Streitmacht standen in den westlichen Militärbezirken 170 sowjetische Divisionen gegenüber, zu deren Führung drei Fronten gebildet worden waren, die „Nordwestfront“, „Westfront“ und „Südwestfront“. In den Tagen nach dem deutschen Überfall wurden aus dem Leningrader und dem Odessaer Militärbezirk zwei weitere Fronten gebildet, die Nord- bzw. Südfront. Die erste operative Staffel, bestehend aus 53 Schützen- und drei Kavalleriedivisionen, war zwischen 10 und 50 Kilometer von der deutsch-sowjetischen Interessengrenze entfernt stationiert. Dahinter stand eine zweite operative Staffel mit 13 Schützen-, drei Kavallerie-, 24 Panzer- und 12 motorisierten Schützendivisionen als Reserve bereit, um Angreifer abzuwehren und Einbrüche abzuriegeln. Eine dritte Staffel mit 62 Divisionen, die als strategische Reserve vorgesehen war, formierte sich entlang der Flüsse Düna und Dnepr 100 bis 400 Kilometer von der Grenze entfernt. Da der Aufmarsch am 22. Juni 1941 noch nicht abgeschlossen war, verfügten die sowjetischen Divisionen durchschnittlich nur über 60 bis 80 Prozent ihrer Sollstärke. Einige der mechanisierten Verbände hatten keine oder nur veraltete Fahrzeuge; Fernmeldemittel und anderes Spezialgerät waren nicht oder nur in geringen Stückzahlen verfügbar.
Für die Rote Armee bestand ab dem 22. Juni, 0:30 Uhr, „Alarmstufe 1“ (volle Kriegsbereitschaft), deshalb gelang den Angreifern die taktische Überraschung nicht an allen Abschnitten. Die für weitgreifende Panzerbewegungen notwendigen Flussübergänge gelangten schnell in deutsche Hand. Die Flugabwehr der Roten Armee schoss in den ersten Tagen des Kriegs über 300 Flugzeuge der Luftwaffe ab.
Trotz teilweise erbitterter Gegenwehr der zu kurzfristig in Alarmbereitschaft versetzten Rotarmisten konnte die deutsche Wehrmacht in den ersten Wochen große Raumgewinne verzeichnen. Dabei erwies sich die Zusammenarbeit zwischen Bodentruppen und der Luftwaffe im Gefecht der verbundenen Waffen als äußerst wirkungsvoll. Die während der Luftschlacht um England wegen hoher Verluste aus dem Kampf genommenen Ju 87 und Bf 110 konnten bei fehlender feindlicher Jagdabwehr ihre Aufgaben erfüllen.

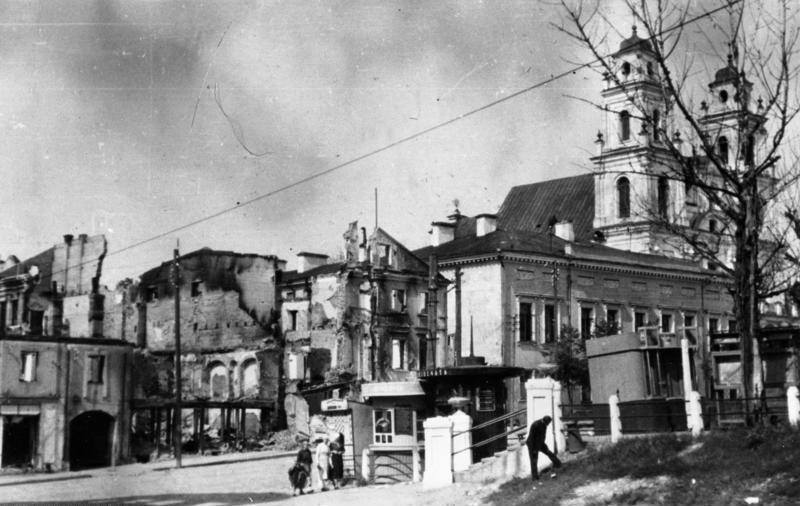
Minsk 1941

Für die sowjetische Vorkriegspropaganda waren die deutschen Arbeiter, und damit die breite Masse der Wehrmacht, Opfer der Nazis, die aus Klassensolidarität nicht gegen ihre sowjetischen Brüder kämpfen würden. Als sich das schockierende Gegenteil herausstellte, ließ die sowjetische Propaganda nach einigen Wochen jeden klassenmäßigen Bezug fallen und bezeichnete alle deutschen Soldaten als Nazis.
Die zwei Panzergruppen der Heeresgruppe Mitte schlossen ihre „Zangen“ zuerst um Białystok und dann um Minsk. Nach dem deutschen Überfall am 22. Juni 1941 befahl der Volkskommissar für Verteidigung Semjon Timoschenko seinen Truppen noch am gleichen Tag, bis an die Grenze vorzurücken, um zunächst die in sowjetisches Territorium eingedrungenen Truppen zu vernichten und dann zum Gegenangriff überzugehen. Am 9. Juli 1941 meldete das OKW 328.898 Gefangene, 3102 erbeutete Geschütze und 3332 zerstörte Panzer (so viele Kampfwagen, wie das deutsche Ostheer besaß). Gründe für die hohen Zahlen waren, dass die Rote Armee im Moment ihrer Reorganisation überrascht wurde, ihre geringe Mobilität, ihre Selbstüberschätzung und das Verbot, sich ohne ausdrücklichen Befehl des Generalstabes zurückzuziehen. Nach der Räumung der Kessel stießen die Verbände der Wehrmacht weiter Richtung Smolensk vor, wo die – wiederum für sie erfolgreiche – Kesselschlacht bei Smolensk (10. Juli bis 10. September) geschlagen wurde. Völlig entgegen der bisherigen Erfahrungen im Polen- und Westfeldzug kämpften die sowjetischen Truppen auch im Kessel weiter. Zudem konnten die Kessel durch die Größe des Landes nie völlig geschlossen werden. Daher konnten bei allen Kesseln stets sowjetische Truppen in ganzen Kolonnen vor allem Nachts ausbrechen.
Die anderen deutschen Heeresgruppen konnten zunächst keine derartigen Erfolge vermelden. Auf den Flügeln entzog das sowjetische Oberkommando seine Truppen der Einkesselung und gab dazu Litauen, die Dünalinie, Bessarabien und die Westukraine auf. Gleichzeitig begann die Heeresgruppe Nord Anfang September im Süden und Osten die Leningrader Blockade. In der Panzerschlacht bei Raseiniai löste zwar der Einsatz der schweren sowjetischen Panzer KW-1 und KW-2 zunächst eine Krise und Panikstimmung bei den deutschen Truppen aus, jedoch konnten die sowjetischen Panzerkräfte eingekreist und vernichtet werden.
Die Heeresgruppe Süd kam bereits am 25. Juni in einer Lagebeurteilung zum Urteil, das der Gegner in „seinem Kampfeswillen, seiner kämpferischen Härte sowie anscheinend auch hinsichtlich seiner Führungsmaßnahmen“ sich als „in jeder Beziehung ernster Gegner“ erwies. Diese Erkenntnis führte zu einer Abänderung der Operationspläne in der Weisung Nr. 1 vom 26. Juni. Der Feind sollte nicht mehr westlich des Dnepr umfasst und geschlagen werden, sondern nur noch entlang des Bugs. In der Panzerschlacht bei Dubno-Luzk-Riwne gelang ihr die weitgehende Vernichtung mehrerer der hier eingesetzten Mechanisierten Korps der Roten Armee, allerdings bei hohen eigenen Verlusten. Am 2. Juli begann der Angriff zweier rumänischer und der deutschen 11. Armee auf die 1940 von der Sowjetunion besetzten Gebiete. Die rumänische 4. Armee begann anschließend die Belagerung Odessas. Die Heeresgruppe Süd hatte zuvor in der Kesselschlacht bei Uman mehrere sowjetische Armeen vernichtet und beherrschte dadurch den Dnepr-Bogen.
Die Niederlagen der Roten Armee hatten unter anderem zur Folge, dass viele ihrer Kommandeure, aber auch einfache Soldaten, wegen „Feigheit“, „Verrat“ oder „Unfähigkeit“ verhaftet und hingerichtet wurden. Darunter war auch der Oberkommandierende der sowjetischen Westfront, Armeegeneral Pawlow. Stalin enthob ihn am 28. Juni 1941 seines Kommandos. Er ließ ihn und andere Offiziere am 22. Juli 1941 in Moskau erschießen.
Um den deutschen Vormarsch zu erschweren, hinterließen paramilitärische Vernichtungsbataillone mit einer Stärke von über 300.000 Mann der Wehrmacht Verbrannte Erde.
Erst am 30. Juni, lange nach dem Fall von Minsk, wurde ein Staatliches Verteidigungskomitee (GKO) zur Bewältigung der komplexen Aufgabenstellung und zur Formulierung längst fälliger Befehle (die bis dahin nur Stalin selbst erteilen konnte) gebildet, dem neben Stalin Nikolai Bulganin (stellvertretender Verteidigungsminister), Kliment Jefremowitsch Woroschilow (Erster Marschall), Nikolai Wosnessenski (Vizepremier), Lasar Kaganowitsch (Chef der Eisenbahnen), Georgi Malenkow (Zentralkomiteesekretär), Anastas Mikojan (Handelsminister) und Außenminister Molotow angehörten und dessen Führung Stalin am Folgetag übernahm.
Am 12. Juli 1941 schlossen Großbritannien und die Sowjetunion ein Bündnis. Für den Transport der meisten Hilfslieferungen besetzten sowjetische und britische Truppen am 24. August 1941 den Iran und bauten die Versorgungswege vom Persischen Golf bis zum Kaspischen Meer aus (Persischer Korridor). Weitere alliierte Lieferungen erfolgten mit größeren Geleitzügen über das Nordmeer von Großbritannien zum Hafen Murmansk (der nördlichste eisfreie Hafen Russlands). Im Kriegsverlauf kam es zu verlustreichen Geleitzugschlachten mit der deutschen Kriegsmarine und Luftwaffe.
Um die sowjetische Widerstandskraft zu erschüttern, begann die deutsche Luftwaffe am 21. Juli ihre Luftangriffe auf Moskau. Dort traf sie auf eine umfassend vorbereitete Flugabwehr und konnte keine größeren Schäden anrichten.
Nach den Grenzschlachten verlangsamten der wachsende Widerstand der sowjetischen Streitkräfte und Gegenangriffe das deutsche Vormarschtempo von 5 km am Tag im Juli, auf 2,2 km im August und 1,4 km im September.
Bereits nach den ersten Kesselschlachten stellte sich heraus, dass Hitler und die Generäle das sowjetische Militärpotenzial falsch eingeschätzt hatten. Die Vorstellung von einem raschen inneren Zerfall oder Zusammenbruch erwies sich eindeutig als Fehleinschätzung. Diese Fehleinschätzung war auch ausländischen Fachleuten unterlaufen. Der amerikanische Kriegsminister Henry L. Stimson und der Generalstabschef George C. Marshall hatten geschätzt, dass die Sowjetunion nach einem Monat oder allerhöchstens drei Monaten geschlagen sein würde. Der Chef des britischen Empire-Generalstabs John Dill hatte geäußert, die Rote Armee würde „wie Vieh“ zusammengetrieben werden. Nach Meinung von US-Marineminister Frank Knox würde die UdSSR in sechs bis acht Wochen zusammenbrechen. In Finnland hatte man den Zeitraum, bis die Sowjetunion zerschlagen sein würde, auf zwei bis drei Monate geschätzt. (US-Präsident Roosevelt dagegen war und blieb vom Standhalten der Sowjetunion überzeugt.)
Obwohl die Richtlinien nach 4 bis 5 Einsatztagen eine Ruhepause zur Wiederherstellung der Einsatzbereitschaft vorsahen, trieb Hitler die Panzerverbände zu pausenlosem Vorwärtsstürmen an. Dies führte verbunden mit einer Fahrstrecke von 4.000 km bis November 1941 unter härtesten Gelände- und Klimabedingungen dazu, dass mehr Panzer durch Verschleiß als durch Feindwirkung ausfielen. Bereits am 22. August 1941 meldete die Heeresgruppe Mitte, die Panzerverbände seien in einem „derartig hohem Maße abgekämpft und verbraucht“, dass „an einen operativen Einsatz ihrer Masse vor einer totalen Auffrischung nicht zu denken ist.“ Hinzu trat ein Versagen des Ersatzteilnachschubs.
Im Juli/August zeichnete sich das Scheitern des Blitzkriegsplanes gegen die Sowjetunion ab. Dabei kam es zur sogenannten „Augustkrise“, bei der Hitler und das OKH über die weitere Kriegsführung stritten. Entgegen einer Denkschrift des OKH vom 18. August 1941, die einen direkten Angriff auf Moskau vorschlug, befahl Hitler am 21. August 1941 wegen der gerade gewonnenen Kesselschlacht bei Uman sowie aus politischen und wirtschaftlichen Überlegungen die vollständige Inbesitznahme der Ukraine und die Herstellung einer gemeinsamen Front mit Finnland. Dazu ließ er von der Heeresgruppe Mitte die Panzergruppe 3 nach Norden abdrehen, wo sie bei der Isolierung Kronstadts und Leningrads mithelfen sollte, während die Panzergruppe 2 nach Süden verschoben wurde, um den deutschen Vormarsch in der Ukraine zu unterstützen.
Im August 1941 besetzten finnische Einheiten im Zuge des Fortsetzungskrieges die Karelische Landenge. Ab dem 4. September 1941 beschoss Artillerie der über das Baltikum vordringenden Heeresgruppe Nord Leningrad; am 6. September begann eine Serie deutscher Luftangriffe auf die Stadt. Am 8. September eroberte die Wehrmacht Schlüsselburg am Ufer des Ladogasees und unterbrach so jede Landverbindung zu Leningrad. Damit begann die bis 18. Januar 1944 dauernde Leningrader Blockade. Zur Organisation der Verteidigung der Stadt löste General Schukow General Woroschilow ab und arbeitete eng mit dem Leningrader Parteichef Schdanow zusammen. Am 25. September stabilisierte sich die Front. Stalin ging davon aus, dass die Stadt nicht eingenommen, sondern belagert und ausgehungert werden sollte. Er beorderte Schukow zur Verteidigung Moskaus, wohin dieser am 5. Oktober flog. Erst am 22. November 1941 konnten Lastwagen über den zugefrorenen Ladogasee, die so genannte „Straße des Lebens“, Vorräte in die Stadt bringen und Flüchtlinge evakuieren. Über eine Million Menschen starben an den Folgen des Hungers und der Kälte während der Belagerung; manche versuchten, durch Kannibalismus dem Hungertod zu entgehen.
Am 26. September endete die Kesselschlacht um Kiew mit dem bisher größten Erfolg der Wehrmacht: etwa 665.000 Rotarmisten gerieten nach deutschen Angaben in deutsche Kriegsgefangenschaft, 2718 Geschütze wurden erbeutet. Bis dahin stellte der Feldzug für die Sowjetunion eine Niederlage von einmaligem Umfang dar: Die Truppen der sowjetischen Südwestfront mit vier Armeen sowie starke Teile von zwei weiteren Armeen waren vernichtet und die sowjetische Front war in einer Breite von über 400 km zerrissen.
Im Deutschen Reich wuchs inzwischen die Euphorie. Nachdem Hitler nun den Angriff auf Moskau befohlen hatte, kam es zur Doppelschlacht bei Wjasma und Brjansk, auch dabei gingen nach deutschen Angaben über 600.000 Soldaten der Roten Armee in Gefangenschaft. Aufgrund der gewaltigen Erfolge meldete das Oberkommando der Wehrmacht (OKW) schon am 10. Oktober anlässlich einer offiziellen Pressekonferenz, dass der Feldzug im Osten gewonnen sei. Die deutsche Bevölkerung glaubte, dass die Soldaten noch vor dem Winter zu Hause sein könnten. Während des Vormarsches der Wehrmacht flüchteten etwa 12 Millionen Zivilisten aus den umkämpften Gebieten in das sowjetische Hinterland. Als am 10. Oktober die Moskauer Bevölkerung zum ersten Male offiziell über die Bedrohung ihrer Stadt informiert wurde, kam es in der Hauptstadt zu einer Panik, bei der Menschenmassen versuchten, per Zug oder Auto nach Osten zu entkommen. Diese Unruhen ließ Stalin mit Hilfe von Sperrverbänden des NKWD brutal niederschlagen, wobei viele Moskauer umkamen.
Doch noch im selben Monat setzte der starke Herbstregen der Rasputiza ein, so dass nahezu alle Straßen und Wege in der Schlammzeit aufgeweicht wurden und somit für Radfahrzeuge fast gar nicht und auch für Kettenfahrzeuge schwer passierbar waren; die deutsche Offensive blieb buchstäblich im Schlamm stecken und konnte erst nach eingetretenem Bodenfrost wieder aufgenommen werden. Allerdings blieben die Niederschlagswerte und damit der Schlamm unter den normalen Durchschnittswerten. Der Mittelwert des Niederschlags lag für Oktober bei 51 mm gegenüber sonstigen 59 mm und im November sogar nur bei 13 mm gegenüber 45 mm.

### Schlacht vor Moskau
Am 16. Oktober wurden in Moskau das Politbüro, Regierungsstellen und nahezu sämtliche Diplomaten nach Kujbyschew evakuiert, eine Million Menschen verließen die bedrohte Hauptstadt. Es wurden über 100.000 neue Soldaten rekrutiert und 500.000 Frauen und Männer zur Schanzarbeit verpflichtet. Stalin selbst beschloss, in Moskau zu bleiben.
Am 20. Oktober ging die Heeresgruppe Mitte unter dem Kommando von Fedor von Bock aus der Doppelschlacht von Wjasma und Brjansk wiederum siegreich hervor, so dass sie den Vormarsch in Richtung Moskau fortsetzen konnte. Allerdings geriet dieser Vormarsch erheblich ins Stocken, da die Hauptversorgungslinie der Heeresgruppe, die Autobahn Wjasma-Moskau, ständig durch sowjetische Sprengladungen mit Zeitzündern unterbrochen wurde. Diese Sprengladungen rissen Krater von 10 m Tiefe und 30 m Breite und waren so eingestellt, dass jeden Tag mehrere Sprengungen eintraten, wobei jede einzelne die Autobahn komplett sperrte.
Die Luftwaffe begann nun mit der Bombardierung strategischer Ziele im Raum Moskau, insbesondere der Eisenbahnanlagen, mit dem Ziel, die Verlagerung von Truppen und Industriebetrieben nach Osten zu unterbinden. Dem zum Trotz fand am 6. November am Vorabend zur Feier des 24. Jahrestages der Oktoberrevolution in einer Moskauer-Metro-Station eine Volksversammlung statt, bei der Stalin an den Patriotismus der Moskauer Bevölkerung appellierte. Nach der Militärparade am nächsten Morgen auf dem Roten Platz marschierten die beteiligten Verbände direkt zur Front.
Laut Dimitri Wolkogonow erließ Stalin am 17. November 1941 den Befehl Nr. 0428 („Fackelmänner-Befehl“): Demnach waren „alle Siedlungspunkte, an denen sich deutsche Truppen befinden, auf 40 bis 60 Kilometer ab der Hauptkampflinie in die Tiefe zu zerstören und in Brand zu setzen …“ (siehe auch Kriegstaktik verbrannte Erde). „Zur Vernichtung der Siedlungspunkte“, „zur Inbrandsetzung und Sprengung der Siedlungspunkte“, also der Dörfer, seien Luftwaffe, Artillerie und Jagdkommandos einzusetzen. Wolkogonow beschreibt, wie auf diese Weise unzählige Dörfer durch die eigene Armee vernichtet wurden. Andere Orte wurden von den deutschen Invasoren in Brand gesetzt, um sowjetische Partisanenaktionen zu bestrafen. Deren Bewohner wurden häufig zur NS-Zwangsarbeit verschleppt oder ermordet.
Mitte November setzte der Frost ein, so dass die Wege einfroren und wieder befahrbar wurden. Der deutsche Vorstoß auf Moskau blieb derweil angesichts massiver sowjetischer Gegenwehr stecken. Am 5. Dezember setzte dann unter General Schukow eine sowjetische Gegenoffensive mit frischen Einheiten aus Sibirien und Mittelasien ein. Möglich war diese Verstärkung u. a. durch den bekannten Funkspruch von Richard Sorge, einem Korrespondenten der Frankfurter Zeitung, der als Agent in Japan arbeitete. Er teilte darin Mitte August 1941 mit, dass der japanische Kronrat beschlossen habe, keinen (weiteren) Angriff gegen sowjetisches Gebiet vom Marionettenstaat Mandschukuo – in der Mandschurei – durchzuführen. Die Rolle der sibirischen Divisionen wird oft überbewertet. Am 1. Oktober 1941 standen 123 Schützendivisionen in Reserve, davon lediglich 25 in Sibirien.
Im Dezember 1941 führten die tiefen Temperaturen bis −35 °C dazu, dass auf deutscher Seite Gewehre und Geschütze verklemmten, Motoröl und Benzin eindickten und vielen Soldaten Gliedmaßen erfroren, da eine frühzeitige und richtige Winterausstattung und deren rechtzeitiges Nachführen zugunsten von allgemeinen Versorgungsgütern für den weiteren Vormarsch unterblieb. Da die deutsche Führung nicht damit gerechnet hatte, dass der Krieg länger als einige Wochen dauern würde, waren die Truppen ungenügend auf den russischen Winter vorbereitet. Die sowohl bei der direkten Luft-Bodenunterstützung als auch im Transportwesen unverzichtbar gewordenen Einsätze der deutschen Luftwaffe kamen durch die extremen winterlichen Bedingungen annähernd zum Stillstand. Dadurch wurden die Erfolgsaussichten für weitgreifende Bodenoffensiven stark verringert.
Mitte Dezember 1941 war die Gefahr der Einkesselung Moskaus durch die Wehrmacht endgültig gebannt. Nachdem Hitler am 11. Dezember 1941 mitten im Verlauf der sowjetischen Gegenoffensive den USA den Krieg erklärt hatte, entwickelte sich der Krieg zu einer global geführten Auseinandersetzung. Am 16. Dezember besuchte der britische Außenminister Anthony Eden Stalin in Moskau, um mit ihm den Entwurf eines britisch-sowjetischen Militärabkommens vorzubereiten.
In der Moskauer Angriffsoperation (5. Dezember 1941 bis 7. Januar 1942) stieß die Rote Armee auf einer etwa 1000 km breiten Front bis zu 250 km nach Westen vor.

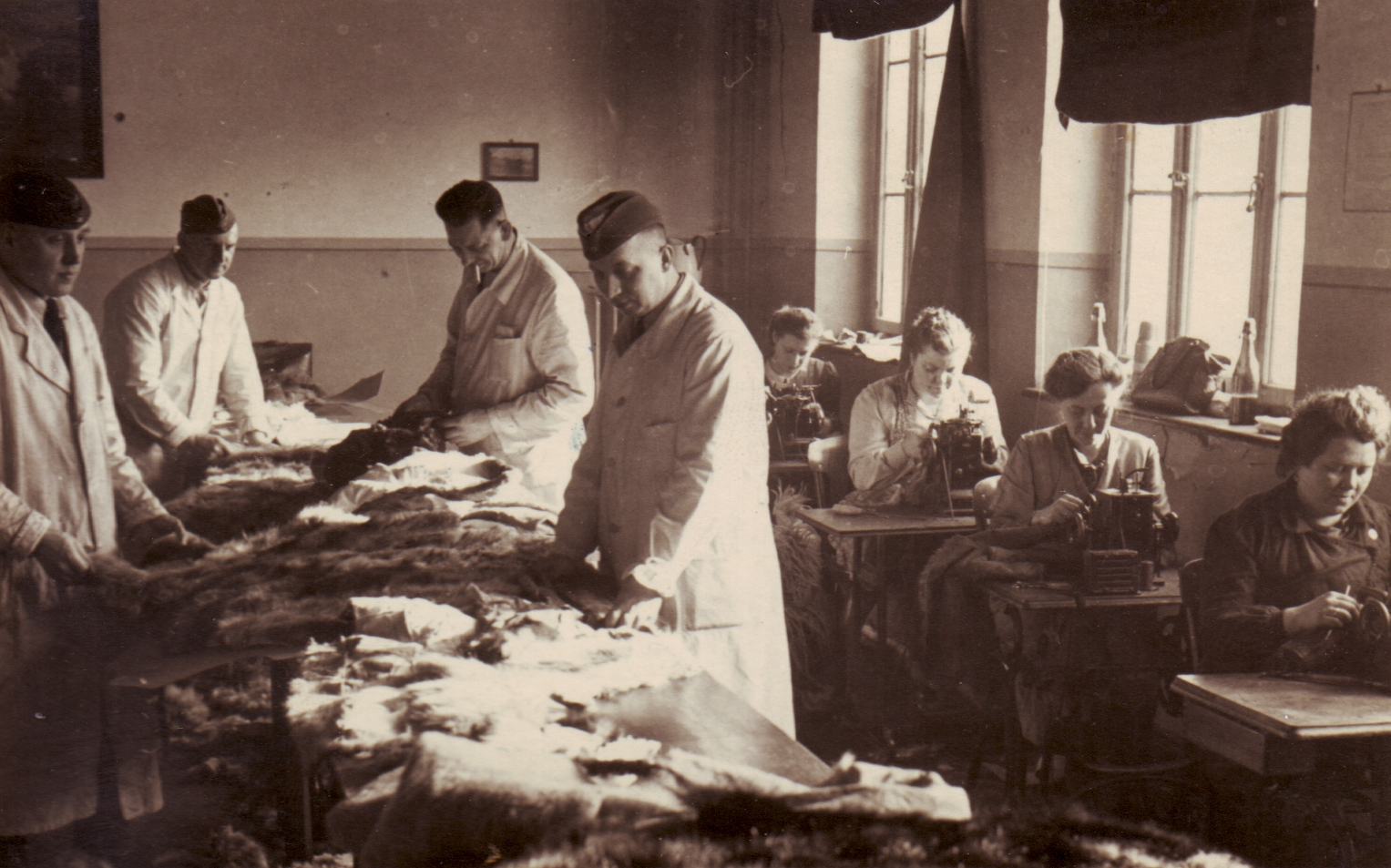
„Wehrmachtsauftrag“: Gesammelte Pelze werden für die Ostfront zu Pelzfuttern umgearbeitet, 1942

Dem Scheitern in der Schlacht um Moskau folgte eine Entlassungswelle unter den Kommandeuren der Wehrmacht. Hitler suchte nach Schuldigen (oder Sündenböcken); er entließ von Brauchitsch, nachdem dieser mehrmals seinen Rücktritt eingereicht hatte, und übernahm fortan selbst den Oberbefehl über das Heer. Die Generalfeldmarschälle Gerd von Rundstedt, Fedor von Bock und Wilhelm Ritter von Leeb wurden ihres Kommandos enthoben; sie erhielten später zum Teil neue dienstliche Aufgaben. Der „Panzerwaffen-Spezialist“ Generaloberst Heinz Guderian (Panzergruppe 2, ab November 2. Panzerarmee) wurde seines Frontkommandos enthoben und bis auf weiteres zur Führerreserve versetzt. Generaloberst Erich Hoepner (Panzergruppe 4, ab Dezember 4. Panzerarmee) wurde degradiert und von Hitler zusätzlich „erniedrigt […], indem er ihn sogar aus der Wehrmacht ausstieß“. Außerdem wurden beinahe zeitgleich 35 Korps- und Divisionskommandeure abgelöst.
Laut dem Historiker David M. Glantz lag der größte Fehler der deutschen Aufklärung in der Unterschätzung der sowjetischen Fähigkeit, zerschlagene Einheiten wiederherzustellen und neue aus dem Nichts zu erschaffen. Dies schätzt er als einen wesentlichen Grund für das Scheitern der Operation Barbarossa ein. Bis zum 31. Dezember 1941 führte die Sowjetunion 800 Verbände in Divisionsstärke ins Feld. Bis Dezember konnte die Sowjetunion 45 neue Armeen aufstellen. Die erfahrenen Stäbe vernichteter Einheiten bildeten dabei den Nukleus für die Schaffung der neuen Einheiten. Damit konnte der Verlust von 20 Armeen, die die Wehrmacht 1941 vernichtete mehr als ausgeglichen werden. Bereits vor dem Krieg ging die sowjetische Planung davon aus, dass alle Einheiten nach vier bis acht Monaten schwerer Kämpfe komplett ersetzt werden müssen. Unsichtbar für äußere Beobachter hatte die Rote Armee dafür 14 Millionen Reservisten ausgebildet.

### Sowjetische Winteroffensive

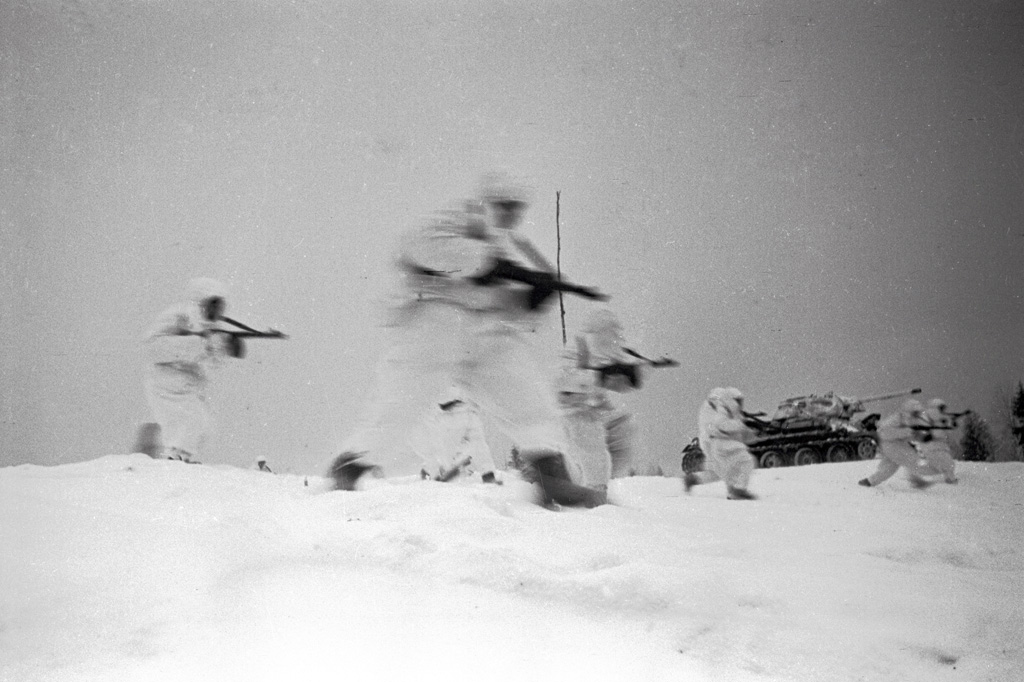
Sowjetische MPi-Schützen der Kalininer Front beim Angriff Februar 1942

Die deutsche Niederlage vor Moskau markierte einen Einschnitt. Die Rote Armee hatte sich neu organisiert und konnte nun immer effizienter Widerstand leisten. Die Kriegsproduktion wurde, unerreichbar für die deutsche Luftwaffe, hinter den Ural verlegt. Neue Soldaten kamen aus den fernen Gebieten der Sowjetunion, und der neue Panzer T-34 wurde in weitaus größeren Mengen produziert als die deutschen Panzermodelle.
Während der Kämpfe vor Moskau wurden dringend benötigtes Material und Panzer im Reichsgebiet zurückgehalten, denn auf Hitlers Befehl sollten acht schnelle Divisionen im Westen stattdessen „tropeneinsatzfähig“ gemacht werden: Es bestand die Absicht, über den Kaukasus den Nahen Osten anzugreifen. Im Hochgefühl der deutschen Siege war man ursprünglich sogar von einer „Expeditionsarmee“ im Umfang von etwa 30 motorisierten Divisionen und Panzerdivisionen ausgegangen. Diese Einheiten fehlten an der Ostfront.
Überdies waren die deutschen Truppen, anders als die deutsche Propaganda verkündete, in völlig unzureichender Weise für den Winter ausgestattet, da Hitler und die Generäle an einen schnellen Feldzug geglaubt hatten und der Meinung waren, die Sowjetunion werde innerhalb weniger Wochen oder Monate bezwungen werden. Daher trugen die Soldaten viel zu dünne Sommeruniformen; die vorhandenen Winterausrüstungen waren nur für Mitteleuropa geeignet. Im Deutschen Reich wurde eine Pelz- und Wollsammlung zugunsten der Truppe durchgeführt. Im Laufe des Jahres 1942 wurden neue Direktiven zum Winterkrieg für den zweiten Kriegswinter des Ostfeldzuges herausgegeben.
| Kategorie        | Anzahl    |
| ---------------- | --------- |
| Soldaten         | 1.073.066 |
| Pferde           | 259.814   |
| Panzer u. StuG.  | 3.492     |
| LKW              | 53.149    |
| PKW              | 35.572    |
| Kräder           | 50.165    |
| Gewehre          | 76.883    |
| MG               | 30.374    |
| Panzerbüchsen    | 2.791     |
| Pak (3,7–5 cm)   | 5.249     |
| Granatwerfer     | 7.263     |
| Feldhaubitzen    | 2.403     |
| sonst. Geschütze | 2.128     |

Viele Divisionen der Wehrmacht waren im ständigen Kampf mit der Roten Armee stark dezimiert worden, denn die Siege der ersten Monate des Krieges waren mit sehr hohen Verlusten erkauft worden. Viele Waffen und sonstige Ausrüstung waren nach wochenlangen Märschen und Kämpfen ausgefallen. Nachschub und Ersatz für die überlangen Fronten waren unzureichend. In dieser Situation kam der Wintereinbruch; und die Sowjetunion warf ständig neue Kämpfer in die Schlacht, die ausgeruht und im Winterkrieg ausgebildet waren und zudem kurze Wege zu ihren Versorgungsbasen hatten.
Lange Kämpfe fanden um Rostow am Don statt, das die Wehrmacht am 21. November 1941 erstmals einnahm, am 29. November 1941 aber wieder räumen musste, wonach sie bis zum 24. Juli 1942 brauchte, um die Stadt in schweren Kämpfen erneut zu nehmen. Auch im Norden der Front wurde in der Schlacht um Tichwin ein ambitionierter deutscher Vorstoß, der ursprünglich das Ziel verfolgte, die Verbindung mit den Finnen östlich des Ladogasees herzustellen, abgewehrt. Für die siegesgewisse deutsche Führung kam die sowjetische Gegenoffensive überraschend. Wilhelm Keitel gab in seiner Vernehmung durch sowjetische Offiziere zu, dass der sowjetische Angriff „für das Oberkommando völlig unerwartet kam“ und man sich „bei der Abschätzung der Reserven der Roten Armee grob verrechnet hatte.“
Der sowjetische Angriff führte zu einem Zurückweichen der deutschen Truppen und zu Auflösungserscheinungen, die dem Rückzug der Grande Armée im Russlandfeldzug 1812 nahekamen. Guderian meinte: „Wir haben eigentlich nur noch bewaffnete Trosse, die langsam zurücktrudeln.“ Für den General Gotthard Heinrici war „der Rückzug in Schnee und Eis“ „absolut napoleonischer Art“ Noch am 8. Dezember 1941 hatte Hitler in seiner „Weisung Nr. 39“ den „Übergang zur Verteidigung“ befohlen, um damit u. a. „eine möglichst große Erholung und Auffrischung“ für das Ostheer zu ermöglichen. Am 16. Dezember erließ Hitler einen Haltebefehl, in dem er jegliche Rückwärtsbewegung ohne seine ausdrückliche Genehmigung verbot, da er befürchtete, dass die gesamte Front auseinanderfallen könnte. Indem Hitler der angeschlagenen Truppe „fanatischen Widerstand“ abverlangte und Transportverbände der Luftwaffe ungeachtet hoher Verluste zur Versorgung abgeschnittener Truppenteile einsetzte, konnte er die brüchig gewordene Front tatsächlich stabilisieren. Nach Ansicht vieler Militärhistoriker war dieser Befehl dennoch ein schwerer Fehler, denn zum einen bestärkte er Hitler in dem verhängnisvollen Irrglauben, durch Haltebefehle notfalls jede Front stabilisieren zu können, und zum anderen waren die deutschen Verluste auf diese Weise sehr viel höher, als sie es im Falle einer flexiblen Verteidigung mit taktischen Rückzügen auf günstige Defensivpositionen gewesen wären.
Darüber hinaus war während des vorherigen Vormarschs die Vorbereitung rückwärtiger Verteidigungspositionen unterblieben. Auf ihrem Rückzug wendete erstmals die Wehrmacht die Taktik der verbrannten Erde im größeren Umfang an, um das Nachdrängen der Roten Armee zu verlangsamen. Darüber hinaus kam es zu Plünderung insbesondere von Winterkleidung bei der sowjetischen Zivilbevölkerung. Wehrfähige Zivilisten wurden als Gefangene verschleppt, die übrige Bevölkerung in Richtung der Roten Armee vertrieben. Mitte Januar 1942 wurde die bereits zuvor geübte Praxis der Verwüstung und der Zerstörung zurückgelassenen eigenen Geräts durch einen Befehl Hitlers offiziell angeordnet.

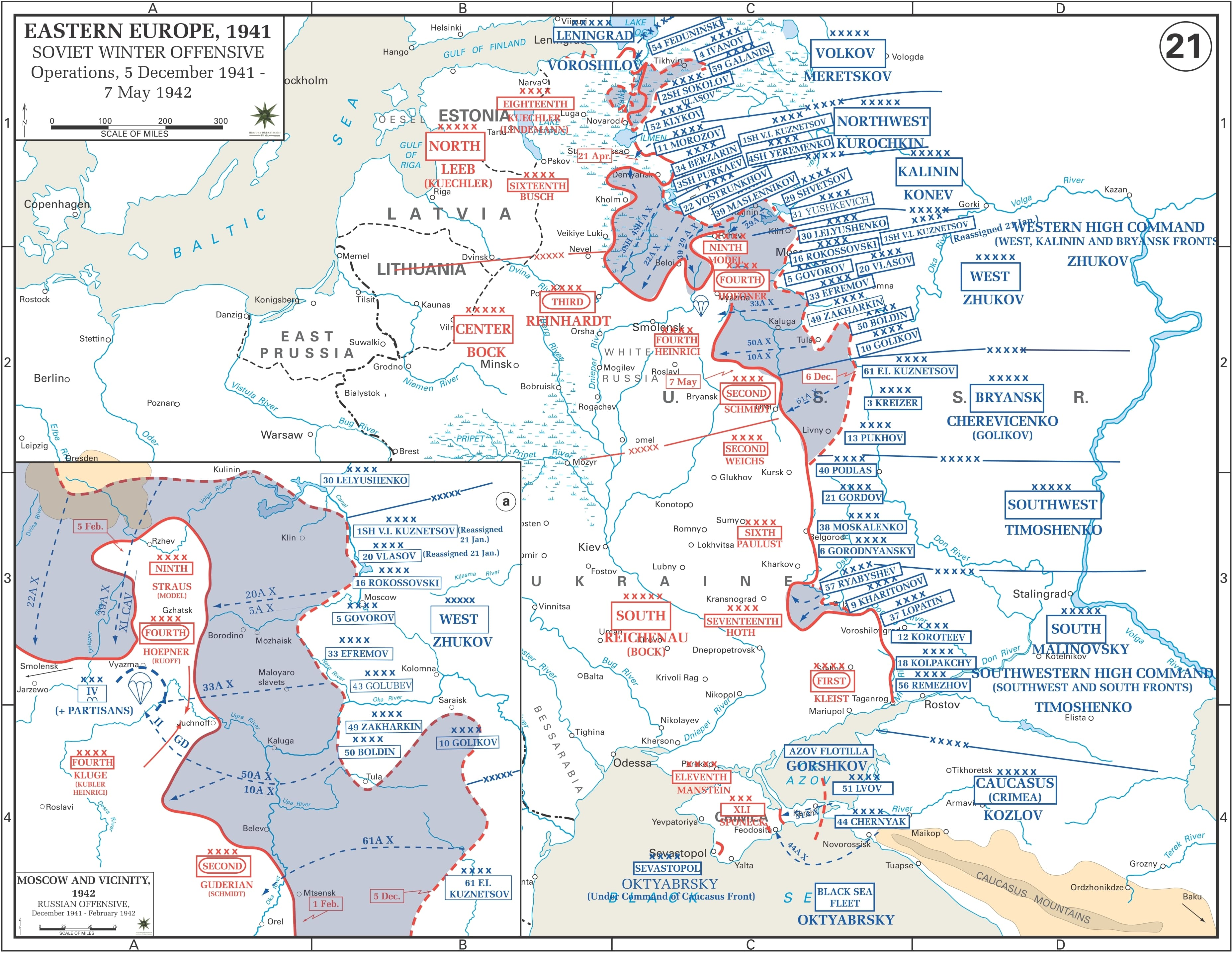
Sowjetische Gebietsgewinne während der Winter-Gegenoffensive

Bis zum Ende des Jahres 1941 wurde die Wehrmacht insbesondere im mittleren Abschnitt der Front dennoch weit zurückgedrängt und die Front an mehreren Stellen aufgerissen. Unter anderem bildete sich hier ein großer Frontbogen um Rschew und wenig später der Kessel von Demjansk; zur Stabilisierung der Front mussten Truppenteile aus dem Westen hierher verlegt und Reserven mobilisiert werden. An eine Eroberung Moskaus war nun nicht mehr zu denken. Damit hatte die Wehrmacht die erste große Schlacht im Osten verloren, man spricht in der Geschichtsforschung heute von der „Kriegswende vor Moskau“. Etwa Anfang Februar 1942 stabilisierte die deutsche Seite ihre Front im Mittelabschnitt.
Die Beweglichkeit der deutschen Truppen sank durch die erheblichen Ausfälle an Kraftfahrzeugen sowie an Zugmaschinen und Pferden weiter ab. Der Bedarf an Nachschubgütern aller Art überstieg die Transportmöglichkeiten deutlich. Die ungeheuren Verluste und Ausfälle, die das deutsche Ostheer in der Zeit vom 22. Juni 1941 bis 31. Dezember 1941 hinzunehmen hatte, macht eine statistische Auflistung des Generalquartiermeisters deutlich: Demnach verlor die Wehrmacht 2.752 Panzerkampfwagen und Sturmgeschütze, 24.849 Kfz, 38.544 Krafträder und 35.194 Lkw. Die Luftwaffe verlor an der Ostfront bis zum 27. Dezember 1941 2.505 Flugzeuge als Totalverluste sowie 1.895 durch Beschädigung. Bis Ende 1941 wurden annähernd eine Million Soldaten der Wehrmacht und ihrer Verbündeten im Rahmen des Deutsch-Sowjetischen Krieges getötet oder schwer verwundet. Dem standen bis dahin auf sowjetischer Seite Verluste von fast drei Millionen Gefallenen sowie etwa drei Millionen Kriegsgefangenen gegenüber. Allerdings wogen diese angesichts der ungleich größeren Ressourcen, über die die Sowjetunion verfügen konnte, aus militärischer Sicht weitaus weniger schwer.

## Verlauf 1942

### Südoffensive: Kampf um die Ölquellen

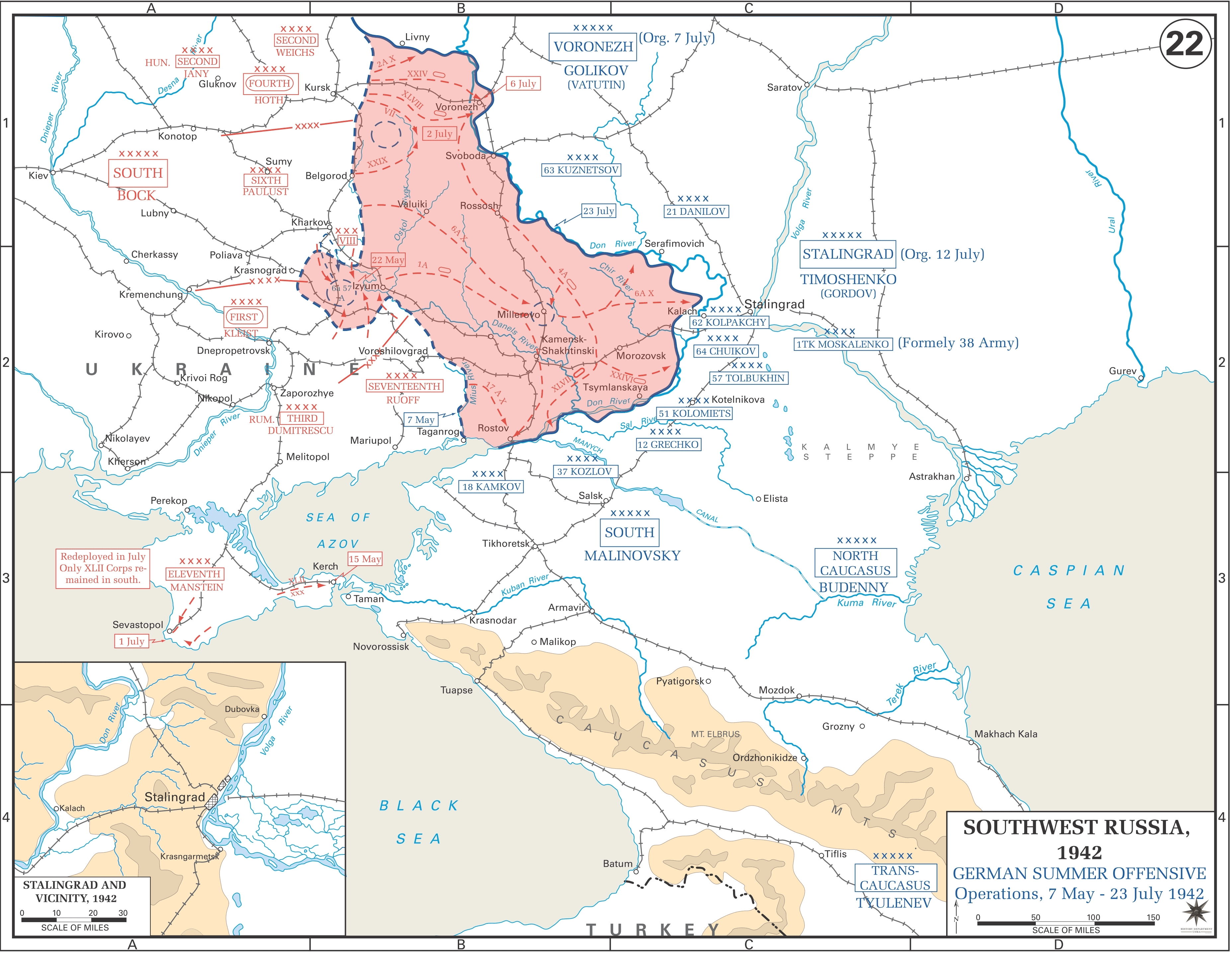
Lageentwicklung im südlichen Teil der Ostfront von der Schlacht bei Charkow bis zur Einnahme von Rostow am Don (23. Juli 1942)

Die Rote Armee hatte inzwischen Kräfte mobilisiert, denen aber ein entscheidender Schlag gegen die Wehrmacht noch nicht gelang. Die Schlammzeit im Frühjahr 1942 führte zu einer relativen Ruhe an der Front, weil sämtliche motorisierten Kräfte stillstanden. Hitler und das OKW kamen zu der Einsicht, dass der lange unterschätzte Gegner noch längst nicht besiegt war, und begannen, Pläne für das weitere Vorgehen im Osten zu entwickeln. Der Plan, eine möglichst defensive Haltung einzunehmen, um die Rote Armee zu verlustreichen Attacken zu zwingen, wurde von Hitler bald verworfen: einzig und allein eine weitere deutsche Offensive könne die sowjetischen Kräfte entscheidend schwächen. Wegen des langen Frontverlaufes und wegen der bisherigen hohen personellen und materiellen Verluste der Wehrmacht war an eine Großoffensive, die sich über die gesamte Front erstreckte, aber nicht mehr zu denken. Während daher im Bereich Mitte und Nord zur Verteidigung übergegangen wurde, sollte mit allen gepanzerten und motorisierten Kräften die Sommeroffensive mit Stoßrichtung in den Kaukasus durchgeführt werden. Die reichen Ölquellen in dem Gebiet standen dabei im Mittelpunkt der deutschen Offensivbemühungen. Zugleich begann man, in den besetzten Gebieten gemäß den Beschlüssen der Wannseekonferenz in immer größerem Umfang Menschen jüdischen Glaubens und jüdischer Abstammung zu ermorden (siehe Holocaust).
Nachdem bereits ab Ende 1941 die Krim bis auf die Halbinsel Kertsch und das Belagerungsgebiet um Sewastopol in deutscher Hand war, sollte 1942 auch der restliche Raum als Vorbereitung der Offensive (Fall Blau) in Richtung Kaukasus erobert werden. Vorbedingung war die Eroberung der Halbinsel Kertsch. Diese gelang (Unternehmen Trappenjagd vom 15. bis zum 21. Mai). Manstein meldete 168.198 Gefangene, 284 zerstörte Kampfwagen und 1398 Beutegeschütze. Als Kertsch fiel, hatte die Südwestfront unter Timoschenko eine Offensive bei Charkow begonnen, um dem deutschen Hauptangriff zuvorzukommen, als dessen Ziel Stalin irrtümlich Moskau vermutete. Ein großer Teil der sowjetischen Truppen wurde dabei jedoch eingekesselt und vernichtet, und von Bock meldete 240.000 Gefangene, 1247 zerstörte Panzer sowie 2026 Beutegeschütze. Die deutschen Verbände wurden nun weiter umgruppiert und aufgefrischt, weil die große Sommeroffensive erst nach Beendigung der Kämpfe auf der Krim beginnen sollte, an denen viele der im Bereich der Heeresgruppe Süd zur Verfügung stehenden Luftwaffenverbände teilnahmen.
Die Parpatsch-Stellung war inzwischen durchbrochen worden und Reste der zerschlagenen sowjetischen Verbände retteten sich über die Straße von Kertsch auf die Taman-Halbinsel. Am 2. Juni 1942 begann auf der Krim die Schlacht um Sewastopol, dessen Verteidiger sich erbittert wehrten; sie endete am 5. Juli. Hierbei wurde erstmals Dora eingesetzt, das – bis heute – größte jemals gebaute Geschütz. Es hatte ein Kaliber von 80 cm. Die Krim hatte knapp neun Monate lang eine ganze deutsche Armee gebunden – auf einem zwar nicht nebensächlichen, doch isolierten Kriegsschauplatz. Propagandistisch wurden mit diesem Sieg und mit der fast gleichzeitigen Einnahme Tobruks im Afrikafeldzug erneut große Hoffnungen in der deutschen Bevölkerung geweckt.
Am Mittelabschnitt der Ostfront tobte während des deutschen Vormarsches im Süden die Schlacht von Rschew. Dort scheiterte im August 1942 eine (heute weitgehend vergessene) deutsche Angriffsoperation, das Unternehmen Wirbelwind.

### Spaltung der Heeresgruppe Süd
Am 21. Juli 1942 überschritten deutsche Kräfte den Don, wodurch die ersten Schritte für den Vormarsch auf Stalingrad eingeleitet wurden. Zwei Tage später wurde Rostow am Don besetzt. Nach der Teilung der Heeresgruppe Süd in die Heeresgruppen A (Generalfeldmarschall List, ab November unter Generaloberst von Kleist) und B (Generaloberst von Weichs) begann die Heeresgruppe A am 26. Juli den konzentrischen Vormarsch in Richtung Kaukasus, während die Heeresgruppe B auf die Wegnahme Stalingrads angesetzt wurde. Diese Aufteilung, die eine Aufsplitterung der vorhandenen deutschen Kräfte bedeutete, ist in Anbetracht der Lage sicherlich als schwerer operativer Fehler anzusehen und resultierte aus Hitlers Planungen, sowohl die für die weitere Kriegführung wichtigen Erdölgebiete in Besitz zu nehmen als auch – gleichzeitig – die über Persien laufenden Nachschublieferungen der USA an die Sowjetunion, den sogenannten Persischen Korridor, mit der Einnahme Stalingrads über die Wolga zu unterbinden. Diese Doppelaufgabe überforderte jedoch die zahlenmäßig ohnehin weit unterlegenen deutschen Truppen. An den Kämpfen im Kaukasus beteiligten sich 20 von den später insgesamt 90 Ostlegionen (für die Deutschen kämpfende sowjetische Kräfte). Diese Aufstellungen nationaler Minderheiten unter deutschem Kommando waren Ausdruck einer ab dem Winter 1941/42 verstärkten Bemühung, die rein militärische Kriegführung im Osten mit einer Form politischer Kriegführung zu verbinden, und waren zudem aus der Notwendigkeit geboren, die hohen personellen Verluste auszugleichen.

### Kaukasus

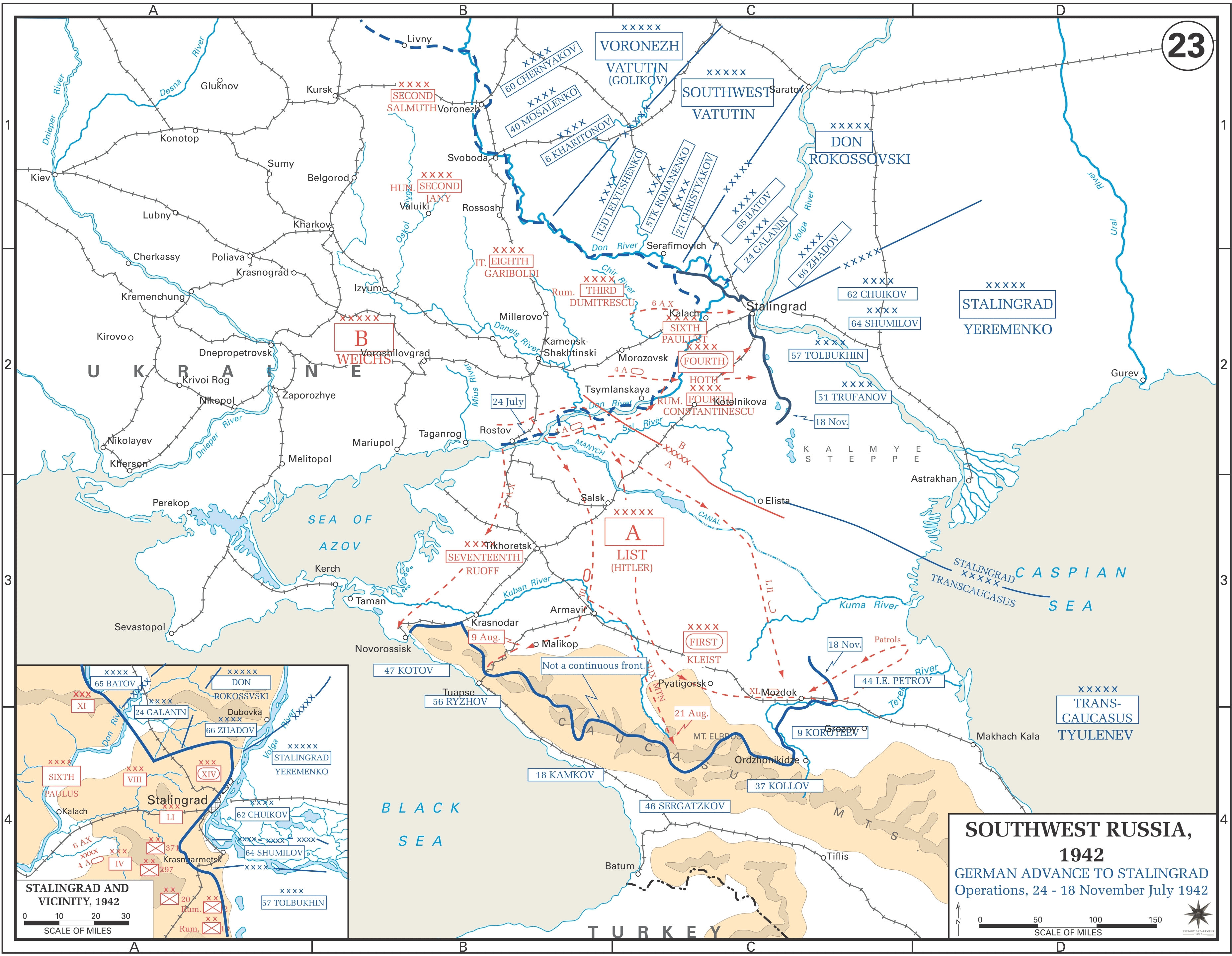
Deutsche Vorstöße in den Kaukasus und nach Stalingrad bis zum Vorabend der Operation Uranus

Insgesamt liefen die folgenden deutschen Operationen, was den Raumgewinn im Kaukasus betrifft, innerhalb weniger Wochen ab. Am 4. August wurde Stawropol eingenommen, am 9. August Krasnodar, und außerdem der Kuban überschritten. Den rumänischen Verbündeten gelang es, die sowjetische Verteidigung an der Ostküste des Asowschen Meeres von Norden her aufzurollen und die Taman-Halbinsel von „rückwärts“ her zu öffnen. Maikop fiel am 9. August in deutsche Hand und die Zugänge zur Ossetischen- und Georgischen Heerstraße wurden in Besitz gebracht. Auch das Elbrus-Massiv selbst wurde genommen, am 21. August wehte auf dem Berg die Reichskriegsflagge.
Ein am 26. August beginnender Angriff auf Tuapse wurde nach zwei Tagen angehalten, dafür wurden am 31. August und am 6. September nach schweren Kämpfen die Hafenstädte Anapa sowie Noworossijsk, wichtigster Stützpunkt der Schwarzmeerflotte, genommen. Im Hochgebirge hatten deutsche Truppen die wichtigsten Passübergänge eingenommen und vorübergehend auf breiter Front nach Süden überschritten. Sie standen im abchasischen Gebirgsdorf Pßchu, 20 Kilometer vor der Küste des Schwarzen Meeres bei Gudauta. Östlich des Elbrus standen die deutschen und rumänischen Truppen in den Flussabschnitten des Baksan und des Terek bis Naurskaja. Nördlich davon verlor sich die Front an der Kuma, in der Nogajer Steppe und in der Kalmückensteppe. Einzelne Vorausabteilungen und Fernaufklärungseinheiten gelangten bis zur Bahnlinie Kisljar-Astrachan, nahe der Küste des Kaspischen Meers, die mehrere Tage lang unterbrochen werden konnte. Allerdings waren diese vorgeschobenen Operationsposten angesichts des Nachschubmangels, der durch den überdehnten Frontverlauf extremen Ausdünnung der deutschen Truppen und des heftigen Widerstands der sowjetischen Truppen nicht dauerhaft zu halten und mussten bald wieder aufgegeben werden.
Am 9. September 1942 enthob Hitler Feldmarschall List wegen des hinter der ursprünglichen Operationsplanung weit zurückbleibenden Fortgangs der Offensive seines Kommandos als Oberbefehlshaber der Heeresgruppe A. Bis zum 22. November 1942 übernahm er die Führung der Heeresgruppe persönlich und beauftragte dann Generaloberst von Kleist mit dem Oberbefehl. Zu diesem Zeitpunkt waren die Offensivbewegungen der Heeresgruppe längst zum Erliegen gekommen und das Ziel, die Ölquellen von Maikop, Grosny und Baku zu erobern und auszubeuten, wurde nicht erreicht.

### Schlacht von Stalingrad (August 1942 bis März 1943)
Am 23. August 1942, sofort nach ihrem Sieg in der Kesselschlacht bei Kalatsch (der letzten von Deutschen gewonnenen Kesselschlacht), begann die Wehrmacht den Angriff auf Stalingrad mit Bombardierungen und dem Vorrücken von Panzern in die Außenbezirke. Ab dem 13. September rückten deutsche Soldaten in die Stadt vor. Darauf folgten verlustreiche Einzelkämpfe um Häuser und Straßen. Zuletzt beherrschte die Wehrmacht etwa 90 Prozent Stalingrads, das bei den Kämpfen weitgehend zerstört wurde. Am 19. November begann die Rote Armee unter General Alexander Michailowitsch Wassilewski eine Gegenoffensive mit über einer Million Soldaten, 13.000 Geschützen, etwa 1200 Panzern und 1460 Flugzeugen („Operation Uranus“). Ein Teil dieser Truppen durchbrach die Front der rumänischen 4. Armee im Süden, ein anderer vom Norden kommend die Linien der rumänischen 3. Armee. Beide Keile vereinigten sich am 22. November im Raum Kalatsch am Don. Damit waren die deutsche 6. Armee unter General Friedrich Paulus, ein Korps der 4. Panzerarmee unter Hermann Hoth und zwei rumänische Divisionen (insgesamt 22 Divisionen mit etwa 220.000 bis 250.000 Mann) eingekesselt.
Spätestens Mitte Dezember war die Lage der 6. Armee aussichtslos. Die Luftwaffe hätte täglich 600 Tonnen an Versorgungsgütern einfliegen sollen, erreichte diese Vorgabe aber nie und warf an einzelnen Tagen maximal 110 Tonnen ab. Zudem verlor die Luftwaffe durch ungünstiges Flugwetter und eine starke sowjetische Jagdabwehr viele Transport- und Bomberflugzeuge. Die Nahrungs- und Kleidungsmängel bewirkten Unbeweglichkeit und Kampfunfähigkeit der Verbände. Die Soldaten starben an Hunger, Grippe, Durchfallerkrankungen oder erfroren. Dem am 12. Dezember begonnenen Entsatzangriff der aus Teilen der 4. Panzerarmee gebildeten „Heeresgruppe Don“ unter Hermann Hoth („Unternehmen Wintergewitter“ vom 12. bis 23. Dezember 1942) fehlte es von vornherein an den notwendigen Kräften, um die Verbindung zur 6. Armee in Stalingrad herzustellen. Für einen eigenen Ausbruch fehlte es der 6. Armee an Ressourcen.
Das strikte Kapitulationsverbot Hitlers und der Heeresführung führte zum Tod Hunderttausender Menschen. Es ließ die Deutschen am 8. Januar ein entsprechendes Angebot der Roten Armee ablehnen. Militärische Erwägungen wie die Sorge um eine Einschließung der Verbände der Heeresgruppe A im Kaukasus spielten dabei nur teilweise eine Rolle. Deren Rückzug im Januar 1943 genehmigte Hitler nur schrittweise. Am 25. Januar 1943 spalteten sieben sowjetische Armeen den Kessel in eine Nord- und eine Südgruppe (Operation „Ring“). Sie eroberten dabei alle deutschen Flugplätze. Danach konnte die Luftwaffe Versorgungsgüter nur noch aus der Luft abwerfen, so dass sie oft in gegnerische Hände fielen. Als die Lage immer dramatischer wurde, bat Paulus mehrmals um die Erlaubnis, kapitulieren zu dürfen, was von Hitler, aber auch von Paulus’ unmittelbarem Vorgesetzten Erich von Manstein abgelehnt wurde, obwohl der Rückzug der Heeresgruppe A inzwischen abgeschlossen war.
In der Nacht zum 31. Januar beförderte Hitler Paulus mit sofortiger Wirkung zum Generalfeldmarschall. Hitler setzte darauf, dass ein Feldmarschall sich nicht gefangen nehmen lassen, sondern den „Heldentod“ in vorderster Linie suchen oder sich selbst das Leben nehmen würde. Doch am selben Tag ergab sich Paulus ohne förmliche Kapitulation mit der Südgruppe seiner Truppen. General Karl Strecker im Nordkessel ließ seine Soldaten bis zum 2. Februar weiterkämpfen. Dann begaben sich die etwa 91.000 verbliebenen Soldaten der 6. Armee in sowjetische Kriegsgefangenschaft. Viele waren so entkräftet, dass sie die ersten Tage nicht überlebten. Über den Luftweg waren etwa 40.000 Verwundete und Spezialisten aus dem Kessel ausgeflogen worden.
Geschätzte 170.000 deutsche und über eine Million sowjetische Soldaten sowie eine unbekannte Zahl Zivilisten starben in der Schlacht von Stalingrad.

## Verlauf 1943

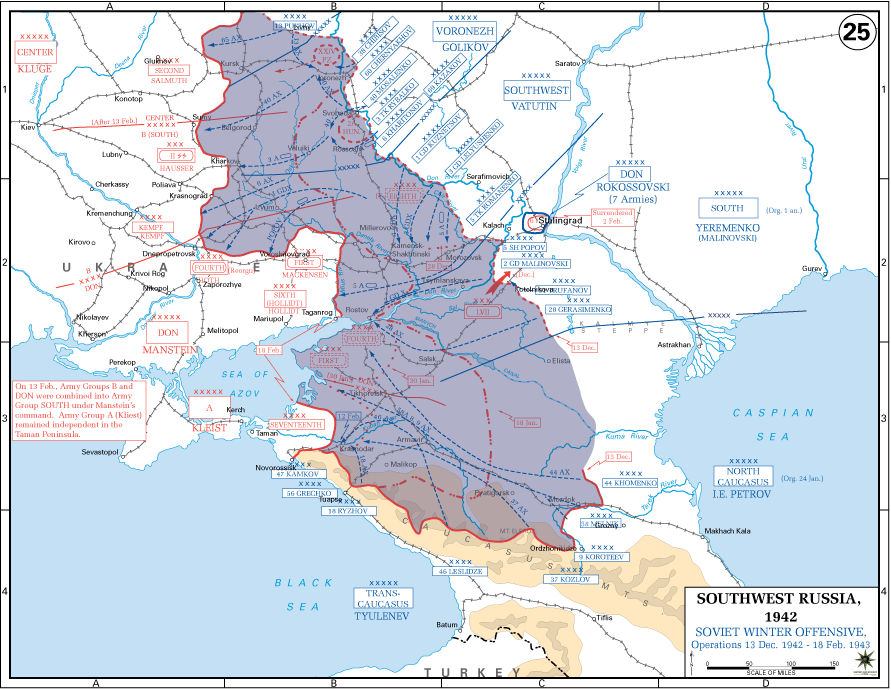
Gewinne der sowjetischen Gegenoffensiven bis zum Februar 1943

### Rückzüge der Wehrmacht
Als Ende Dezember 1942 die Gefahr bestand, dass die Rote Armee die Front der Heeresgruppe Don bei Rostow durchstoßen könne, wurde die Heeresgruppe A aus dem Kaukasus abgezogen. Sie zog sich im Januar und Februar 1943 in drei Etappen aus dem Kaukasus zurück. Im Gegensatz zum Rückzug vor Moskau ein Jahr zuvor bemühte sich die deutsche Seite um ein koordinierteres Vorgehen, das insbesondere durch die Wirtschaftsorganisation Ost geplant wurde. So sollten Arbeitskräfte im großen Stil zum freiwilligen Rückzug mit den Deutschen bewegt werden. Zudem wurde die systematische Zerstörung von Industrie, Infrastruktur und landwirtschaftlichen Betrieben sowie potenziellen Unterkünften und der Raub von Industrie- und Landwirtschaftsgütern im großen Stil angeordnet. Allerdings waren die Truppen dazu nicht in dem Umfang in der Lage wie geplant.
Den Kuban-Brückenkopf behauptete die 17. Armee trotz ständiger Einengung bis zum 9. Oktober 1943.
Während der Schlacht von Stalingrad hatte die Rote Armee die „Operation Mars“ begonnen, eine Großoffensive westlich von Moskau gegen die deutsche 9. Armee unter General Walter Model. Die 9. Armee hielt den Frontbogen von Rschew zunächst und räumte ihn im März 1943 im Unternehmen Büffelbewegung.

### Charkow
Am 29. Dezember 1942, während deutsche motorisierte Kaukasusverbände ihren Rückzug über Rostow am Don Richtung Westen begannen, erhielt der Koordinator des sowjetischen Oberkommandos, Generaloberst Alexander Wassilewski, von Stalin die Zustimmung zu einer noch weiter nach Westen ausholenden Operation in Richtung Charkow–Isjum (Woronesch-Charkiwer Operation). Ziel war die Abschnürung der gesamten südlichen Ostfront. Dabei erwiesen sich die ungarischen und rumänischen Verbündeten des Deutschen Reiches als klar unterlegen gegenüber der Roten Armee. Am 9. Februar musste die Gebietshauptstadt Belgorod von der Wehrmacht geräumt werden.
Am Morgen des 16. Februar musste dann auch die Stadt Charkow aufgegeben werden, um der drohenden Einkesselung durch die Rote Armee zu entgehen – die spektakulärste Niederlage in den Wochen nach Stalingrad. Charkow wurde durch SS-Obergruppenführer Hausser kampflos geräumt, obwohl Hitler die Verteidigung verlangt hatte.
Am 21. Februar begann die deutsche Gegenoffensive unter dem Befehl von General Manstein mit den Kräften, die vorher über Rostow aus dem Kaukasus abgezogen worden waren, sowie mit Haussers SS-Panzerkorps. Manstein verfügte nur über etwa 360 Panzer, die Rote Armee hingegen über fast 1800. Bis zum 5. März wurde das Gebiet bis zum mittleren Donez in der Schlacht um Charkow dennoch von der Wehrmacht zurückerobert, da die sowjetischen Truppen von der deutschen Offensive überrascht wurden und Manstein die Überdehnung der gegnerischen Flanken geschickt ausnutzte. Es wurden erhebliche Geländegewinne erzielt und wieder eine geschlossene Front hergestellt, wodurch der Zusammenbruch der deutschen Ostfront im Frühjahr 1943 verhindert wurde. Die deutsche Front konnte anschließend wieder stabilisiert werden. Dies war der letzte bedeutende Erfolg der Wehrmacht im Osten. Charkow wurde am 14. März unter einigen Tausend Opfern der Zivilbevölkerung zurückerobert, und in einer letzten Anstrengung vor Beginn der Schlammperiode wurde auch Belgorod von den Deutschen wiedererobert. Die 1. SS-Panzer-Division Leibstandarte SS Adolf Hitler tötete bei der Rückeroberung Charkows eine große Anzahl von Verwundeten und Gefangenen.

### „Unternehmen Zitadelle“
Nach der Vernichtung der deutschen 6. Armee in Stalingrad und der Zurückdrängung der Wehrmacht von der Wolga und vom Kaukasus zeichnete sich langsam ab, dass die bisherigen Verbündeten von Deutschland abrückten. Einige nahmen schon geheime Friedensverhandlungen mit den Westmächten auf. Auch deshalb brauchte Hitler dringend einen nachhaltigen Erfolg. Außerdem sollte mit den begrenzten deutschen militärischen Möglichkeiten die Sowjetunion so weit geschwächt werden, dass sie, ihrer Angriffskraft weitgehend beraubt, in diesem Jahr keine größeren Angriffshandlungen mehr durchführen konnte. Hinzu kam, dass spätestens für 1944 eine alliierte Landung in Westeuropa erwartet wurde.

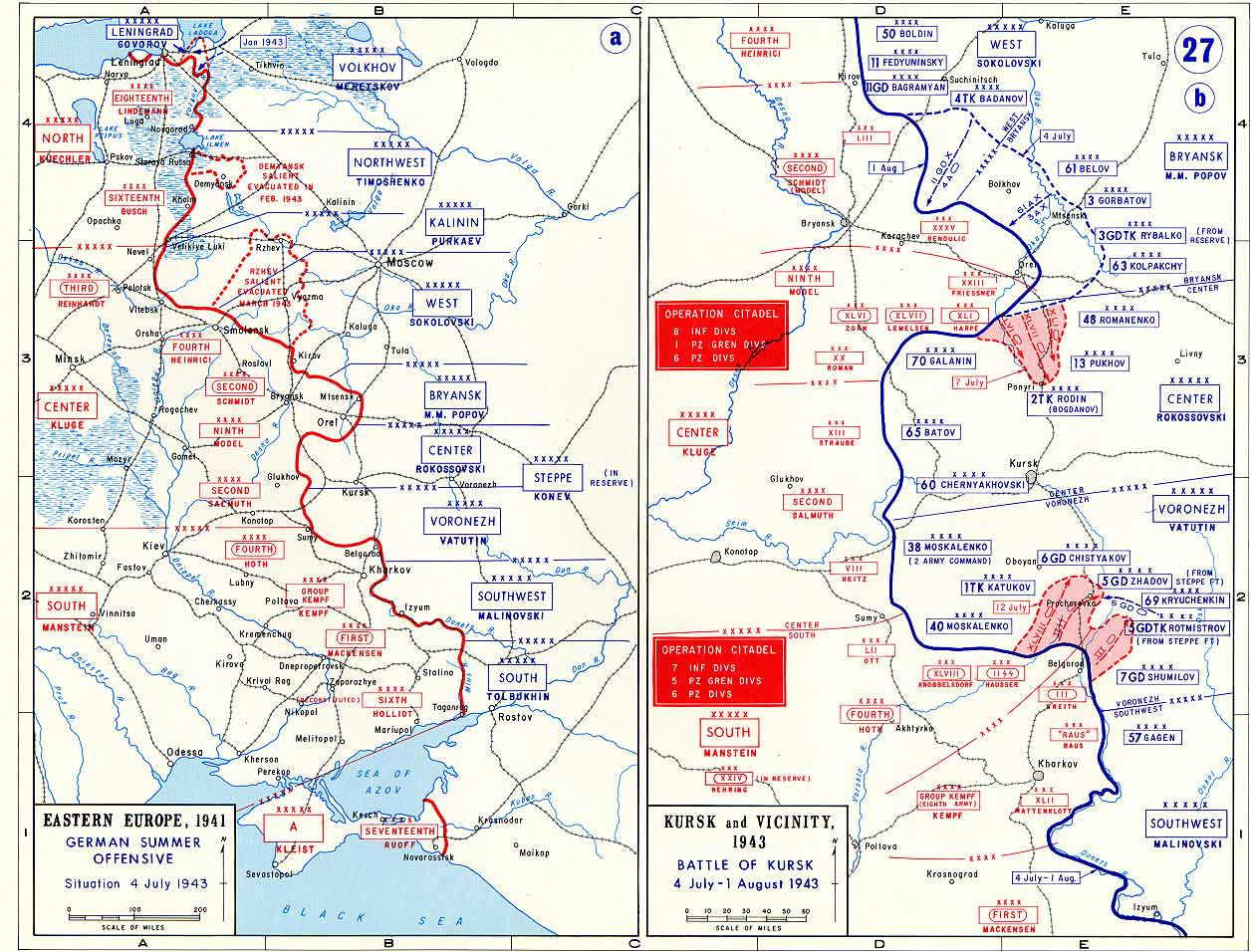
Die Ostfront im Sommer 1943 und die Schlacht bei Kursk

Nach den Winteroperationen hatte sich ein weit nach Westen vorreichender Frontbogen um Kursk gebildet, den Manstein für eine deutsche Offensive vorschlug. Durch ein siegreiches Eindrücken oder Abschnüren dieses Frontbogens würde eine Frontbegradigung erreicht, durch die deutsche Verbände aus der Front gelöst werden könnten. Ferner sollten dadurch neue Kriegsgefangene und ins Reich zu verschleppende „Fremdarbeiter“ die Lücken in der deutschen Kriegswirtschaft füllen, welche durch die massenhaften Einberufungen zur Wehrmacht entstanden. Manstein stellte die klare Bedingung, dass man unmittelbar nach Ende der Schlammperiode und nach Auffrischen der Verbände losschlug. Er nannte ursprünglich Ende April als den letzten erfolgversprechenden Angriffstermin. Mit jedem Tag, den man danach wartete, würde die Rote Armee in diesem Bereich stärker und die deutschen Erfolgsaussichten geringer werden. Allerdings erwies sich diese Terminierung schon sehr bald als illusorisch, da es logistisch nicht gelang, die Verbände zeitnah in die vorgesehenen Angriffspositionen zu bringen und operationsfähig auszurüsten. Die Erfolgsaussichten des Angriffsplans waren in der Armeeführung mit jeder weiteren Verzögerung zunehmend umstritten. Doch Hitler hoffte, durch den Angriff die Initiative gegenüber der Sowjetunion zurückzuerhalten.
Das Oberkommando der Roten Armee war inzwischen durch Geheimdienstinformationen und Partisanenmeldungen über das deutsche Vorhaben bestens informiert. Die Sowjetunion hatte ab April ein tiefgestaffeltes und zum Teil getarntes Stellungssystem angelegt. Dazu gehörten ausgiebige Minenfelder, Stacheldrahtverhaue, Panzergräben, Schützengräben, eingegrabene Panzer T-34, Pak und MG-Stellungen. Auch wurden die neuen Panzerbüchsen in großer Stückzahl eingesetzt. Die Tarnungsanstrengungen der Roten Armee gingen so weit, dass viele der zur Front laufenden Feldwege und Versorgungsstraßen unter bemalten Planen auf Holzgerüsten den deutschen Luftbeobachtern vorgaukelten, es sei eine ruhige Straße, während unter der Plane der Verkehr unbemerkt ablief. Gleichzeitig versammelte das sowjetische Oberkommando große Reserven in dem Frontbogen sowie in den östlich angrenzenden Gebieten.
Der deutsche Angriffsplan sah vor, mit der 9. Armee der Heeresgruppe Mitte aus dem Raum Orel in südliche Richtung auf Kursk vorzustoßen; mit der 4. Panzerarmee der Heeresgruppe Süd aus dem Raume Belgorod in nördliche Richtung ebenfalls auf Kursk der 9. Armee entgegen, sich dort zu vereinigen und die eingekesselten sowjetischen Armeen westlich Kursk zu vernichten. Den westlichen Frontbogen zwischen diesen Großverbänden sicherten nur schwächere deutsche Verbände. Um eine genügende Truppenzahl zu erreichen, wurden andere Frontabschnitte zu Gunsten dieser Operation geschwächt. Dennoch genügten die deutschen Kräfte für das Vorhaben letztlich nicht, da zu wenig Truppen zur Verfügung standen, um die Flanken der vorstoßenden Verbände zu decken.
Der Truppenaufmarsch bei Kursk führte zur stärksten Konzentration konventioneller militärischer Kräfte, insbesondere der größten Panzerschlacht in der bekannten Geschichte. Auf sowjetischer Seite standen 1,3 Millionen Soldaten mit 3300 Panzern und 2500 Kampfflugzeugen als Verteidiger gegen 900.000 Soldaten, 2500 Panzer und 1800 Kampfflugzeuge der angreifenden deutschen Wehrmacht.
Das Oberkommando der Roten Armee kannte aufgrund von Spionage mittlerweile den genauen Angriffszeitpunkt und belegte ihrerseits 30 Minuten vor dem deutschen Angriffsbeginn die feindlichen Bereitstellungsräume mit dichtem Artilleriesperrfeuer. Am 5. Juli 1943 begann dennoch der deutsche Angriff, die Rote Armee verteidigte sich verbissen und führte ständige Gegenangriffe. Die 9. Armee, die mit weniger Panzern ausgestattet war als die 4. Panzerarmee, lief sich unter großen Verlusten am 10. Juli in den befestigten Stellungen des Gegners fest. Es wurde ein Einbruch von gerade 15 bis 20 km erzielt. Größere Erfolge konnte dagegen die 4. Panzerarmee erzielen, die einen Einbruch von etwa 30 bis 35 km erkämpfte. Jedoch zeichnete sich ab dem 11. Juli eine große sowjetische Offensive der Westfront und der Brjansker Front gegen die nördlich von Orel stehende 2. Panzerarmee ab, und unter diesem Druck musste die 9. Armee ihren Angriff einstellen und Truppen dorthin zur Flankendeckung abgeben, während die 4. Panzerarmee noch weitere zwei Tage den Angriff fortsetzte. Die inzwischen erfolgte Landung der Alliierten auf Sizilien am 10. Juli bewog Hitler dann endgültig, den Angriff auf Kursk am 13. Juli 1943 einzustellen und Truppen nach Italien zu verlegen. Die Kursker Schlacht war der letzte Versuch der deutschen Wehrmacht, in der Sowjetunion durch eine große Offensive erneut die militärische Initiative zu erlangen.
Am Höhepunkt der Schlacht am 7. Juli 1943 wurden von beiden Seiten zusammen etwa 700 Panzer und über 350 Kampfflugzeuge als zerstört beansprucht. Gemeinsam mit dem 5. Juli 1943, an dem die deutsche Luftwaffe allein über 362 bestätigte Abschüsse im Bereich von Kursk beanspruchte, stellte die Schlacht bei Kursk damit auch die verlustreichste Luftschlacht der Geschichte dar.
Als völliger Fehlschlag erwies sich die zwischen Mai und September 1943 durchgeführte Aktion Silberstreif, bei der mittels Abwurf von einer Milliarde Flugblättern die Soldaten der Roten Armee zum massenhaften Überlaufen gebracht werden sollte.

### Übernahme der Initiative durch die Rote Armee

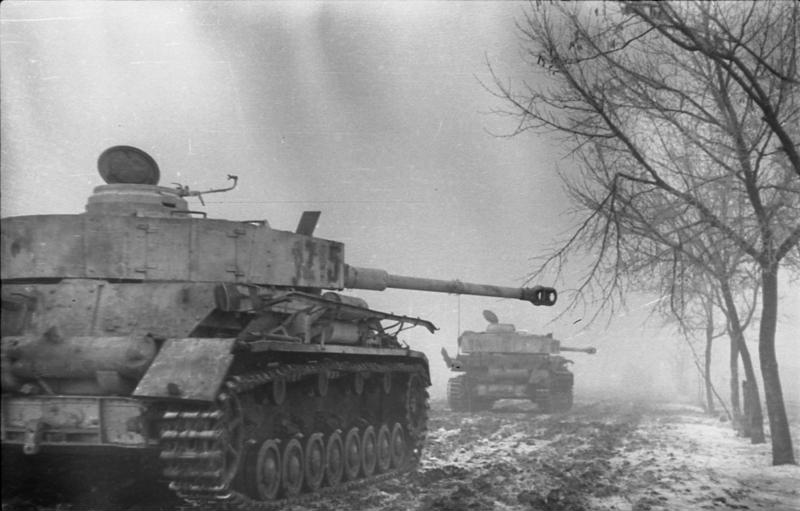
Deutsche Panzerkampfwagen IV in der Ukraine im Dezember 1943

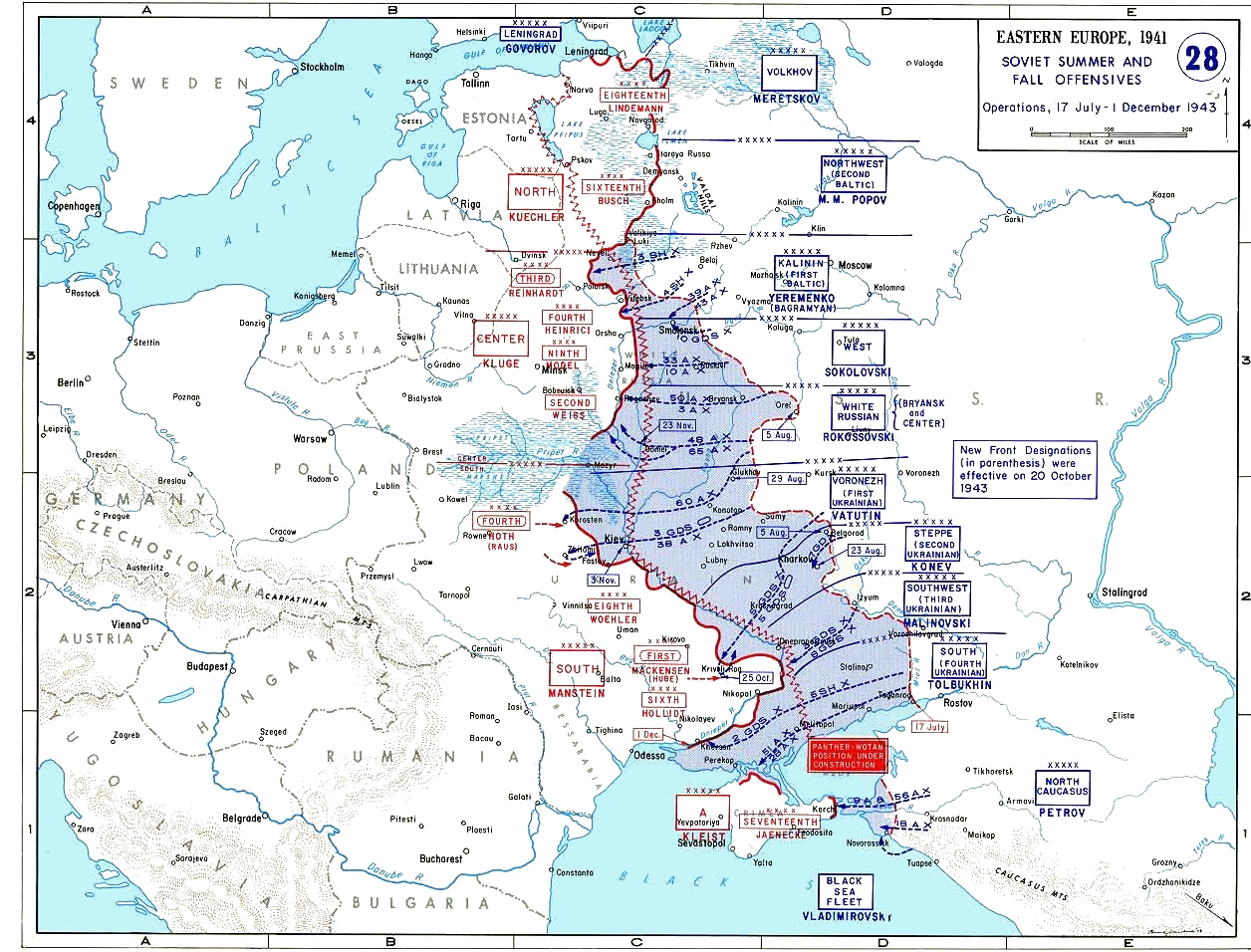
Sowjetische Geländegewinne vom Ende des Unternehmens Zitadelle bis zum 1. Dezember 1943 (Ende der Teheran-Konferenz)

Die Rote Armee nutzte die Schwächung der deutschen Truppen durch die Niederlage bei Kursk und die westalliierte Landung auf Sizilien, um von nun an die Initiative zu ergreifen. Im Zuge der Gegenoffensiven „Kutusow“ und „Rumjanzew“ wurden im August Orjol, Belgorod und Charkow befreit. Erstmals feuerten Geschütze Anfang August auf dem Roten Platz in Moskau Salut zu Ehren der Befreier Belgorods und Orjols, eine Tradition, die bis Kriegsende beibehalten wurde.
Nach mehreren weiteren sowjetischen Offensiven (Donezbecken-Operation, Smolensker Operation) erreichten sowjetische Truppen den Dnepr. Der hastig eingeleitete Ausbau der deutschen „Panther-Stellung“ (auch „Ostwall“ genannt) kam zu spät; im Zuge der Schlacht am Dnepr überschritten die sowjetischen Truppen im Oktober (allerdings unter enormen Verlusten) auf breiter Front den Dnepr und befreiten am 6. November Kiew. In Italien hatten die Alliierten inzwischen mit ihren Landungen auf dem Festland eine zweite Front eröffnet, die bedeutende deutsche Kräfte band. Am 3. November erließ Hitler die Weisung Nr. 51, in der er der Abwehr der für das nächste Jahr (1944) erwarteten Invasion in Frankreich Priorität einräumte. In der Folge musste das deutsche Ostheer weitere schlagkräftige Verbände abgeben und sich auf defensive Operationen beschränken. Neues Ziel der Wehrmacht war es nun, den vorrückenden sowjetischen Truppen derart hohe Verluste zuzufügen, dass Stalin in einen Verhandlungsfrieden einwilligen würde, um so eine totale Niederlage Deutschlands abzuwenden.
Am 23. Dezember begann die bis zum 17. April 1944 dauernde sowjetische Dnepr-Karpaten-Operation, in der die deutschen Truppen im südlichen Teil der Ostfront schwere Verluste erlitten. Im Norden der Front wurde nach der erfolgreichen deutschen Abwehr in der Dritten Ladoga-Schlacht ebenfalls eine neue sowjetische Großoffensive vorbereitet.

### Verbrannte Erde
Die deutsche Militärführung und Wirtschaftsbehörden hatten zwar detaillierte Pläne für Rückzug, Entvölkerung, Ausplünderung und Zerstörung der besetzten Gebiete ausgearbeitet (ARLZ-Maßnahmen), doch waren die Truppen von Sommer 1943 an kaum noch in der Lage, diese vor der vorrückenden Roten Armee umzusetzen. Stattdessen praktizierten sie eine wenig koordinierte Taktik der verbrannten Erde. So blieben die Zerstörungen von Infrastruktur, Produktionsanlagen und Wohnraum sowie die Verschleppung von Menschen oft unvollkommen. Viehbestände wurden nicht in das noch von den Deutschen kontrollierte Gebiet zurückgetrieben, sondern erschossen. Im Bereich der Heeresgruppe Süd wurde statt der geplanten Vertreibung von 11 Millionen Menschen rund 600.000 als arbeitsfähig Eingestufte in Trecks nach Westen getrieben. Westlich des Dnepr kamen rund 375.000 von ihnen an. Die restlichen waren geflohen, von der Roten Armee befreit oder ermordet worden.
Heinrich Himmler wies am 7. September 1943 den SS-Obergruppenführer Hans-Adolf Prützmann an:

„daß bei der Räumung von Gebietsteilen in der Ukraine kein Mensch, kein Vieh, kein Zentner Getreide, keine Eisenbahnschiene zurückbleiben; daß kein Haus stehen bleibt, kein Bergwerk vorhanden ist, das nicht für Jahre gestört ist, kein Brunnen vorhanden ist, der nicht vergiftet ist. Der Gegner muß wirklich ein total verbranntes und zerstörtes Land vorfinden.“

Vor allem die Ukraine wurde so gründlich verwüstet und ausgeplündert, wie das in diesen langen Kriegsjahren noch nie geschehen war. Dörfer und Städte wurden abgebrannt, Brücken gesprengt, Eisenbahnlinien aufgerissen, Brunnen vergiftet, Industrie- und Energieanlagen zerstört, alles, was sich irgendwie mitnehmen ließ, wurde abtransportiert, nicht nur die Ressourcen und Produkte aus Industrie und Landwirtschaft, sondern auch die menschlichen Arbeitskräfte. Ein junger Infanterist schrieb im September 1943 an seine Frau:

„Auf dem gegenüberliegenden Ufer des Flusses brennt alles bereits seit Tagen lichterloh, denn Du mußt wissen, daß alle Städte und Dörfer in jenen Gebieten, die wir jetzt räumen, in Brand gesteckt werden, auch das kleinste Haus im Dorf muß fallen. Alle großen Gebäude werden gesprengt. Der Russe soll nichts als ein Trümmerfeld vorfinden.“

Ein anderer Zeitzeuge berichtet:

„Der Verkehr auf der Rollbahn zeigt Bilder, die man nie vergessen kann. Menschen und Tiere aus einem riesigen Gebiet, das dem Feinde überlassen wurde, strömen alle nach Westen. Der Russe wird ein leeres ödes Land vorfinden. Jedes Dorf und jede Hütte geht in Flammen auf.“

Der Kommandeur der 296. Infanteriedivision befahl „jedem Soldaten hinter H.K.L zur Auflage zu machen, täglich in den frühen Morgenstunden 100 Kartoffelstöcke auszureißen“ er wolle „bis zum 9. August 1943 abends“ „kein stehendes Getreide- und Kartoffelfeld“ mehr sehen.
Nach Wegner gab es jedoch auch gegensätzliche Befehle, um „der jedes militärische vertretbare Maß überschreitenden Zerstörungswut der Truppe Herr zu werden“. Der General Gotthard Heinrici schrieb am 27. Oktober 1943 an seine Frau:

„Unsere Leute bilden sich noch ein, verdienstlich zu handeln, wenn sie alles vernichten. Dabei bringen sie nur Schande und Rache über das deutsche Volk. Aber sie sind wie die Verrückten. Ich habe bei Smolensk versucht, dies zu steuern, und Einhalt zu gebieten. Es war menschenunmöglich. Jeder Troßknecht glaubte sich auf Führerbefehl hier zum Brandstifter berufen.“

Für Christian Hartmann wollten Hitler und seine Entourage möglichst große Teile des Gegners mit in ihren Untergang reißen, als eine Art „kollektives Selbstmordprogramm“. Für den Historiker Bernd Wegner gingen dagegen „militärische Notwendigkeit, professionell organisierte Devastation, individueller Zerstörungsrausch und politisch-ideologischer Vernichtungswille“ eine „kaum mehr auflösbare Symbiose“ ein.

## Verlauf 1944

### Rückeroberungen der Roten Armee

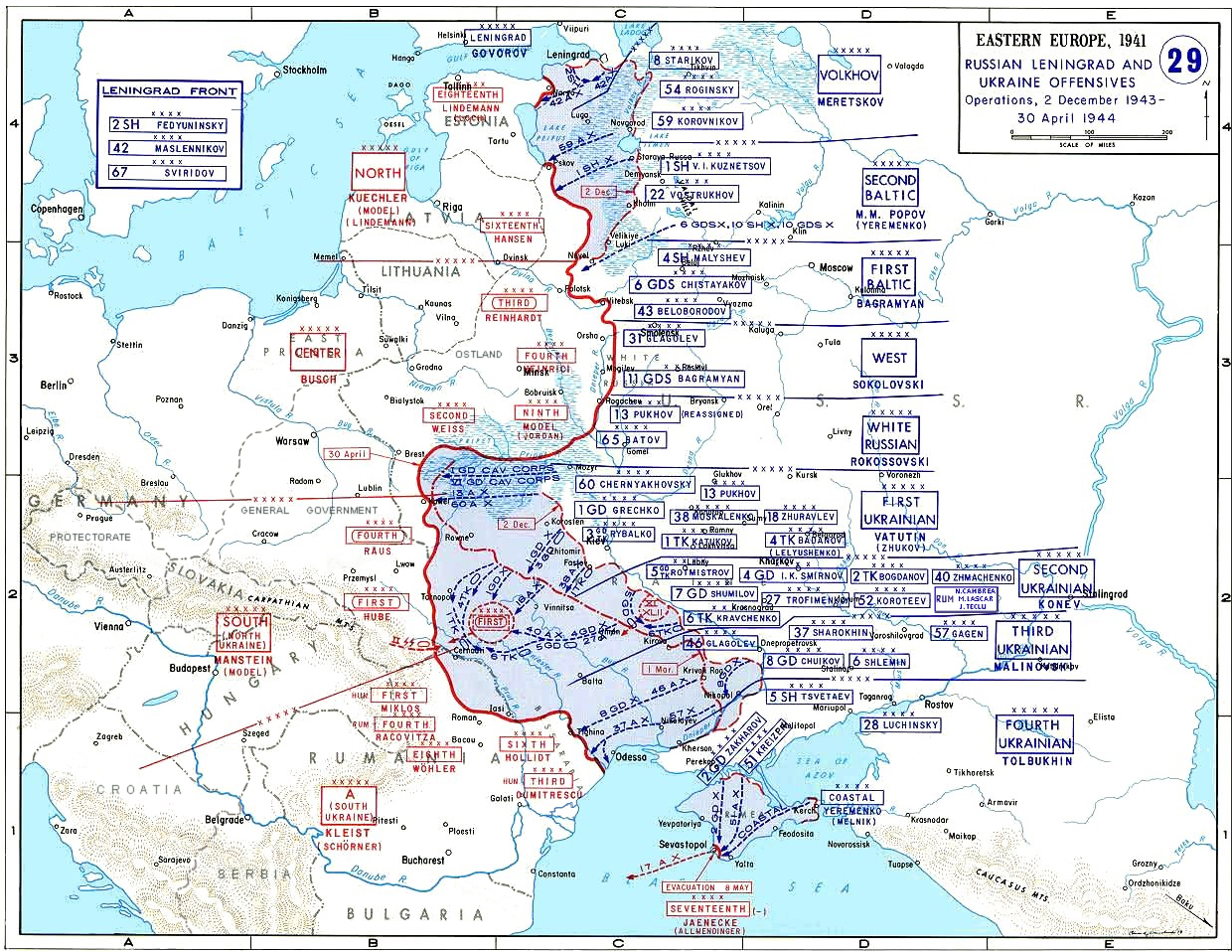
Sowjetische Geländegewinne von Dezember 1943 bis Ende April 1944

Für das Jahr 1944 verzichtete die sowjetische Führung auf einen einzigen Entscheidungsschlag und plante stattdessen eine Serie zeitlich gestaffelter operativer Schläge, die sich kaskadenartig von Nord nach Süd fortsetzten. Damit verwirrte sie die deutsche Aufklärung, verhinderte das Verschieben von Reserven, vermied Risiken, verschob aber damit das Kriegsende. Im Nachhinein wurden sie von der sowjetischen Kriegspropaganda als „die zehn stalinschen Schläge“ bezeichnet.
Am 14. Januar begann der sowjetische Angriff auf den deutschen Belagerungsring um Leningrad. 900 Tage hatte die Stadt ausgeharrt und konnte nur im Winter über den zugefrorenen Ladogasee mit Nachschub versorgt werden. Die Rote Armee setzte nun nach: Ihre Frühjahrsoffensive (Leningrad-Nowgoroder Operation) brachte weitere Gebietsgewinne, und die Wehrmacht musste sich bis zum Peipus-See weiter zurückziehen. Im Süden wurden die deutschen Heeresgruppen in der Ukraine durch fortgesetzte sowjetische Offensiven während der Dnepr-Karpaten-Operation weit zurückgeworfen. Immer häufiger gelang es der Roten Armee jetzt, größere deutsche Verbände einzukesseln, wie bei Tscherkassy/Korsun und Kamenez-Podolski (in beiden Fällen gelang es allerdings den Deutschen, nach schweren Verlusten aus dem Kessel auszubrechen). Die Einkesselungen waren nicht zuletzt den Haltebefehlen geschuldet, die Hitler ausgab. Bis Ende April wurden weite Teile der Westukraine von der Roten Armee befreit und die Ausläufer der Karpaten und die Grenzen des rumänischen Besatzungsgebiets Transnistrien erreicht. Deutschlands Verbündete Ungarn und Rumänien wurden von nun ab wieder verstärkt in die Kämpfe einbezogen. Zuvor war am 19. März Ungarn von deutschen Truppen in einer Operation unter dem Decknamen Margarethe besetzt und die Regierung Kállay gestürzt worden, um den Waffenstillstand eines weiteren Landes mit den Westalliierten nach dem Vorbild Italiens zu verhindern.
Vom 9. April an konzentrierten sich die sowjetischen Anstrengungen auf die Rückeroberung der Krim. Zu diesem Zeitpunkt war mit Odessa der wichtigste bis dahin noch in deutschen Händen verbliebene Versorgungshafen für die Truppen auf der Halbinsel verlorengegangen. In der Schlacht um die Krim gelang der Roten Armee bis zum 12. Mai die vollständige Rückeroberung der Halbinsel. Die deutsche 17. Armee, in der auch rumänische Truppen kämpften, wurde praktisch vernichtet, mehr als 60.000 überlebende Soldaten gingen in Kriegsgefangenschaft.
Nach einer kurzen Ruhephase während der schlammigen Frühjahrszeit begannen die großen sowjetischen Sommeroffensiven des Jahres 1944. Am 9. Juni begann der Angriff der Roten Armee gegen die finnische Front auf die karelischen Landenge (Wyborg-Petrosawodsker Operation), die jedoch am 9. August noch östlich der alten Grenze von 1940 zum Stehen kam. Die am 6. Juni 1944 erfolgreich durchgeführte Landung („Operation Overlord“) der Alliierten in der Normandie führte zu einer dritten Front gegen das Deutsche Reich und erforderte aufgrund hoher deutscher Verluste massive Truppenverlegungen von der Ost- an die Westfront. Damit verlor für die deutsche Kriegsführung der östliche Kriegsschauplatz den Vorrang, und nur noch etwa die Hälfte des deutschen Heeres befand sich im Osten.

### Zerschlagung der Heeresgruppe Mitte

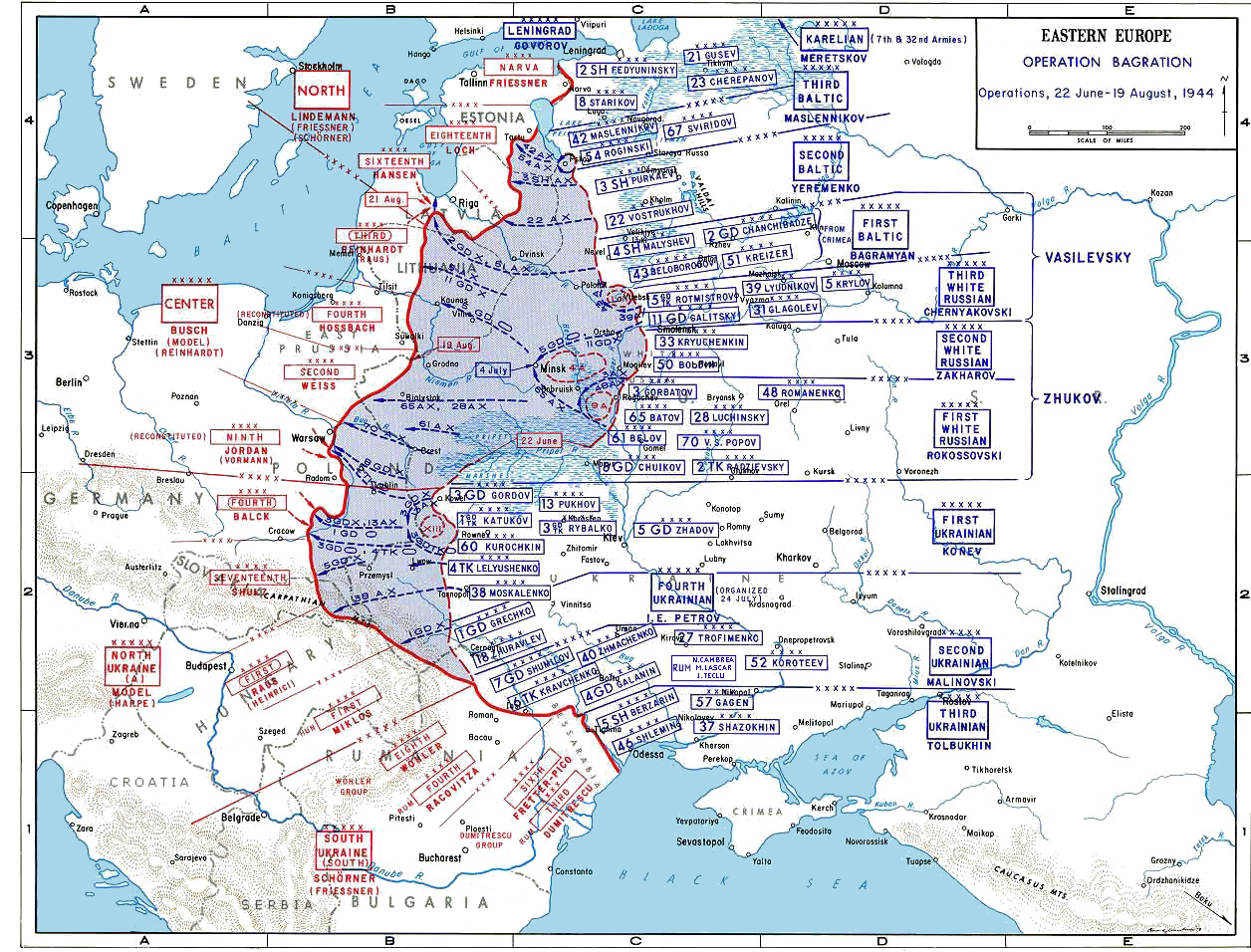
Gewinne im Zuge der Operation Bagration und damit verbundener Operationen bis zum 19. August 1944

Die Rote Armee war aus personeller und materieller Sicht inzwischen so überlegen, dass sie zeitweise an der gesamten Front zu großen Offensiven befähigt war. Während der Angriff an der finnischen Front noch andauerte, begann die Sowjetunion daher eine größere Einkesselungsschlacht unter dem Decknamen „Operation Bagration“ im Mittelabschnitt, welche die Zerschlagung der Heeresgruppe Mitte zum Ziel hatte. Am 23. Juni brachen die Angreifer durch die Verteidigungsfront und kesselten große deutsche Verbände bei Witebsk und Bobruisk ein. Am 29. Juni kapitulierten diese Truppen, woraufhin die Heeresgruppe Mitte praktisch aufgelöst wurde und die Rote Armee bis kurz vor Warschau und an die Grenzen zu Ostpreußen vorstoßen konnte.
Für die sowjetische Partisanenbewegung war diese Offensive Höhe- und Endpunkt zugleich. Mindestens 10.500 Sabotageaktionen in der Nacht auf den 20. Juni gegen Eisenbahnen, Brücken und Nachrichtenverbindungen bereiteten die sowjetische Offensive vor. Nach der Niederlage der deutschen Verbände war die deutsche Herrschaft auf sowjetischem Gebiet, abgesehen von kleineren Gebieten im Baltikum, beendet. Diese Niederlage der Wehrmacht war verheerender und folgenreicher als die Schlacht um Stalingrad eineinhalb Jahre zuvor, denn die Wehrmacht verlor im Vergleich dazu mehr Soldaten (schätzungsweise 200.000 Tote und 300.000 Gefangene) und Gerät; die ganze Ostfront geriet ins Wanken. Aus militärischer Sicht war der Krieg damit für die Wehrmacht unwiderruflich verloren: war ein deutscher Sieg bereits spätestens ab 1943 unerreichbar, so war ab dem Sommer 1944 die totale Niederlage unvermeidlich geworden. Dies war einem Großteil der Wehrmachtsgeneräle auch durchaus bewusst, trotzdem wurde der Kampf fortgesetzt.
Am 3. Juli eroberte die Rote Armee Minsk zurück und kesselte die Reste der deutschen 4. Armee ein, die bald darauf kapitulierten. Weiter südlich drangen im Rahmen der Lwiw-Sandomierz-Operation sowjetische Verbände ab dem 13. Juli in Galizien bis Lemberg vor und erreichten schließlich die Weichsel.

### Attentat auf Hitler
Angesichts der unübersehbar aussichtslosen militärischen Gesamtlage zeigten mehrere deutsche Offiziere nun ihre Bereitschaft, unter bestimmten Umständen den Krieg gegen Hitlers Willen zu beenden, um weitere sinnlose Opfer zu vermeiden. Häufig wurde als Bedingung hierfür die Verhaftung oder der Tod Hitlers genannt, da nur unter diesen Umständen an einen Verhandlungsfrieden zu denken sei. Weiterhin gab es seitens der Generalität Überlegungen, mit den Westalliierten einen Separatfrieden zu schließen, um gemeinsam gegen das Vorrücken der Roten Armee und somit des Kommunismus nach Mitteleuropa vorzugehen. Inwiefern sich die Westalliierten diesem Vorhaben angeschlossen hätten, ist zweifelhaft, da 1943 auf der Konferenz von Casablanca als gemeinsames alliiertes Kriegsziel die bedingungslose Kapitulation Deutschlands festgelegt worden war.
Am 20. Juli 1944 versuchte Oberst Claus Schenk Graf von Stauffenberg, Hitler im Hauptquartier Wolfsschanze in Ostpreußen durch einen Sprengsatz zu töten. Henning von Tresckow, Generalstabsoffizier der Heeresgruppe Mitte, war als ein enger Vertrauter von Stauffenberg an der Planung des Anschlages beteiligt. Von Tresckows Erlebnisse an der Ostfront trugen wesentlich zu seiner Haltung gegen die Fortführung des Krieges bei. Hitler überlebte das Attentat durch eine ungünstige Platzierung der Bombe, der anschließende Versuch eines Staatsstreiches in Berlin, „Unternehmen Walküre“, scheiterte ebenfalls. Die unmittelbaren Attentäter wurden sofort hingerichtet. Bis zum Kriegsende kam es durch den Volksgerichtshof unter Roland Freisler zu über 200 Todesurteilen, die im Zusammenhang mit dem Attentat standen, darunter war unter anderem Erich Hoepner, der ehemalige Befehlshaber der Panzergruppe IV. Unter den Verhafteten befanden sich auch zahlreiche Protagonisten des Krieges im Osten. Mehreren populären deutschen Generälen wurde aufgrund ihrer angeblichen oder tatsächlichen Mitwisserschaft der Selbstmord nahegelegt, darunter dem ehemaligen Oberbefehlshaber der Heeresgruppe Mitte Günther von Kluge und wohl auch dem „Wüstenfuchs“ Erwin Rommel, die beide zu diesem Zeitpunkt mit der Abwehr der Invasion in der Normandie beauftragt waren.

### Warschauer Aufstand

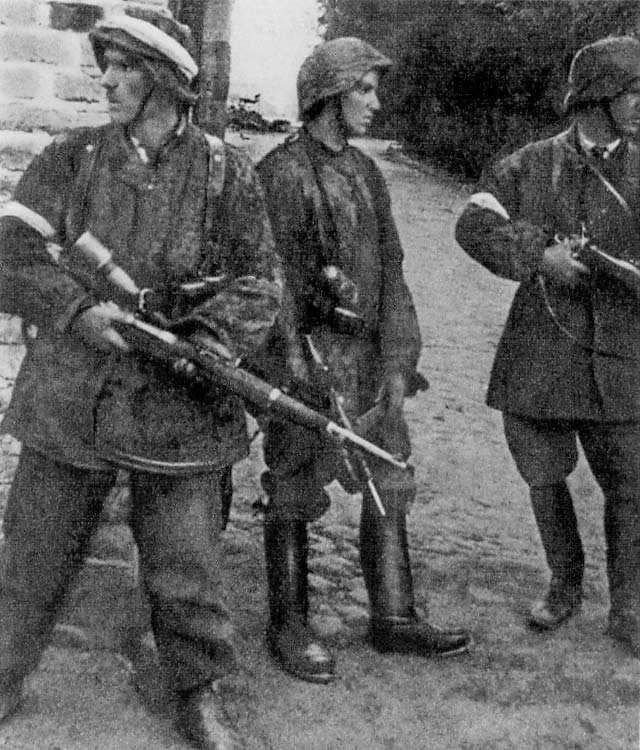
Mitglieder des Bataillons Zośka der Heimatarmee während des Warschauer Aufstandes, 5. August 1944

Am 1. August begann unter der Führung General Graf Tadeusz Komorowskis, genannt „Bór“, der Warschauer Aufstand. Dieser war Teil der Aktion „Burza“ (Gewitter) der aus dem Untergrund operierenden Polnischen Heimatarmee. Bis zum 2. Oktober wurde der Aufstand unter Leitung des SS-Obergruppenführers Erich von dem Bach-Zelewski blutig niedergeworfen. Die Zahl der getöteten Kämpfer auf beiden Seiten (etwa 15.000 bis 30.000) stand in keinem Verhältnis zu den Opfern unter der Zivilbevölkerung (über 200.000); die polnische Hauptstadt wurde während der andauernden Kämpfe und insbesondere danach auf Hitlers Befehl systematisch fast vollständig zerstört.
Die „klassische“ westliche Sicht zu diesem Aufstand (die später unter anderem von Churchill selbst vertreten wurde) wirft Stalins Regierung vor, die Zerschlagung des Aufstands durch die Wehrmacht absichtlich nicht verhindert zu haben, um antikommunistische Kräfte in Polen zu schwächen. Der britische Historiker Richard Overy schrieb dagegen 1997, die Möglichkeiten der Roten Armee seien zu diesem Zeitpunkt, nach der umfangreichen und raumgreifenden Offensive gegen die Heeresgruppe Mitte, begrenzt gewesen; durchaus erfolgte Entlastungsangriffe seien am deutschen Widerstand gescheitert und die polnische Heimatarmee habe es zudem abgelehnt, ihre Aktivitäten mit sowjetischen und kommunistischen polnischen Einheiten zu koordinieren.

### Balkan, Baltikum und Ungarn
Mit dem Beginn der Operation Jassy-Kischinew im August marschierte die Rote Armee in Rumänien ein und vernichtete die (neue) deutsche 6. Armee bei Chișinău. Mit dem Königlichen Staatsstreich am 23. August 1944 wechselte König Michael von Rumänien die Fronten, und Rumänien erklärte Deutschland den Krieg. Am 8. September wurde die sowjetische Ostkarpatische Operation eingeleitet. Die Erfolge der Roten Armee zwangen die Wehrmacht dadurch zum Rückzug aus Griechenland, am 13. Oktober rückten britische Einheiten in Athen ein. Am 5. September erklärte die Sowjetunion Bulgarien den Krieg und am 8. September rückte die Rote Armee daraufhin in Bulgarien ein; dort wurde am 9. September ein kommunistischer Staatsstreich inszeniert und die Rote Armee marschierte am 15. September in Sofia ein. Ein weiterer Verbündeter Deutschlands fiel an diesem 19. September weg, als Finnland einen Waffenstillstand mit der Sowjetunion schloss und Deutschland gleichfalls den Krieg erklärte, welcher im Lapplandkrieg mündete. Am 7. Oktober begann im Norden die Petsamo-Kirkenes-Operation. Am 20. Oktober eroberten sowjetische Einheiten und jugoslawische Partisanen unter Tito die Hauptstadt Belgrad und zwangen die deutsche Heeresgruppe E zum Rückzug bis zur Drina (siehe Belgrader Operation).
Im Norden zog sich die Heeresgruppe Nord am 13. Oktober aus Riga nach Kurland zurück. Ab dem 20. Oktober, als die Rote Armee zur Mündung der Memel vorstieß, war sie vom Rest der Ostfront durch die Baltische Operation abgeschnitten, konnte aber von der Roten Armee in zahlreichen Kämpfen nicht vernichtet werden (vgl. Kurland-Kessel).
In Ostpreußen kam die Offensive der Roten Armee im Oktober nach anfänglichen Erfolgen vorerst zum Erliegen. In diesen Tagen griff der Deutsch-Sowjetische Krieg zum ersten Mal auf deutsches Reichsgebiet über. Die Panzerspitzen des Generalobersten Iwan D. Tschernjachowski schoben sich Richtung Königsberg bis Gumbinnen, Goldap und Nemmersdorf vor, konnten jedoch von der 4. Armee (Hoßbach) zeitweilig zurückgedrängt werden. Bilder von durch sowjetische Truppen verübten Gräueltaten wurden aus propagandistischen Gründen von der Deutschen Wochenschau der Öffentlichkeit gezeigt („Massaker von Nemmersdorf“). Damit sollte der Kampfgeist und Durchhaltewillen der deutschen Bevölkerung gestärkt werden.
In der ungarischen Hauptstadt Budapest wurden am 24. Dezember 1944 70.000 deutsche und ungarische Soldaten eingeschlossen. Mehrere deutsche Entsatzversuche, zum Teil mit den letzten im Reich vorhandenen Reserven, darunter einige SS-Panzerdivisionen, schlugen fehl. Am 11. Februar 1945 endete die 52 Tage dauernde Belagerung von Budapest mit der Einnahme der Stadt durch die Rote Armee.

## Verlauf 1945

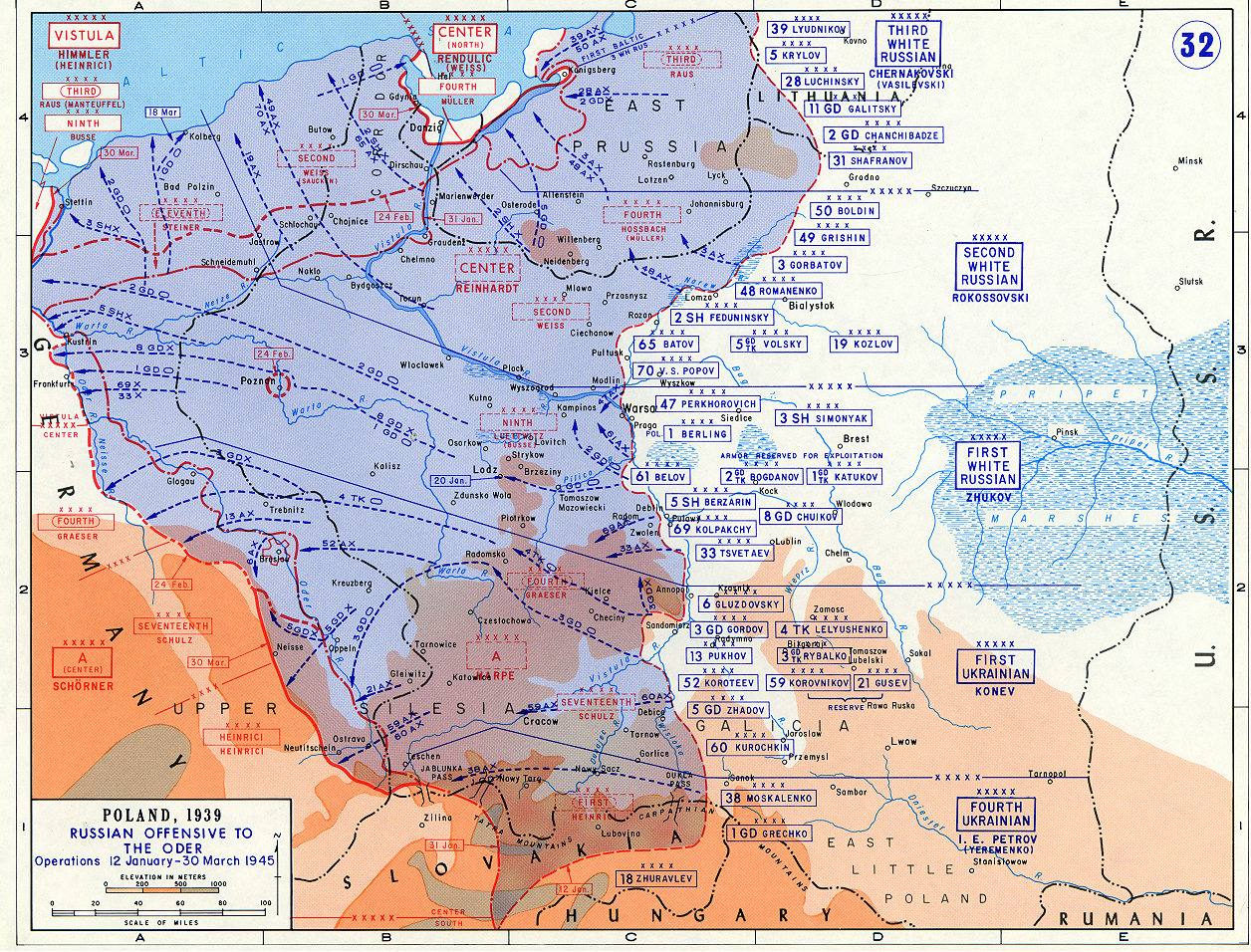
Gewinne der Roten Armee im Zuge der Weichsel-Oder Operation und damit verbundener Operationen bis zum 30. März 1945

Am 12. Januar 1945 begann die Rote Armee aus dem Weichselbrückenkopf bei Baranów mit der breit angelegten Weichsel-Oder-Operation und weiter südlich mit der Westkarpatischen Operation. Am nächsten Tag eröffnete sie die Ostpreußische Operation. Die Westalliierten hatten Stalin in Anbetracht der deutschen Ardennenoffensive um eine Vorverlegung des geplanten Angriffstermins ersucht. Die Wehrmacht war zu diesem Zeitpunkt zusätzlich geschwächt, weil bedeutende Kräfte nach Westen abgezogen waren.
Die Rote Armee stieß von Warschau (Besetzung am 17. Januar) aus nach Norden vor. Nach der Eroberung Tilsits 1945 trennte sie Ostpreußen vom Deutschen Reich. Die deutsche Bevölkerung floh; denn Plünderungen, Morde, Brandschatzungen und Vergewaltigungen durch die Rotarmisten verbreiteten Angst und Schrecken unter den Zivilisten. Da die Gauleiter Erich Koch und Karl Hanke vorbereitende Evakuierungsmaßnahmen verboten hatten, erfolgte die Flucht oft in letzter Minute. Insgesamt wurden im Unternehmen Hannibal über zwei Millionen Flüchtlinge über die Ostsee nach Westen evakuiert. Dabei wurden mehrere Flüchtlingsschiffe, darunter am 30. Januar der Truppentransporter Wilhelm Gustloff, der mehrere Tausend Flüchtlinge und deutsche Soldaten aus Ostpreußen evakuieren sollte, von sowjetischen U-Booten versenkt. Der letzte Evakuierungskonvoi von der Halbinsel Hela (die bis zum Kriegsende von deutschen Truppen gehalten wurde) nach Dänemark mit insgesamt über 40.000 Menschen dauerte vom 5. bis zum 9. Mai 1945.
Die Ostpreußen verteidigende 4. Armee wurde vernichtend geschlagen. Königsberg wurde am 30. Januar eingekesselt und kurzzeitig von deutschen Einheiten entsetzt, fiel aber am 9. April endgültig an die Rote Armee. Hitler forderte, die wichtigsten deutschen Städte als „Festungen“ zu verteidigen, trotz der schlechten Erfahrungen, die man mit der Taktik des Haltens um jeden Preis gemacht hatte; aber Thorn fiel am 1. Februar, Posen in der Schlacht um Posen am 23. Februar, Graudenz am 5. März und Kolberg am 18. März.
Am 27. Januar erreichte die Rote Armee das KZ Auschwitz-Birkenau, das von der SS bereits aufgegeben worden war. Die Lagerinsassen waren zuvor in weiter westlich gelegene Lager „umgesiedelt“ oder auf Todesmärsche geschickt worden; die SS versuchte die Spuren der industriellen Tötung von Menschen zu verwischen. Am selben Tag erreichten erste sowjetische Einheiten Küstrin und damit die Oder.
Nach der sowjetischen Winteroffensive stand die Rote Armee Ende Januar 1945 entlang der Oder und Lausitzer Neiße von Stettin bis Görlitz knapp 80 Kilometer vor Berlin. Im Februar und März brachte die Rote Armee rund 2,5 Millionen Soldaten mit über 6.000 Panzern und 7.500 Flugzeugen für den Angriff auf Berlin in Stellung. Ihnen gegenüber standen rund eine Million deutsche Soldaten mit knapp 800 Panzern sowie Verbände der Russischen Befreiungsarmee unter Andrei Andrejewitsch Wlassow.
In der Schlacht um Ostpommern wurden die rechte Flanke gesichert und die Voraussetzungen für den Angriff auf die Reichshauptstadt Berlin geschaffen. Die Hauptangriffsrichtung aus vorbereiteten Brückenköpfen folgte der Reichsstraße 1 über Seelow direkt nach Berlin. Die Höhen von Seelow bildeten dabei ein steil aufsteigendes, natürliches Hindernis; um diese Höhen wurde eine der blutigsten Schlachten des Zweiten Weltkrieges geschlagen. Die Schlacht um die Seelower Höhen begann am 16. April mit einem der stärksten Artilleriebombardements der Geschichte: rund 18.000 Artilleriegeschütze und Raketenwerfer konzentrierten ihr Feuer auf gerade einmal 4 km Frontlinie. Die zahlenmäßig weit überlegene Rote Armee errang die Oberhand und entschied nach großen Verlusten die Schlacht im Laufe des 18. April für sich.
Unterdessen wurde der sowjetische Belagerungsring um Breslau am 15. Februar geschlossen. Nachdem der Gauleiter Hanke sich mit einem Flugzeug aus der Stadt abgesetzt hatte, fiel die Stadt erst am 6. Mai in die Hände der Roten Armee (Schlacht um Breslau).
Am 6. März versuchte die 6. Panzerarmee mit Unterstützung der 6. Armee (Armeegruppe „Balck“), der 2. Panzerarmee und der Heeresgruppe F eine groß angelegte Offensive (Unternehmen Frühlingserwachen) direkt gegen die gut vorbereitete 3. Ukrainische Front in Ungarn mit dem Ziel, diese über die Donau nach Osten zu drängen. Bis zum 15. März kam der Angriff zum Stehen, ohne das Angriffsziel auch nur ansatzweise erreicht zu haben. Am 16. März begann die sowjetische Gegenoffensive (Wiener Operation), die bis zum 4. April ganz Ungarn eroberte und bald westlich von Wien bei Pressbaum stand. Wien fiel am 13. April in die Hände der Roten Armee, die von Osten aus auch Niederösterreich, das Burgenland und die Steiermark eroberten. Am 8. Mai erreichte sie Graz.
Am 25. April schloss sich der Belagerungsring um Berlin, während sich bei Torgau an der Elbe erstmals sowjetische und US-amerikanische Kampfeinheiten begegneten. Auf deutscher Seite kämpften neben Truppen der Wehrmacht und der Waffen-SS auch der Volkssturm und Einheiten der Hitler-Jugend. Am Morgen des 26. April fand der letzte größere und erfolgreiche deutsche Panzerangriff statt, Bautzen wurde zurückerobert (Schlacht um Bautzen). Am 28. April scheiterte der Versuch der deutschen 12. Armee unter General Walther Wenck, die Hauptstadt zu entsetzen. Am gleichen Tage wurde Mussolini beim Versuch, in die Schweiz zu flüchten, von italienischen Partisanen gestellt und erschossen.
Am 30. April töteten Hitler und Eva Braun sich selbst im Bunker unter der Reichskanzlei. Die Leichname wurden durch SS-Angehörige vor dem Bunker mit Benzin übergossen und verbrannt. In seinem politischen Testament bestimmte Hitler Großadmiral Karl Dönitz zum Reichspräsidenten, der Flensburg-Mürwik als Sitz der geschäftsführenden Reichsregierung wählte. Am 2. Mai streckten unterdessen die letzten Verteidiger von Berlin die Waffen vor der Roten Armee. Das Berliner Reichstagsgebäude wurde bis zuletzt hauptsächlich durch westeuropäische Freiwillige der Waffen-SS verteidigt.
Die über Jugoslawien, Böhmen und Österreich nach Westen abziehenden deutschen Truppen sowie die Freiwilligenverbände des Generals Andrei Andrejewitsch Wlassow wurden zum großen Teil durch die Amerikaner an die Sowjetunion ausgeliefert. Die auf deutscher Seite kämpfende kroatische Armee, die Serbische Staatswache, sowie einige slowenische Hilfsverbände wurden von der britischen 8. Armee an die Titopartisanen übergeben, die mindestens 100.000 Mann ermordeten. Am 8. Mai besetzte die Rote Armee im Zuge der Prager Operation Dresden, am 10. Mai rückten sowjetische Einheiten auch in Prag ein.

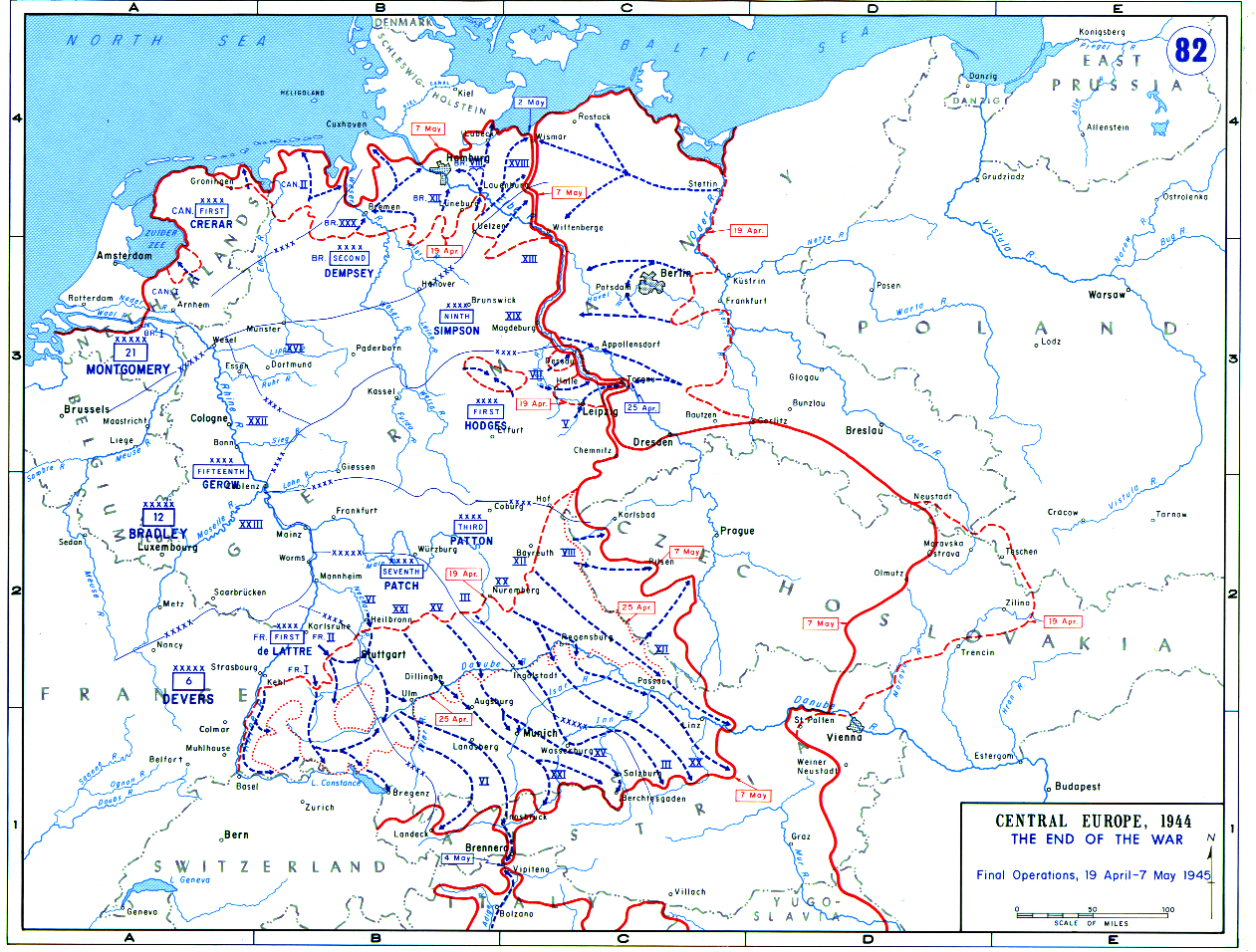
Militärisches Lagebild am Tag der bedingungslosen Kapitulation, dem 7. Mai 1945

Am 7. Mai wurde zwischen 2:39 und 2:41 Uhr im Hauptquartier der westlichen Streitkräfte (SHAEF) im französischen Reims im Beisein des sowjetischen Vertreters Generalmajor Susloparow durch General Jodl im Auftrage Dönitz’ die bedingungslose Kapitulation der deutschen Wehrmacht mit Wirkung zum 8. Mai 1945, 23:01 Uhr unterzeichnet. Am Tage des Inkrafttretens wandte sich Admiral Dönitz in einer Rundfunkansprache an das deutsche Volk:

„Die Grundlagen, auf denen das Deutsche Reich aufbaute, sind zerborsten. Die Einheit von Staat und Partei besteht nicht mehr. Die Partei ist vom Schauplatz ihres Wirkens abgetreten. Mit der Besetzung Deutschlands liegt die Macht bei den Besatzungsmächten.“

Da die UdSSR mit der in Reims ausgefertigten Kapitulationsurkunde nicht zufriedengestellt war, da sie nicht dem in Jalta ausgehandelten Wortlaut folgte und nur für die Wehrmacht, nicht aber wie in Jalta vereinbart, für ganz Deutschland galt, wurde dieser formale Akt nach Inkrafttreten des Waffenstillstands wiederholt. Dazu unterzeichneten in der Nacht zum 9. Mai Vertreter des OKW und der drei Wehrmachtteile (Feldmarschall Wilhelm Keitel, Admiral Hans-Georg von Friedeburg, Generaloberst Hans-Jürgen Stumpff) eine weitere Kapitulationsurkunde vor Vertretern und Zeugen der vier Hauptsiegermächte in der Heerespionierschule Berlin-Karlshorst.
Am 24. Juni 1945 fand auf Anordnung von Stalin die Moskauer Siegesparade von 1945 auf dem Roten Platz statt. Mit 40.000 teilnehmenden Soldaten der Roten Armee, 1850 Militärfahrzeugen und einer Dauer von zwei Stunden war dies die größte jemals abgehaltene Militärparade in der Geschichte der Sowjetunion.

## Massenverbrechen
Ein Großteil der Verbrechen im Deutsch-Sowjetischen Krieg waren keine gewöhnlichen Kriegsverbrechen, da der NS-Staat die im Kriegsvölkerrecht vorausgesetzte Rechtsgleichheit der Gegner schon vor dem Krieg außer Kraft setzte und Massentötungen bereits im Vorfeld ideologisch gewollt, geplant, befohlen, als unvermeidbare Folge einkalkuliert und legitimiert hatte. Die historische Forschung spricht daher von Massenverbrechen, die auch Kriegsverbrechen einschließen.

### Massenmorde an Zivilisten
Nach Angaben von Christian Gerlach ermordeten die deutsche Wehrmacht und die SS allein in Belarus bei Massakern gegen die Zivilbevölkerung 345.000 Menschen, dabei waren die Opfer meist Frauen und Kinder, denn die Männer waren bei der Roten Armee oder bei den Partisanen. In der Regel wurden dabei die Menschen in großen Gebäuden wie Scheunen zusammengetrieben und mit Maschinenpistolen oder Maschinengewehren erschossen. Danach wurden, obwohl viele noch lebten, die Gebäude abgebrannt. So starben beispielsweise in Oktjabrski bei einem solchen Massaker 190 Menschen. Anschließend wurden alle Häuser des Dorfes angezündet. In Belarus wurden auf diese Weise 628 Dörfer vollständig zerstört, in der Ukraine waren es 250. 
Der deutsch-amerikanische Osteuropahistoriker Jochen Hellbeck untersuchte 2025 sowohl die vorhandene wissenschaftliche Literatur zum Vernichtungskrieg 1941 bis 1945 als auch einschlägige Briefe, Tagebücher und andere Ego-Dokumente aus deutschen und russischen Archiven. Er stellt ähnliche Grausamkeiten und Massaker wie Gerlach im Falle von Belarus auch für die von deutschen Truppen und Zivilverwaltung beherrschten anderen besetzten Gebieten der Sowjetunion fest, insbesondere auch der Ukraine und Russlands. Dass die Mehrheit (etwa 15 Millionen) der 27 Millionen Kriegsopfer der UdSSR Zivilisten waren, sieht er als Ergebnis einer extremen Verdichtung von politischen Eroberungs- und Ausbeutungszielen mit einer Ideologie der Entmenschlichung der einheimischen Bevölkerung, die dem „jüdischen Bolschewismus“ zugerechnet wurden oder als angeblich degenerierte Slawen die Rote Armee mit Menschenmassen versorgten und die deutsche Ernährungsbilanz belasteten. Nur so sei das Aushungern und Erschießen von Millionen sowjetischer Zivilisten möglich gewesen.

### Partisanenkrieg

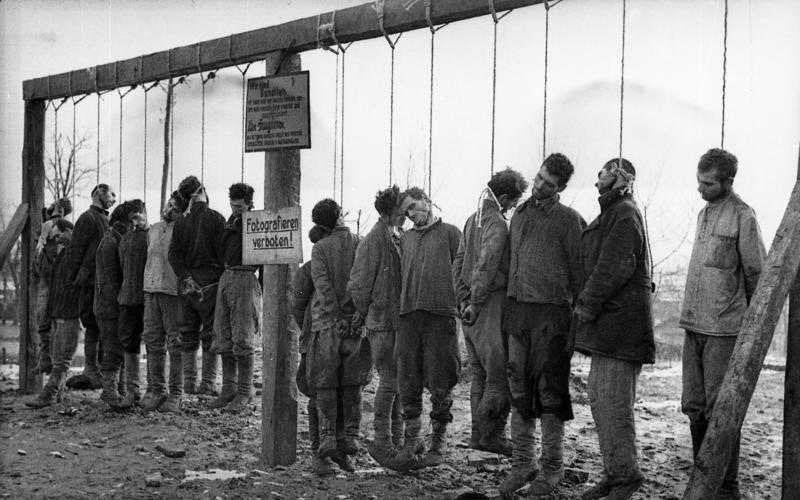
Hinrichtung gefangener sowjetischer Partisanen, Januar 1943

In Polen, auf dem Balkan und in der Sowjetunion hatten die deutschen Besatzer von vornherein verbrecherische Ziele. Der „Generalplan Ost“ sah die Dezimierung der slawischen Bevölkerung um etwa 30 Millionen und die Unterdrückung der verbleibenden Menschen vor. Die Maßnahmen der Deutschen waren brutal: Die Schulen oberhalb der vierten Klasse in den eroberten Gebieten der Sowjetunion wurden geschlossen, die Juden erschossen, Zwangsarbeiter wurden in das Deutsche Reich gebracht und die Kriegsgefangenen wurden menschenunwürdig behandelt.
Dies steigerte den Hass der Bevölkerung gegen die deutschen Besatzer. In der Sowjetunion, in Griechenland und in Jugoslawien (unter Marschall Tito) kämpften Partisanenarmeen, teils waren sie kommunistisch, teils nationalistisch. Die polnische Heimatarmee allerdings konnte nur auf wenig Unterstützung von außen hoffen. Aus dem ständigen Kleinkrieg gegen die deutsche Armee gingen die Partisanen häufig als Sieger hervor.
Der Hauptkampf der sowjetischen Partisanen richtete sich gegen den deutschen Nachschub sowie gegen die wirtschaftliche Ausnutzung des Landes. Nach einer Aktennotiz des Befehlshabers des Rückwärtigen Heeresgebietes der Heeresgruppe Mitte Max von Schenckendorff vom 6. September 1942 sank durch die Partisanen die Transportleistung der Bahn unter 50 % und die direkte Versorgung der Armee auf zwei Drittel.
Da Partisanen nicht als Kombattanten im Sinne der Haager Landkriegsordnung galten, wurden sie nicht als Kriegsgefangene behandelt. Gefangene Partisanen oder als Partisanen Verdächtigte wurden hingerichtet. Häufig folgten Partisanenangriffen brutale Bestrafungsaktionen, sogenannte „Sühnemaßnahmen“, gegen die Zivilbevölkerung. Gegen Ende des Krieges konnten die Partisanen größere Gebiete von den deutschen Besatzern befreien. Unter dem Tarnmantel der sogenannten Partisanenbekämpfung wurden auch unter Einbeziehung von Wehrmachtangehörigen gleich weitere unliebsame Personen liquidiert. Im Rahmen dieser Partisanenbekämpfung diente das Unternehmen Bamberg als „Pilotprojekt“ für sogenannte Großunternehmen gegen Partisanen. Bei dieser im März 1942 u. a. von der 707. Infanterie-Division unter Generalmajor Gustav Freiherr von Bechtolsheim durchgeführten Aktion, mit der die Wehrmacht erstmals in großem Maßstab gegen sowjetische Partisanen vorging und den Holocaust durchführen half, hatte die Zivilbevölkerung den größten Teil der Todesopfer zu beklagen. Ihr folgten bis 1944 ca. 50 weitere solche großen Partisanenbekämpfungsaktionen in Weißrussland, die zusammen mindestens 150.000 Menschen den Tod brachten, ganz überwiegend Zivilisten.

### Holocaust
Die im Frühjahr 1941 aufgestellten vier deutschen Einsatzgruppen A, B, C und D begannen unmittelbar nach Kriegsbeginn mit Massenmorden an Juden und Kommunisten oder an als solche betrachteten Personen hinter der Front. Sie berichteten Hitler auf seinen Befehl regelmäßig darüber und ermordeten im ersten Kriegsjahr nach eigenen Angaben fast eine Million Menschen. Die Wehrmacht verhielt sich unterschiedlich; einige Kommandeure gaben die Befehle nicht weiter, andere unterstützten die SS aktiv. Soldaten, die sich weigerten, an den Mordaktionen teilzunehmen, wurden in der Regel jedoch nicht bestraft, mussten aber teilweise Nachteile in Kauf nehmen.
Der international renommierte britische Historiker und Hitlerbiograph Ian Kershaw resümiert den Zusammenhang dieses Krieges mit dem Holocaust wie folgt:

„Es war kein Zufall, dass der Krieg im Osten zu einem Genozid führte. Das ideologische Ziel der Auslöschung des ‚jüdischen Bolschewismus‘ stand im Mittelpunkt, nicht am Rande dessen, was man bewusst als einen Vernichtungskrieg angelegt hatte. Er war mit dem militärischen Feldzug untrennbar verbunden. Mit dem Anrücken der Einsatzgruppen, das in den ersten Tagen des Angriffs einsetzte und durch die Wehrmacht unterstützt wurde, war die völkermordende Natur dieser Auseinandersetzung bereits eingeleitet. Die deutsche Kriegführung im Russlandfeldzug sollte sich schnell zu einem umfassenden Völkermordprogramm entwickeln, wie es die Welt noch nie gesehen hatte. Hitler sprach während des Sommers und Herbstes 1941 zu seinem engeren Gefolge häufig in den brutalsten Ausdrücken über die ideologischen Ziele des Nationalsozialismus bei der Zerschlagung der Sowjetunion. Während derselben Monate äußerte er sich bei zahllosen Gelegenheiten in seinen Monologen immer wieder mit barbarischen Verallgemeinerungen über die Juden. Das war genau die Phase, da aus den Widersprüchen und dem Mangel an Klarheit in der antijüdischen Politik ein Programm zur Ermordung aller Juden im von den Deutschen eroberten Europa konkrete Gestalt anzunehmen begann.“

Dem US-amerikanischen Holocaustforscher Christopher Browning zufolge „setzten die Vorbereitungen auf das ‚Unternehmen Barbarossa‘ eine Kette von verhängnisvollen Ereignissen in Gang, und der mörderische ‚Vernichtungskrieg‘ führte dann rasch zum systematischen Massenmord, zuerst an den sowjetischen und bald darauf auch an den anderen europäischen Juden“. Dabei zeigen Forschungsergebnisse einer internationalen Historikerkommission 2010, dass „nach dem Überfall auf die Sowjetunion im Juni 1941 das Auswärtige Amt die Initiative zur Lösung der ‚Judenfrage‘ auf europäischer Ebene“ ergriffen hatte.
Der MGFA-Historiker Rolf-Dieter Müller schrieb in doppelter Hinsicht von dem „anderen Holocaust“. Zum einen sei das „Unternehmen Barbarossa“ von vornherein als Eroberungs- und Vernichtungskrieg geplant und geführt worden und den Bürgern der Sowjetunion als „slawische Untermenschen“ ein ähnliches Schicksal wie den Juden zugedacht worden. Zum anderen habe bald nach Beginn des Russlandfeldzugs die planmäßige Ermordung der Juden selbst im Fokus der Verbrechen gestanden. Während der deutschen Besatzungszeit wurden in den von Deutschland okkupierten Territorien der damaligen UdSSR ca. drei Millionen Juden umgebracht. 350.000 bis 500.000 Juden kämpften im Laufe der Jahre 1941–1945 in verschiedenen Positionen in der roten Armee im Deutsch-Sowjetischen Krieg, darunter auch viele Frauen. Ihre Zeitschrift, herausgegeben vom „jüdischen antifaschistischen Komitee“, schrieb auf jiddisch, der Krieg sei „Far zayn foterland un zayn yidishn folk“.

### Vergewaltigungen

#### Wehrmacht
Vergewaltigungen durch Soldaten der Wehrmacht blieben bis Anfang der 2000er-Jahre weitgehend unerforscht. Der Historiker und Holocaustforscher Omer Bartov erinnert an eine Kampagne in der Wehrmacht, beispielsweise seitens der Division Großdeutschland, der 18. Panzer-Division oder der 12. Infanterie-Division, die Soldaten von einer „Fraternisierung“ mit sowjetischen Frauen abzuhalten. Beziehungen zu sowjetischen Frauen waren untersagt, weil diese „rassisch minderwertig“ seien. Die Truppen wurden angewiesen, stärkste Zurückhaltung zu üben. Die Verbreitung von Geschlechtskrankheiten sollte damit verhindert werden. Auch verdächtigte man Frauen der Agentinnen- oder Partisanentätigkeit. Deutsche Soldaten, die einer Vergewaltigung überführt waren, wurden mit vier bis zu acht Jahren Haft bestraft (Urteil gegen Sanitäts-Soldat an der Westfront). Das deutsche Strafrecht galt für Soldaten im Krieg.
Birgit Beck sieht im Problem der „dürren“ Quellenlage, dass die zuständigen Disziplinarvorgesetzten bei der Wehrmacht offenbar nicht immer interessiert waren, „sexuelle Gewalt gegen Zivilisten unnachgiebig zu verfolgen und zu ahnden, da im Rahmen des rassenideologisch motivierten Eroberungs- und Vernichtungskrieges die Demütigung der Bevölkerung einen festen Bestandteil der Kriegsführung darstellt.“ In ihrer 2004 publizierten Dissertation zu sexueller Gewalt von Wehrmachtsoldaten weist Beck darauf hin, dass vor allem der Kriegsgerichtsbarkeitserlass vom 13. Mai 1941, der Straftaten deutscher Soldaten gegen sowjetische Zivilisten dem militärgerichtlichen „Verfolgungszwang“ entzog, damit die Grundlage für die Strafverfolgung sexueller Delikte zerstörte und ihre Erfassung weitgehend verhinderte. Vergewaltigungen sowjetischer Frauen durch deutsche Soldaten seien am häufigsten „im Rahmen der Einquartierungen in zivile Häuser, bei angeordneten Requirierungen oder im Zusammenhang mit Plünderungen“ erfolgt. Regina Mühlhäuser bestätigt in ihrer einschlägigen, speziell auf den Deutsch-Sowjetischen Krieg bezogenen Dissertation 2010 diese Befunde und stellt fest, dass die wenigsten von Wehrmachtsoldaten begangenen sexuellen Gewalttaten disziplinarische Konsequenzen nach sich zogen oder gerichtlich geahndet wurden. Dies beruhe auch darauf, dass dominantes männliches Sexualverhalten „als Ausdruck von soldatischer Stärke betrachtet wurde“ und deshalb „die Truppenführer sowie die Führungen von Wehrmacht und SS sexuelle Gewalttaten in weiten Teilen in Kauf genommen“ hätten. Die Sowjetunion legte in und nach dem Krieg dokumentierte Fälle von Notzuchtverbrechen vor. Diese ließen jedoch offen, ob Wehrmacht-, SS- oder Polizei-Verbände diese Verbrechen begangen hatten. Zudem wurden ausschließlich Augenzeugenberichte übergeben.

#### Rote Armee
Catherine Merridale und Norman M. Naimark schätzten die Zahl der von sowjetischen Soldaten vergewaltigten deutschen Frauen auf mehrere Hunderttausend, Heinz Nawratil und Barbara Johr auf zwei Millionen. Zahlreiche Familien entzogen sich der Gewalt durch Suizid. In Budapest wird die Zahl der vergewaltigten Frauen auf 50.000 geschätzt, viele davon wurden ermordet. Die nationalsozialistische Propaganda unter Joseph Goebbels charakterisiert die sowjetischen Soldaten als Vergewaltiger, die deutsche Mädchen und Frauen in unvorstellbarer Zahl schändeten, um „das Bild der Roten Armee als einer asiatischen Horde zu verstärken“.

### Behandlung der sowjetischen Kriegsgefangenen

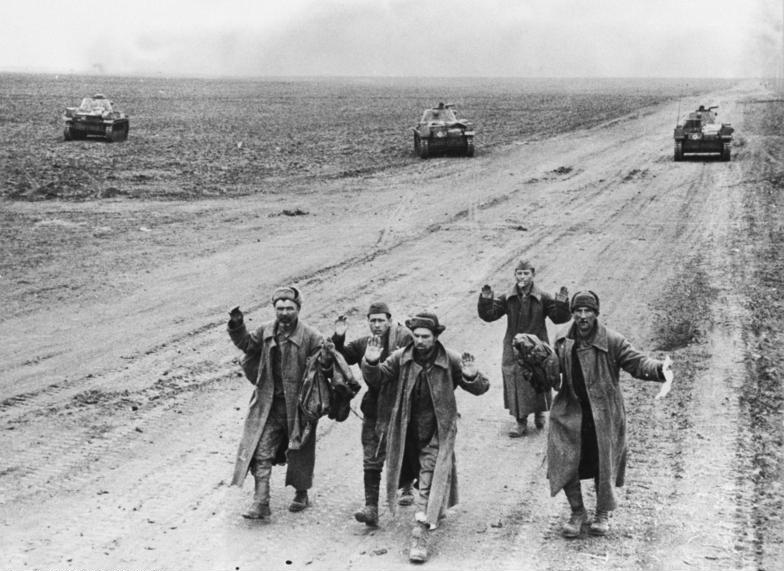
Fünf Rotarmisten bei ihrer Gefangennahme, Krim, Mai 1942

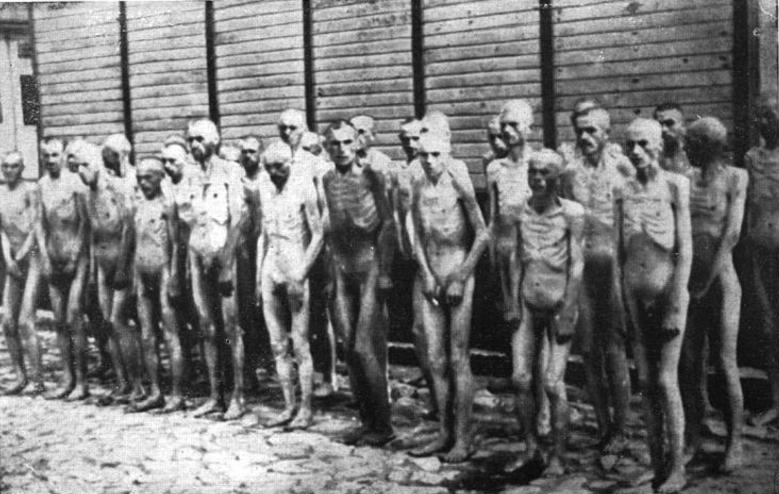
Ausgehungerte sowjetische Kriegsgefangene im KZ Mauthausen

Obwohl das Genfer Abkommen über die Behandlung der Kriegsgefangenen vom 27. Juli 1929 für die Unterzeichner auch gegenüber Staaten bindend war, die ihm nicht beigetreten waren, wurde es gegenüber sowjetischen Soldaten nicht angewendet. Auch laut Haager Landkriegsordnung (HLKO) von 1907, die als Völkergewohnheitsrecht angesehen wurde, hätten die kriegsgefangenen Angehörigen der sowjetischen Streitkräfte entsprechend der HLKO behandelt werden müssen, zumal die Sowjetunion am 17. Juli 1941 erklärte, „sie wolle auf der Basis der Gegenseitigkeit die HLKO einhalten, der sie bis dahin nicht beigetreten war“ – doch in einer „von Hitler selbst formulierten Antwortnote“ lehnte die deutsche Seite am 21. August 1941 brüsk ab, denn „es lag nicht in Hitlers Interesse, auf diesem Kriegsschauplatz kriegsvölkerrechtliche Regeln gelten zu lassen.“ Entsprechend verfügten bereits die „Bestimmungen über das Kriegsgefangenenwesen“ vom 16. Juni 1941: „Der Bolschewismus ist der Todfeind des nationalsozialistischen Deutschland. Daher rücksichtsloses und energisches Durchgreifen bei den geringsten Anzeichen von Widersetzlichkeit, insbesondere gegenüber bolschewistischen Hetzern. Restlose Beseitigung jedes aktiven und passiven Widerstandes.“ In einer vom OKW am 8. September 1941 verschärften „Anordnung für die Behandlung sowjetischer Kriegsgefangener“ wurde verfügt: „Der bolschewistische Soldat hat jeden Anspruch auf Behandlung als ehrenvoller Soldat nach dem Genfer Abkommen verloren […] Waffengebrauch gegenüber sowjetischen Kriegsgefangenen gilt in der Regel als rechtmäßig.“ Der so genannte Kommissarbefehl führte dazu, dass SS-Einsatzkommandos die Gefangenenlager nach Politkommissaren und anderen „politisch untragbaren“ Personen durchkämmten. Diese Gefangenen wurden einer „Sonderbehandlung“ zugeführt, das heißt, sie wurden in Konzentrationslager überführt und dort meist sofort erschossen.
Nach den großen Kesselschlachten der ersten Monate befanden sich sowjetische Kriegsgefangene zu Hunderttausenden, meist unter freiem Himmel, in sogenannten Stammlagern (Stalags) und Durchgangslagern (Dulags, in denen sie oft „nicht nur zur vorübergehenden Durchschleusung, sondern langfristig untergebracht waren.“) Bis Mitte Dezember 1941 waren 3,35 Millionen Rotarmisten in deutsche Gefangenschaft geraten. Aufgrund ideologischer Vorgaben und kriegswirtschaftlichem Kalkül „rangierten sowjetische Kriegsgefangene“ neben den Juden und anderen „rassisch missliebigen Menschen […] auf einer rassenideologisch geprägten Ernährungspyramide (am) unteren Ende der zur Vernichtung vorgesehenen Bevölkerungsgruppen.“ Als der Generalquartiermeister des Heeres Eduard Wagner von Generalmajor Hans von Greiffenberg auf die Notwendigkeit einer einigermaßen zureichenden Ernährung der sowjetischen Kriegsgefangenen angesprochen wurde, antwortete er am 13. November 1941, dies sei aufgrund der allgemeinen Ernährungslage nicht möglich und stellte lapidar fest: „Nicht arbeitende Kriegsgefangene in den Gefangenenlagern haben zu verhungern.“ Nach der einschlägigen Dissertation Christian Streits sind bis Februar 1942 zwei Millionen sowjetische Kriegsgefangene umgekommen, die meisten starben den Hungertod. Ostminister Alfred Rosenberg beklagte in einem Brief vom 28. Februar 1942 an den Chef des OKW Generalfeldmarschall Keitel, dass die umgekommenen Rotarmisten nun der deutschen Kriegswirtschaft fehlten:
„Das Schicksal der sowjetischen Kriegsgefangenen […] ist eine Tragödie größten Ausmaßes. Von den 3,6 Millionen Kriegsgefangenen sind heute nur noch einige Hunderttausend voll arbeitsfähig. Ein großer Teil von ihnen ist verhungert […] So muss auch die deutsche Wirtschafts- und Rüstungsindustrie für die Fehler in der Kriegsgefangenenbehandlung büßen.“
Erst durch den nun verstärkten Arbeitseinsatz für die deutsche Kriegswirtschaft sank die Sterblichkeitsrate der Gefangenen. Nach seriösen wissenschaftlichen Untersuchungen kamen bis Kriegsende zwischen 2,5 und 3,3 Millionen sowjetische Kriegsgefangene in Wehrmachtsgewahrsam zu Tode. Dem Yale-Historiker Timothy Snyder zufolge wurde der Großteil dieser Menschen „gezielt umgebracht, oder es lag die bewusste Absicht vor, sie den Hungertod sterben zu lassen. Wäre der Holocaust nicht gewesen, man würde dies als das schlimmste Kriegsverbrechen der Neuzeit erinnern.“ Christian Hartmann, Historiker am Institut für Zeitgeschichte, definiert den Tatbestand, dass in der Obhut der Wehrmacht „etwa 3 Millionen sowjetische Gefangene verhungert, erfroren, an Seuchen krepiert [sind] oder erschossen [wurden]“, als „das größte Verbrechen der Wehrmacht“.

### Behandlung der deutschen Kriegsgefangenen

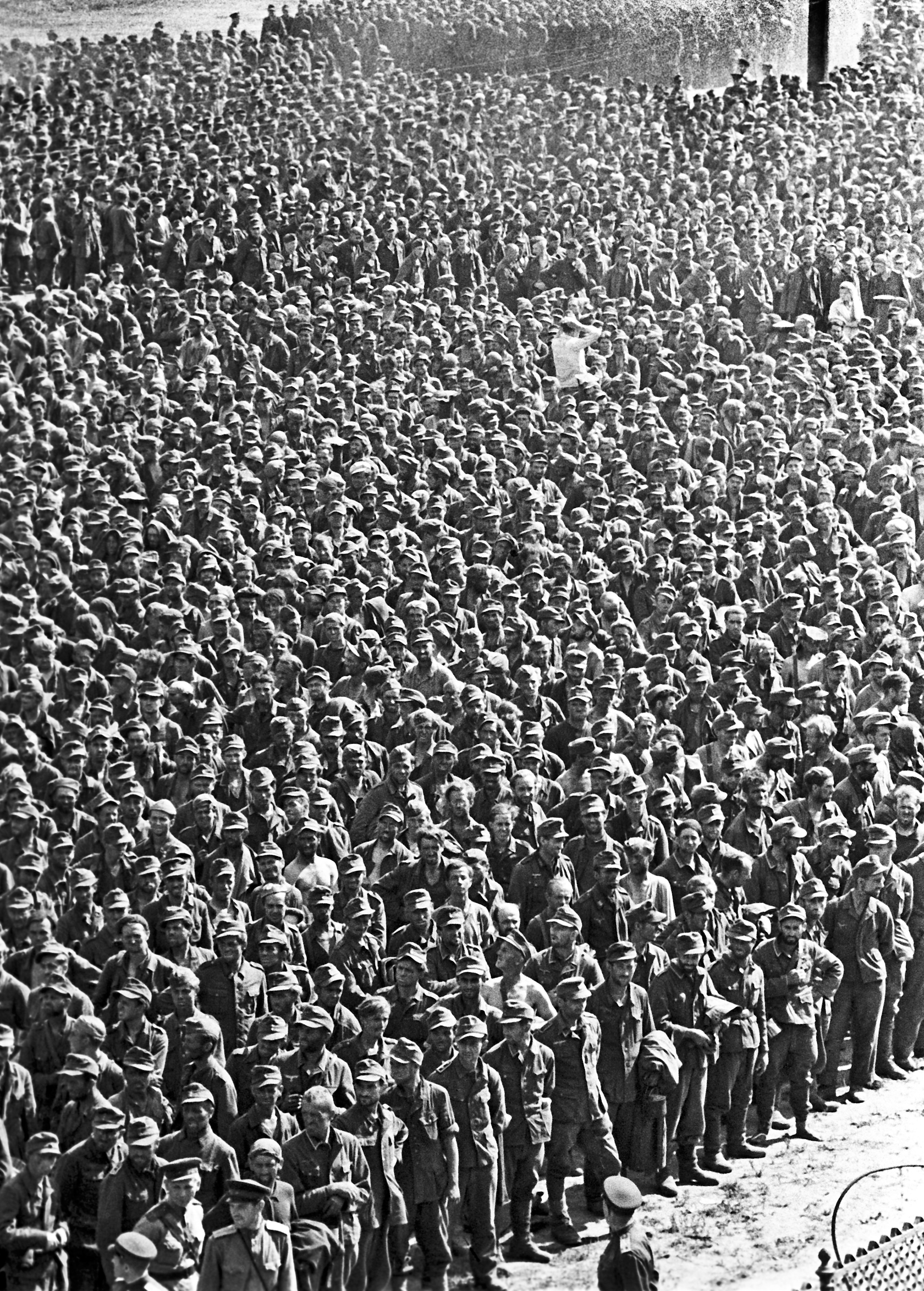
Gefangene deutsche Soldaten in Moskau, 1944

Auch die Lage der Deutschen in sowjetischer Kriegsgefangenschaft war katastrophal. Die in den ersten Monaten des Deutsch-Sowjetischen Krieges gefangen genommenen deutschen Soldaten wurden oftmals auf Anordnung von Politkommissaren oder auf Befehl von fanatischen Offizieren sofort erschossen. Diese Praxis wurde im weiteren Verlauf des Kriegs seltener und war wahrscheinlich als Reaktion auf den deutschen Kommissarbefehl sowie auf aufpeitschende Sowjetpropaganda (z. B. Ehrenburg) zurückzuführen.
Die harten klimatischen Bedingungen, die Zerstörungen des Landes und die schlechten Lebensbedingungen, unter denen auch die Zivilbevölkerung zu leiden hatte, verursachten eine außerordentlich hohe Sterblichkeitsrate unter den deutschen Kriegsgefangenen. Viele Tausende starben an Unterernährung oder Entkräftung auf den Transporten in die Lager im Hinterland. Unterkünfte, ärztliche Behandlung und Verpflegung waren schlecht, die Arbeitsbedingungen dafür unverhältnismäßig hart. Von etwa 3.060.000 deutschen Kriegsgefangenen kamen schätzungsweise 1.100.000 ums Leben. Von den 1941/42 in Gefangenschaft geratenen Soldaten starben etwa 90–95 %; von denen im Jahre 1943 starben etwa 60–70 %, im Jahre 1944 etwa 30–40 % und von den im Jahre 1945 gefangenen etwa 20–25 %. Ab dem Jahre 1949 verbesserte sich die allgemeine Lage in der Sowjetunion, was auch positive Effekte auf die Lebenssituation in den Kriegsgefangenenlagern mit sich brachte und die Sterblichkeitsrate auf ein normales Maß reduzierte.
Beim Einmarsch der Roten Armee in die östlichen Reichsgebiete wurden oftmals auch HJ- oder BDM-Angehörige oder sogar unbeteiligte Zivilisten auf offener Straße aufgegriffen und in den Osten zur Zwangsarbeit deportiert. Die Kriegsgefangenen in der UdSSR waren billige Arbeitskräfte und halfen beim Wiederaufbau des verwüsteten Landes mit. Bis 1950 war das Gros der Kriegsgefangenen entlassen, zurück blieben nur „kriminelle Elemente“, die wegen „tatsächlichen oder vermeintlichen Verbrechen im Zusammenhang mit Kriegshandlungen“ verurteilt worden waren. Die letzten von ihnen, rund 10.000 Mann, wurden auf Verhandlungen Bundeskanzler Adenauers zur Jahreswende 1955/56 entlassen.

## Ergebnisse

### Juristische Aufarbeitung

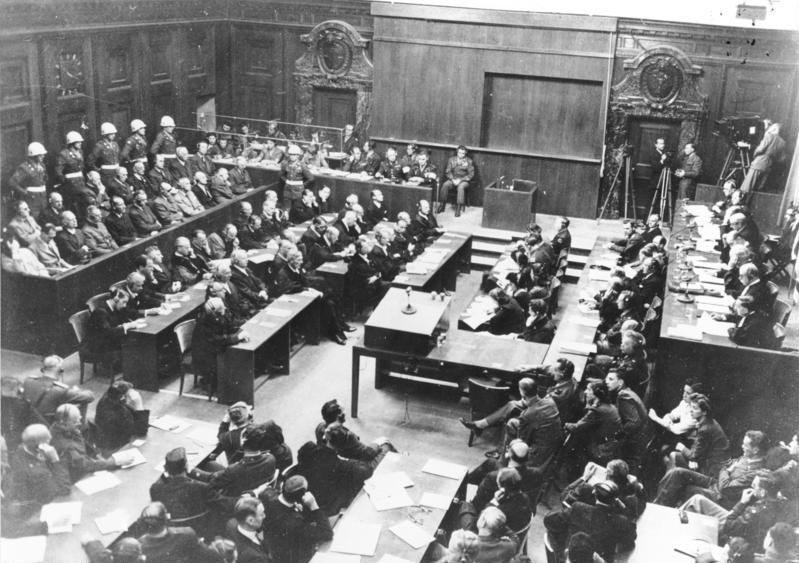
Nürnberger Prozess, 30. September 1946

Der Krieg gegen die Sowjetunion wurde im Nürnberger Prozess gegen die Hauptkriegsverbrecher als deutscher Angriffskrieg gewertet und hochrangige Vertreter der deutschen Regierung, des Militärs und der NSDAP angeklagt und wegen ihrer Beteiligung an der Planung, Vorbereitung, Entfesselung und Durchführung zum Tode verurteilt.
Außerdem kam es zu Kriegsverbrecherprozessen vor sowjetischen Militärgerichten, beispielsweise in Krasnodar, Minsk und Riga.

### Tote und Verletzte
Die Sowjetunion hat die meisten Toten des Zweiten Weltkrieges zu beklagen. Die staatlich festgelegte Opferzahl von 20 Millionen wurde ab 1985 zur historischen Überprüfung freigegeben. Seither schwanken seriöse Schätzungen zwischen 25 und 40 Millionen sowjetischen Todesopfern. Eine staatliche mehrjährige Überprüfung ergab bis 2009 37 Millionen sowjetische Kriegsopfer.
Christian Hartmann gab 2011 eine Gesamtopferzahl dieses Krieges in der Sowjetunion von 26,6 Millionen Menschen an: darunter 11,4 Millionen sowjetische Soldaten, von denen 8,4 Millionen durch Kampfhandlungen und drei Millionen in deutscher Kriegsgefangenschaft starben. Neben den 1,1 Millionen in sowjetischer Kriegsgefangenschaft gestorbenen deutschen Soldaten, fielen an der Ostfront 2,7 Millionen Wehrmachtsoldaten, also knapp über die Hälfte der insgesamt 5,3 Millionen im Zweiten Weltkrieg ums Leben gekommenen deutschen Soldaten. Die Mehrheit der Opfer – 15,2 Millionen Menschen – waren demnach sowjetische Zivilisten.

### Kriegsgräber
| Land          | Zahl |
| ------------- | ---- |
| Armenien      | 14   |
| Aserbaidschan | 9    |
| Belarus       | 43   |
| Estland       | 15   |
| Georgien      | 2    |
| Kasachstan    | 3    |
| Kirgistan     | 2    |
| Lettland      | 60   |
| Litauen       | 41   |
| Moldawien     | 1    |
| Russland      | 87   |
| Ukraine       | 17   |
| Usbekistan    | 5    |

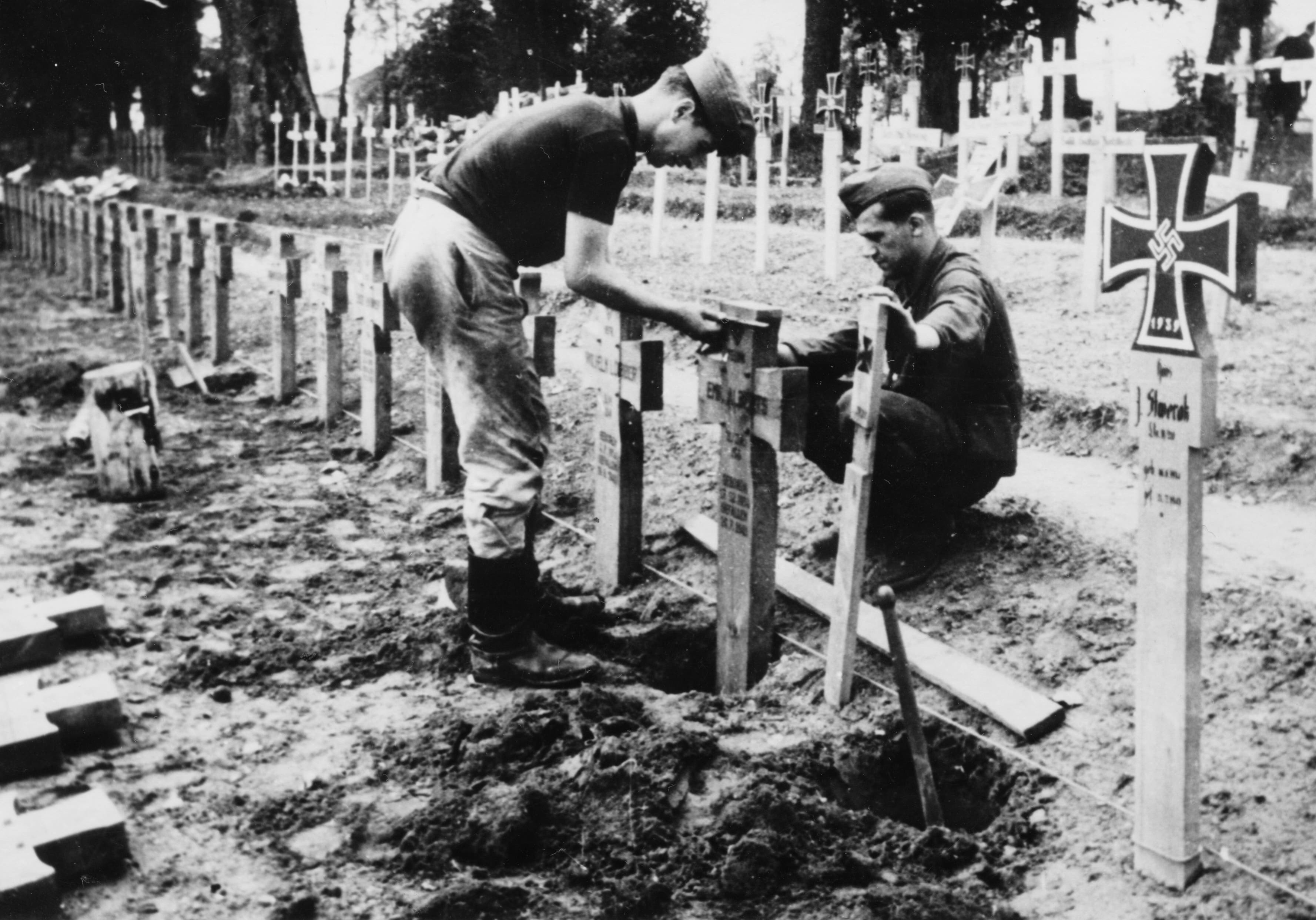
Deutsche Soldaten beim Anlegen eines Friedhofs

Während des Zweiten Weltkrieges legte die Wehrmacht in der Sowjetunion zahlreiche Soldatenfriedhöfe für ihre Gefallenen an. Zuständig für diese sogenannten Heldenfriedhöfe waren Wehrmachtgräberoffiziere. Ihre Lage und Belegung ist in der Regel gut dokumentiert. Dagegen wurden die vielen wegen des Kampfverlaufes an Ort und Stelle zurückgelassenen Toten von sowjetischen Soldaten oder der Bevölkerung begraben. Über ihre Schicksale gibt es kaum Aufzeichnungen; sie gelten heute vielfach als vermisst. In einzelnen Gebieten kann man sogar bis heute unbestattete, deutsche wie sowjetische Tote finden. Für das Gebiet der ehemaligen Sowjetunion sind 118.000 Grablagen – vom Einzelgrab bis zu großen Friedhofsanlagen mit mehreren Tausend Toten – bekannt. Häufig können diese Toten noch heute hauptsächlich anhand ihrer Erkennungsmarken identifiziert und Angehörige informiert werden. Im Lazarett ihren Verwundungen erlegenen Soldaten wurde oft eine Grabflasche am Fußende beigegeben. Diese enthält Informationen zum Verstorbenen.
Für die deutsche Seite waren die Grablagen während des Kalten Krieges weitestgehend unzugänglich. Sowjetische Behörden teilten sogar mit, dass es keine Gräber aus den Kämpfen mehr gebe. Anders als in den westlichen Ländern konnte der Volksbund Deutsche Kriegsgräberfürsorge e. V. hier nicht arbeiten. Erst nach dem Zerfall der Sowjetunion konnten mit den Nachfolgestaaten Kriegsgräberabkommen geschlossen werden. Der Volksbund ist nach diesen Abkommen mit der Wahrnehmung der praktischen Aufgaben beauftragt. Aus organisatorischen Gründen bettet die Organisation die Toten auf neue große Kriegsgräberstätten in den ehemaligen Kampfgebieten um. Es bleiben jedoch auch einige Friedhofsanlagen erhalten, vor allem Friedhöfe für verstorbene Kriegsgefangene. Über 40.000 gefallene deutsche Soldaten werden noch immer jedes Jahr vom Umbettungsdienst des Volksbundes aus den ursprünglichen Grablagen geborgen, identifiziert und endgültig bestattet. Für die Lokalisierung der Gräber wurden Unterlagen der Wehrmachtauskunftstelle (heute der Deutschen Dienststelle, Berlin) und Aussagen von Einheimischen verwendet. Auf dem Gebiet der ehemaligen Sowjetunion gibt es heute nahezu 300 Kriegsgräberstätten mit teilweise mehreren Zehntausend Gräbern.
Der Volksbund hat eine frei zugängliche Onlinedatenbank mit 5.416.105 Datensätzen (Stand 27. Januar 2024) angelegt (die sich auf alle deutschstämmigen Gefallenen des Ersten und Zweiten Weltkrieges bezieht).

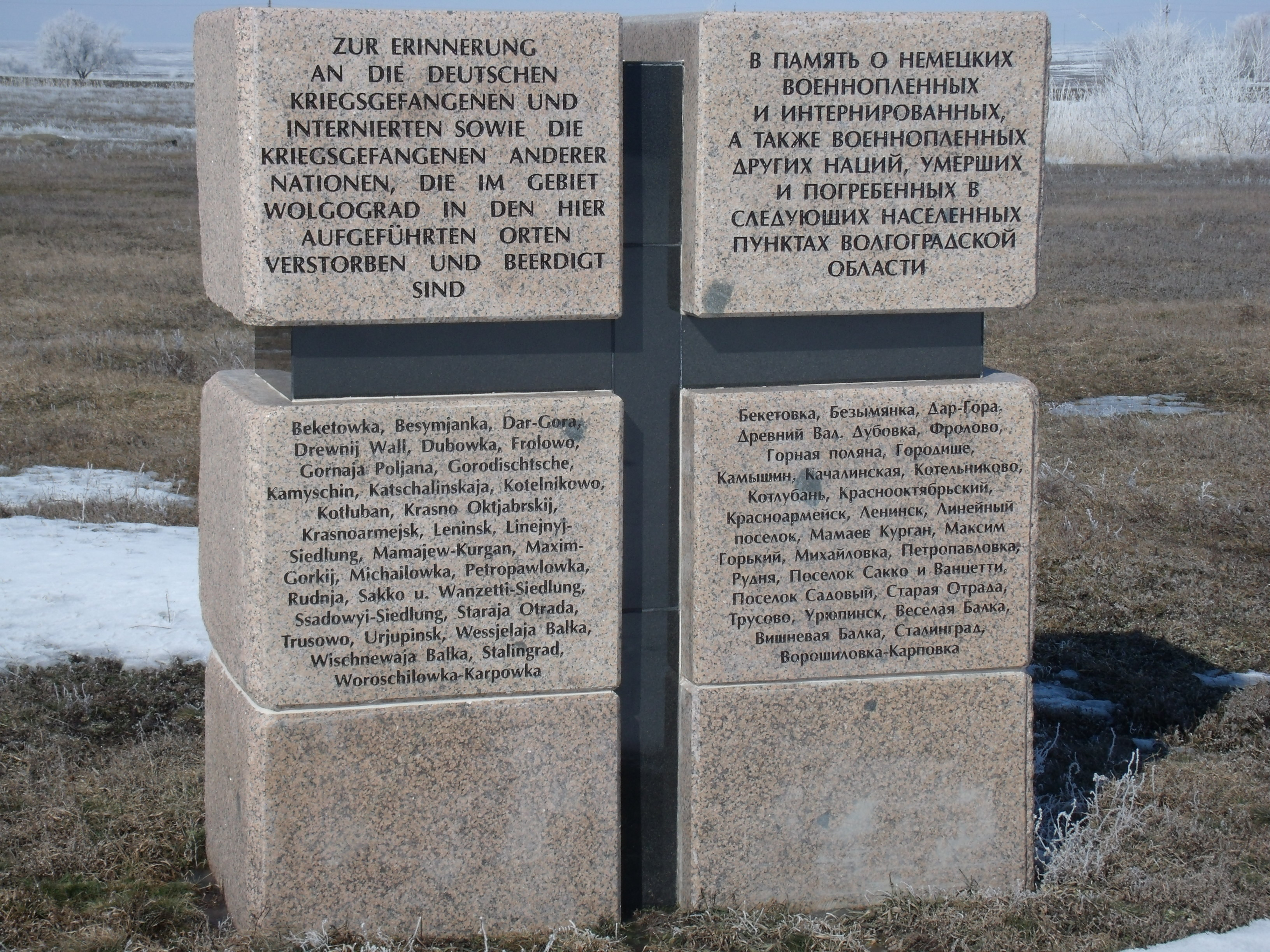
Friedhof Rossoschka

### Politische Folgen für Europa
Mit der Bedingungslosen Kapitulation der Wehrmacht endete der Zweite Weltkrieg in Europa. Als Hauptergebnis besetzten die vier Siegermächte Deutschland und Österreich militärisch, trennten beide voneinander und teilten sie jeweils in vier Besatzungszonen auf. Sie übernahmen die oberste Regierungsgewalt in Deutschland. Berlin blieb unter eigenem Viermächte-Status als Sitz des Alliierten Kontrollrats deutsche Hauptstadt. Es wurde ebenso wie Österreichs Hauptstadt Wien in vier Sektoren aufgeteilt. Im Februar 1947 löste ein Gesetz des Alliierten Kontrollrats den Staat Preußen auf.
Auf der Potsdamer Konferenz vom Juli bis August 1945 wurden der Sowjetunion umfangreiche Reparationen auch aus den deutschen Westzonen vertraglich zugesichert. Polen wurde „nach Westen verschoben“. Die sowjetische Westgrenze stimmte damit beinahe mit der von 1941 überein. Im Gegenzug kamen bis zu einer friedensvertraglichen Regelung die Ostgebiete des Deutschen Reiches ohne das nun sowjetische nördliche Ostpreußen unter polnische Verwaltungshoheit. Außerdem wurde von den Siegermächten die bereits stattfindende Flucht und Vertreibung der Deutschen aus Polen, der Tschechoslowakei und Ungarn „anerkannt“.
Finnland bewahrte im Waffenstillstand von Moskau seine Unabhängigkeit, musste aber das Petsamo-Gebiet an die Sowjetunion abtreten. Die bereits 1940 annektierten baltischen Staaten Estland, Lettland und Litauen blieben Teil der UdSSR. Im von der Sowjetunion besetzten Osteuropa stellte die Pariser Friedenskonferenz 1946 die Staaten in ihren Vorkriegsgrenzen, abgesehen von Korrekturen zulasten der Kriegsverlierer, wieder her. Mit Ausnahme Jugoslawiens entwickelten sich Rumänien, Bulgarien, die Tschechoslowakei, Polen und Ungarn sowie die SBZ/DDR zu Satellitenstaaten der Sowjetunion und bildeten mit ihr als Mitglieder des 1955 gegründeten Warschauer Paktes den Ostblock.
In Deutschland und Österreich wurde ab 1945 die in Potsdam beschlossene Entnazifizierung einiger Gesellschaftsbereiche begonnen. In den Nürnberger Prozessen mussten sich Spitzenpolitiker, Militärs und andere Vertreter des NS-Regimes für das Planen und Führen eines Angriffskrieges und für Verbrechen gegen die Menschlichkeit verantworten. Einige von ihnen wurden zum Tod verurteilt. Diese Prozesse gelten als Grundlage für das moderne Völkerstrafrecht. Die deutschen Kriegsgefangenen in der Sowjetunion mussten beim Aufbau des verwüsteten Landes mithelfen. Die letzten von ihnen wurden 1955 entlassen.
Die Spaltung Europas und Deutschlands in Einflussbereiche der beiden feindlichen Supermächte USA und Sowjetunion im Kalten Krieg verzögerte eine politische Annäherung der ehemaligen Kriegsgegner. Diese begann mit der deutschen Ostpolitik ab 1970; alliierte Vorbehaltsrechte in Deutschland erloschen erst 1990 mit der deutschen Wiedervereinigung.

## Gedenktag 22. Juni in Russland, Belarus und der Ukraine
In Russland, Belarus und der Ukraine wird alljährlich am 22. Juni mit dem Tag der Erinnerung und der Trauer (Russland) bzw. dem „Tag des allgemeinen Gedenkens an die Opfer des Großen Vaterländischen Krieges“ (Belarus) bzw. dem „Tag der Trauer und des Gedenkens an die Kriegstoten“ (Ukraine) der nach heute vorherrschender Schätzung ca. 27 Millionen sowjetischen Opfer des Krieges gedacht.
Kein anderes Land hat während des Zweiten Weltkriegs mehr Soldaten und Zivilisten verloren. Der Tag erinnert an den 22. Juni 1941, den ersten Tag des Überfalls der Wehrmacht und ihrer verbündeten Truppen. Jeweils am 22. Juni werden an den Kriegerdenkmälern und auf den Ehrenfriedhöfen Gedenkzeremonien abgehalten, die Nationalflagge wird gesenkt und der Staatliche Rundfunk überträgt keine Unterhaltungssendungen.
Das immer lebendige Erinnern und Gedenken in Russland veränderte sich seit dem Zusammenbruch der kommunistischen Sowjetunion. In der Aufarbeitung der Vergangenheit blieb zwar der Stolz auf den „Sieg im gerechten Volkskrieg zur Verteidigung des ‚sozialistischen‘ Vaterlands“ erhalten, doch es entwickelten sich Kontroversen um den Hitler-Stalin-Pakt und die Ursachen der großen Misserfolge im ersten Kriegsjahr. Ins Blickfeld der Öffentlichkeit rückten bisher tabuisierte Themen wie das Massaker von Katyn, die Kollaboration, das Schicksal der sowjetischen Kriegsgefangenen in Deutschland und im eigenen Land sowie der deutschen Kriegsgefangenen und die Gewalttätigkeiten gegen die deutsche Zivilbevölkerung. Hohe Verehrung wird Kriegshelden und Feldherren wie Schukow zuteil, wobei auch Stalins führende Rolle trotz seiner Verbrechen vielfach anerkannt wird.

### Dokumente
- Walther Hubatsch (Hrsg.): Hitlers Weisungen für die Kriegführung 1939–1945. Dokumente des Oberkommandos der Wehrmacht. 2. Auflage. Bernard & Graefe, Frankfurt am Main 1983, ISBN 3-7637-5247-1.
- Alexander Hill: The Great Patriotic War of the Soviet Union, 1941–1945. A documentary reader. Routledge, London/New York 2008, ISBN 978-0-7146-5712-7.

### Gesamtdarstellungen
- Philipp W. Fabry: Die Sowjetunion und das Dritte Reich – Eine dokumentierte Geschichte der deutsch-sowjetischen Beziehungen von 1933 bis 1941. Seewald, Stuttgart 1971.
- Wigbert Benz: Der Rußlandfeldzug des Dritten Reiches. Ursachen, Ziele, Wirkungen. Zur Bewältigung eines Völkermords unter Berücksichtigung des Geschichtsunterrichts. 2. Auflage. Haag + Herchen, Frankfurt am Main 1988, ISBN 3-89228-199-8.
- Horst Boog, Jürgen Förster, Joachim Hoffmann, Ernst Klink, Rolf-Dieter Müller, Gerd R. Ueberschär: Der Angriff auf die Sowjetunion (= Militärgeschichtliches Forschungsamt [Hrsg.]: Das Deutsche Reich und der Zweite Weltkrieg. Band 4). 2. Auflage. Deutsche Verlags-Anstalt, Stuttgart 1987, ISBN 3-421-06098-3.
- Wolfgang Fleischer: Unternehmen Barbarossa 1941. Podzun-Pallas, Wölfersheim-Berstadt 1998, ISBN 3-7909-0654-9.
- Jörg Friedrich: Das Gesetz des Krieges. Das deutsche Heer in Rußland 1941–1945. Der Prozeß gegen das Oberkommando der Wehrmacht. Piper, München 1995, ISBN 3-492-22116-5.
- Karl-Heinz Frieser (Hrsg.): Die Ostfront 1943/1944. Der Krieg im Osten und an den Nebenfronten. Deutsche Verlagsanstalt, München 2007, ISBN 978-3-421-06235-2. (Das Deutsche Reich und der Zweite Weltkrieg Band 8). (Rezension von Christoph Dieckmann 2010)
- Christian Hartmann: Wehrmacht im Ostkrieg. Front und militärisches Hinterland 1941/42. 2. Auflage. Oldenbourg, München 2010, ISBN 978-3-486-70225-5. (Rezension in sehepunkte.de)
- Christian Hartmann: Unternehmen Barbarossa. Der deutsche Krieg im Osten 1941–1945. C.H. Beck, München 2011, ISBN 978-3-406-61226-8.
- Jochen Hellbeck: Ein Krieg wie kein anderer. Der deutsche Vernichtungskrieg gegen die Sowjetunion. Eine Revision. Aus dem Englischen von Karin Hielscher. S.Fischer Verlag, Frankfurt am Main  2025, ISBN  978-3-10-397050-0 (Die englischsprachige Ausgabe erschien im Frühjahr 2025 unter dem Titel World Enemy # 1: Nazi Germany, Soviet Russia, and the Fate of the Jews bei Penguin Press, einem Imprint von Penguin Random House LtD., New York City, USA.)
- Dirk W. Oetting: Kein Krieg wie im Westen. Wehrmacht und Sowjetarmee im Russlandkrieg 1941–1945. Osning Verlag, Bielefeld 2009, ISBN 978-3-9806268-8-0.
- Richard Overy: Russia’s War. Blood upon the Snow. 1997, ISBN 1-57500-051-2 (engl. Original); deutsch: Russlands Krieg. 1941–1945. Übersetzung: Hainer Kober. Rowohlt, Reinbek, 2003 – 2. Auflage, ISBN 3-498-05032-X. (Rezensionen: W. Wette: Eine welthistorische Tat. In: Die Zeit. 9. Oktober 2003; Hermann Graml: Rezension in: sehepunkte 4 (2004), Nr. 3)
- Gerd R. Ueberschär, Wolfram Wette (Hrsg.): Der deutsche Überfall auf die Sowjetunion. „Unternehmen Barbarossa“ 1941. Fischer-Taschenbuch-Verlag, Frankfurt am Main 1991, ISBN 3-596-24437-4.
- Johannes Spohr: Die Ukraine 1943/44. Loyalitäten und Gewalt im Kontext der Kriegswende. Metropol, Berlin 2021, ISBN 978-3-86331-600-6.

### Deutsche Planung und Kriegführung
- Christian Hartmann, Johannes Hürter, Peter Lieb, Dieter Pohl: Der deutsche Krieg im Osten 1941–1944. Facetten einer Grenzüberschreitung (= Quellen und Darstellungen zur Zeitgeschichte, Band 76). R. Oldenbourg Verlag, München 2009, ISBN 978-3-486-59138-5.
- Gerhart Hass: Der deutsch-sowjetische Krieg 1941–1945. Zu einigen Legenden über seine Vorgeschichte und den Verlauf der ersten Kriegswochen. In: Zeitschrift für Geschichtswissenschaft 39 (1991) 7, S. 647–662.
- Andreas Hillgruber: Hitlers Strategie. Politik und Kriegführung 1940–1941. 3. Auflage. Bernard & Graefe, Frankfurt am Main 1993, ISBN 3-7637-5923-9.
- Alex J. Kay: Exploitation, Resettlement, Mass Murder. Political and Economic Planning for German Occupation Policy in the Soviet Union, 1940–1941. Berghahn Books, New York/Oxford 2006, ISBN 1-84545-186-4 (= Studies on War and Genocide 10).
- Alex J. Kay, Jeff Rutherford, David Stahel (Hrsg.): Nazi Policy on the Eastern Front, 1941: Total War, Genocide, and Radicalization. Mit einem Vorwort von Christian Streit. University of Rochester Press, Rochester, NY 2012, ISBN 978-1-58046-407-9 (= Rochester Studies in East and Central Europe).
- Rolf Keller: Sowjetische Kriegsgefangene im Deutschen Reich 1941/42. Behandlung und Arbeitseinsatz zwischen Vernichtungspolitik und kriegswirtschaftlichen Erfordernissen. Göttingen 2011, ISBN 978-3-8353-0989-0. (Rezensionen: H-Soz-u-Kult, 9. Februar 2012; www.kulturthemen.de, 9. Februar 2012).
- Regina Mühlhäuser: Eroberungen. Sexuelle Gewalttaten und intime Beziehungen deutscher Soldaten in der Sowjetunion 1941–1945. Hamburger Edition, Hamburg 2010, ISBN 978-3-86854-220-2.
- Timm C. Richter: Die Wehrmacht und der Partisanenkrieg in den besetzten Gebieten der Sowjetunion. In: R.-D. Müller, H. E. Volkmann (Hrsg. im Auftrag des MGFA): Die Wehrmacht: Mythos und Realität. Oldenbourg, München 1999, ISBN 3-486-56383-1, S. 836–857.
- Bernd Wegner (Hrsg.): Zwei Wege nach Moskau. Vom Hitler-Stalin-Pakt bis zum „Unternehmen Barbarossa“. Piper, München/Zürich 1991 (im Auftrag des Militärgeschichtlichen Forschungsamtes).
- Gerald Wolf: „Nur ein Sandkastenspiel“. In: Wiener Zeitung vom 18./19. Juni 2016, S. 35.

### Sowjetische Kriegführung
- David M. Glantz: Colossus Reborn: The Red Army at War, 1941–1943. University Press of Kansas, Kansas 2005, ISBN 0-7006-1353-6.
- Kozhevnikov,M.N.: Komandovanie i shtab VVS Sovetskoĭ Armii v Velikoĭ Otechestvennoĭ voĭne 1941–1945 gg. ; The command and staff of the Soviet Army Air Force in the Great Patriotic War 1941–1945: a Soviet view, Washington 1977. (sowjet. Standardwerk über den Luftkrieg).
- Walter Schwabedissen: The Russian Air Force in the eyes of German commanders. New York 1968.
- Richard Overy: Russlands Krieg: 1941–1945. Rowohlt, Reinbek bei Hamburg 2003, ISBN 3-498-05032-X.

## Bibliografien/Forschungsüberblick
- Datenbank RussGUS (Suchen bei Formularsuche / Sachnotationen: 12.3.4.5.3*).
- Rolf-Dieter Müller, Gerd R. Ueberschär: Hitlers Krieg im Osten 1941–1945: Ein Forschungsbericht. Erweiterte und vollständig überarbeitete Neuausgabe. Wissenschaftliche Buchgesellschaft, Darmstadt 2000, ISBN 3-534-14768-5. (H-Soz-u-Kult-Rezension von Wigbert Benz)